# Basilique Sainte-Marie-Madeleine de Saint-Maximin-la-Sainte-Baume
Cette  basilique n’est pas la seule basilique Sainte-Marie-Madeleine.
La basilique Sainte-Marie-Madeleine de Saint-Maximin-la-Sainte-Baume, débutée en 1295 et achevée en 1532, est le plus important édifice religieux de style gothique bâti en Provence.
Construite sous l'impulsion de Charles II d'Anjou, comte de Provence, après la « redécouverte » des reliques de Marie Madeleine sous le sol de l'église de la ville quelques années plus tôt, cette église avait pour but d'être le lieu d'accueil des pèlerins sur la tombe de Marie-Madeleine. Les travaux prévus grandioses vont s’étaler sur plusieurs siècles et connaître plusieurs interruptions. L'église ne sera d'ailleurs jamais terminée suivant les plans prévus. Haut lieu de pèlerinage de la chrétienté au Moyen Âge, l'édifice subit les dégradations de la Révolution française mais préserve son grand orgue du XVIIIe siècle.
Elle est classée sur la liste des monuments historiques de 1840, et de nombreux éléments de son mobilier intérieur sont également classés aux monuments historiques tels que les sarcophages de la crypte, des peintures, sculptures et le grand buffet d'orgues. L'église obtient « officiellement » le titre de basilique mineure en 2017.
Des fouilles et des études récentes ont mis en évidence la présence d'un complexe religieux remontant à l'Antiquité et présent sous le sol de la basilique, ainsi qu'à l'extérieur de la construction.
La basilique abrite plusieurs reliques de saints chrétiens, dont la plus connue est la tête de Marie Madeleine, vénérée en ce lieu depuis le Moyen Âge. Cette relique a été réinstallée dans un grand reliquaire en 1860, après la destruction de son reliquaire original. Le reliquaire est déposé dans la crypte, au côté des sarcophages paléochrétiens.

## Historique

### Origine de l'implantation

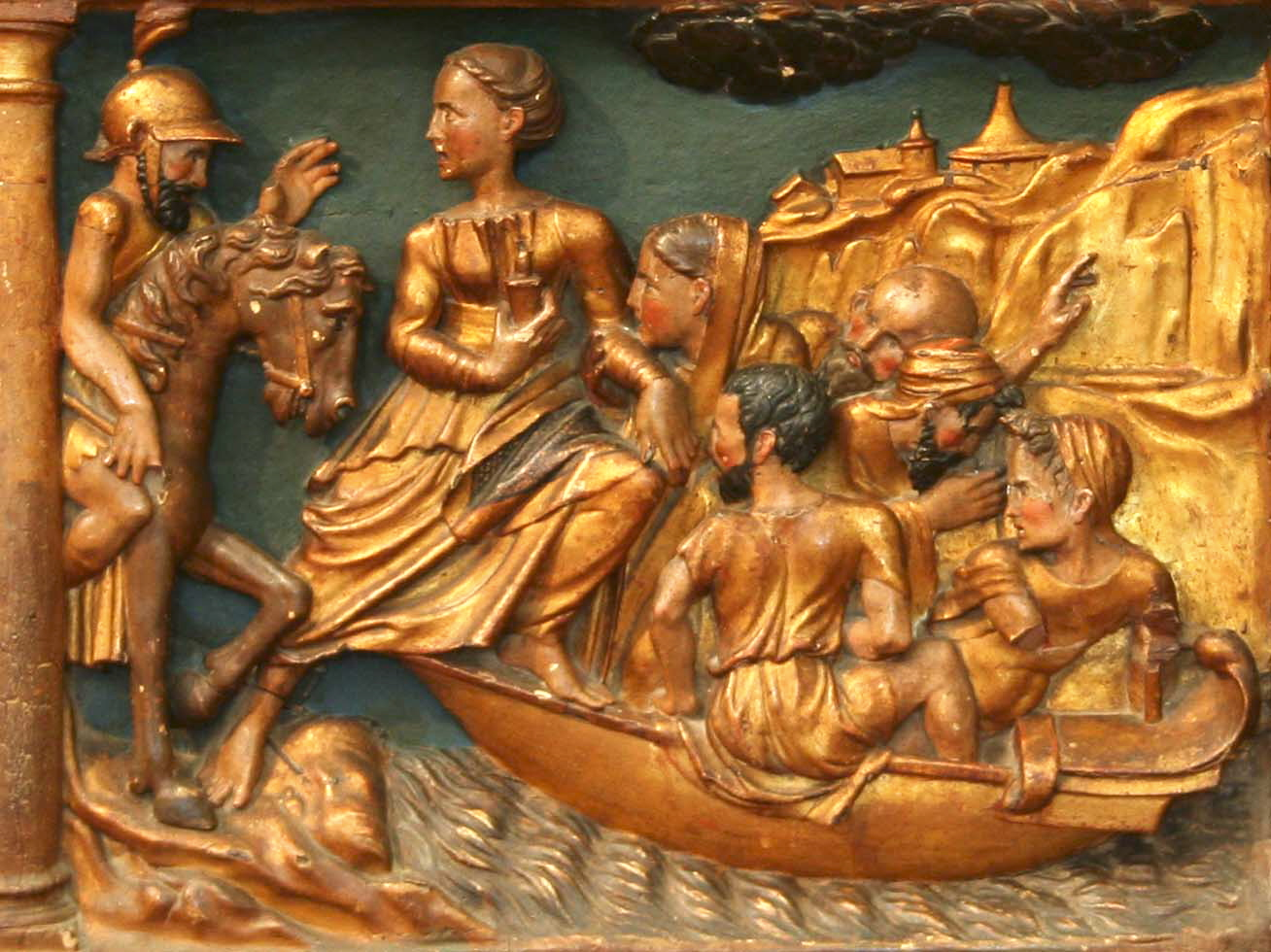
Marie-Madeleine et les saintes Marie fuyant la Palestine, retable dans la basilique de Saint-Maximin.

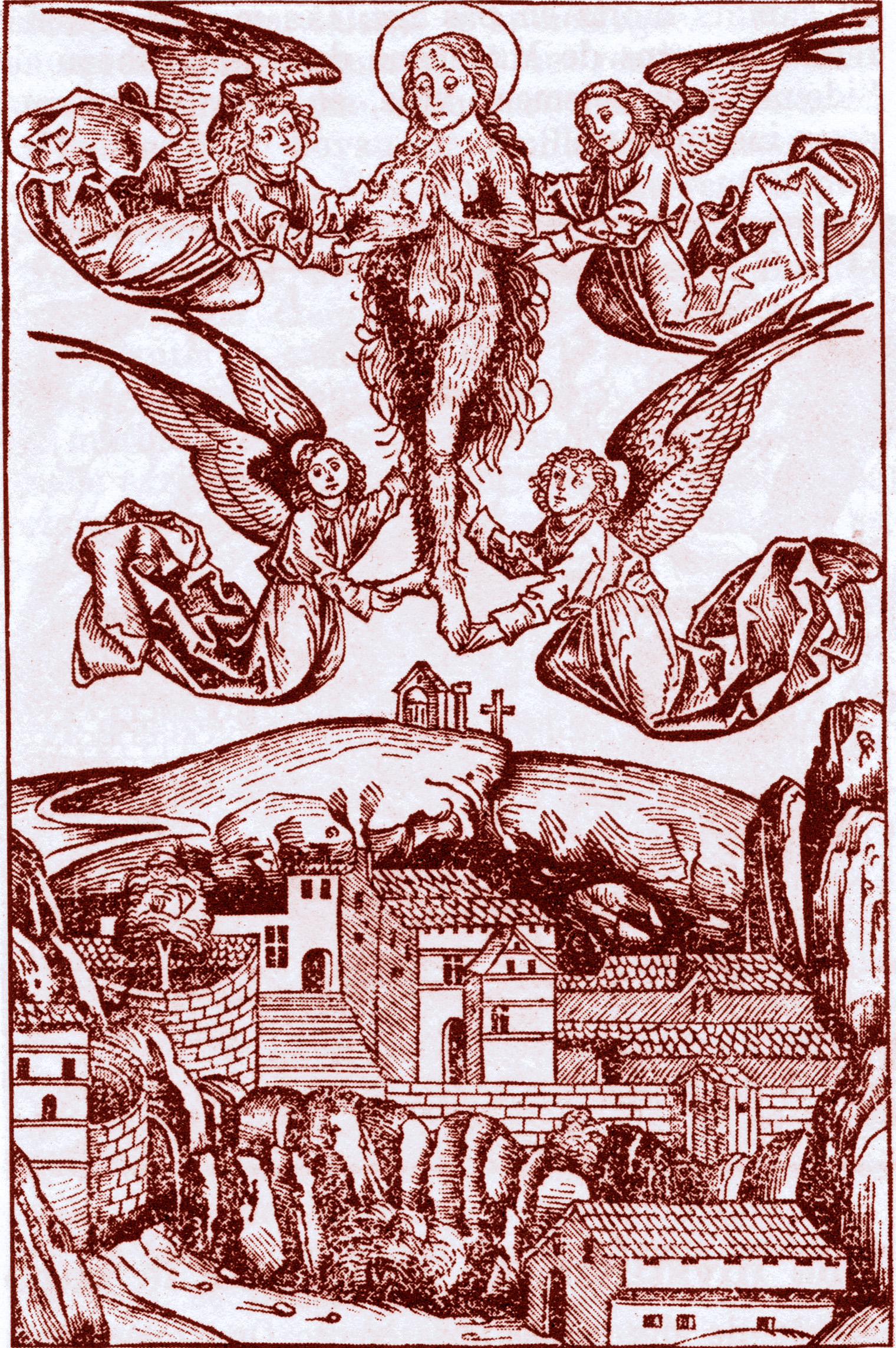
Gravure représentant le sanctuaire et Marie-Madeleine portée par les anges, La Chronique de Nuremberg, 1493.

Selon la tradition, Marie Madeleine (ou Marie de Béthanie, sœur de Marthe et de Lazare) fuyant les persécutions d'Hérode, aurait trouvé refuge en Provence en compagnie de son frère et de sa sœur. Après avoir débarqué aux Saintes-Maries-de-la-Mer, elle aurait occupé pendant trente ans une grotte du massif de la Sainte-Baume après qu'elle eut évangélisé la Provence. Dans la grotte, la légende relate que sept fois par jour, elle était portée par les anges jusqu'au sommet des falaises, pour y prier. À sa mort, elle aurait été ensevelie à Saint-Maximin-la-Sainte-Baume par saint Maximin, qui aurait fui avec elle et serait devenu le premier évêque d'Aix. Devenu célèbre, son tombeau, qui se serait trouvé dans la crypte actuelle de la basilique, sera gardé par des moines cassianites (disciples de saint Cassien) venus de l'abbaye Saint-Victor de Marseille dès le IVe siècle pour veiller sur ce lieu de culte et y accueillir les pèlerins,,.
Au début du VIe siècle un complexe religieux composé d'une église à laquelle était accolé un baptistère de 11 m de côté environ est présent sur le site de l'actuelle basilique,. Un mausolée correspondant à la crypte actuelle était présent à la périphérie de cet habitat un siècle avant la mise en place de ce complexe religieux. Ces résultats de fouilles contredisent donc l'hypothèse faite (avant les fouilles de 1993) selon laquelle ce caveau aurait été réalisé par une riche famille qui aurait choisi de reposer sur ses terres, à la campagne.
Vers 710, les moines qui ont la charge des reliques des saints décident de les cacher pour éviter leur pillage et destruction par les Sarrasins qui commencent à mener des assauts en Gaule,,. Pour cacher et protéger le corps de la sainte d'une éventuelle découverte et dégradation, le père Henri Lacordaire racontera au XIXe siècle que les moines ont interverti les corps présents dans les sarcophages, ainsi, ils auraient mis le corps de Marie-Madeleine (qui était dans un sarcophage d'albâtre), dans le sarcophage de saint Sidoine qui était plus sobre, et mettant les reliques de l'évêque dans celui de la sainte. Toujours d'après le père Lacordaire, les moines déposèrent un texte dans le caveau de la sainte indiquant la date du transfert, l'authenticité de la relique et les motifs de ce subterfuge (protéger les reliques des Sarrasins).
Le culte de la sainte reste cependant vivace durant plusieurs siècles : des chroniqueurs relatent la venue régulière de pèlerins aux XIIe et XIIIe siècles,.
Vers l'an mille, cette église primitive est reconstruite et agrandie au détriment du baptistère ; restaurée vers 1200, elle devait être encore en place lors de la découverte des reliques présumées de Marie-Madeleine (en 1279). D'après le père Lacordaire, le souvenir du tombeau caché sous le sol de l'église a perduré, mais « la mémoire s'était abolie » du lieu exact où reposait la précieuse dépouille.

### L'affaire du vol des reliques par Vézelay

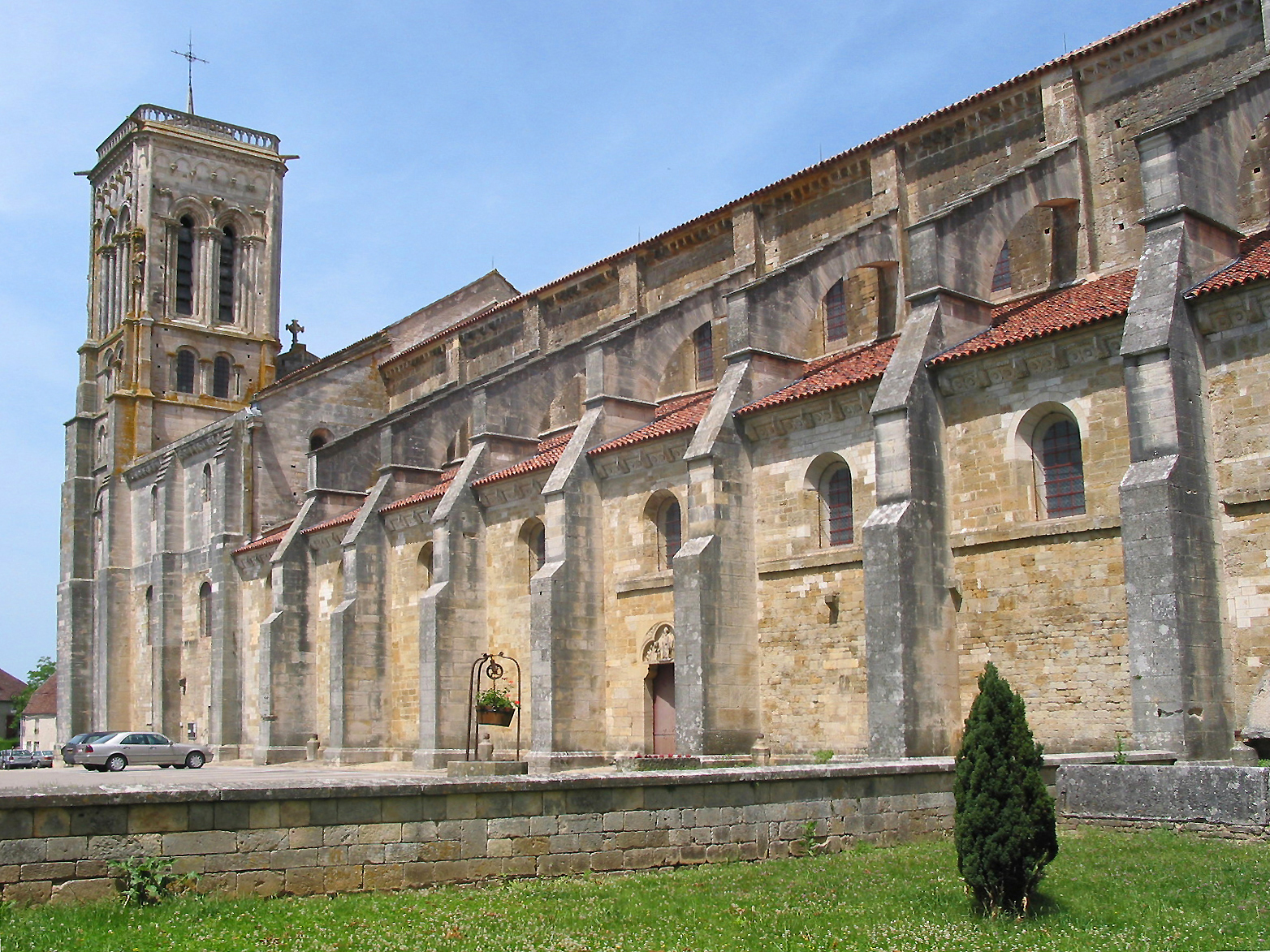
Vue de la basilique Sainte-Marie-Madeleine de Vézelay.

Au Moyen Âge, un conflit va opposer les moines de Saint-Maximin, qui déclarent avoir les reliques de sainte Marie-Madeleine, et les moines de l'abbaye de Vézelay qui déclarent avoir également ces mêmes reliques. L'abbaye de Vézelay, fondée en 858, déclare à partir de 1040 posséder les reliques de la sainte. Plusieurs écrits successifs et contradictoires vont expliquer l'arrivée des reliques dans cette abbaye. Le premier est « la Geste des évêques de Cambrai », datée entre 1041 et 1043, d'un auteur inconnu qui écrit sobrement qu'un moine du nom de Badilon (qualifié de « saint homme de Dieu »), rapporta d'un voyage à Jérusalem les reliques de sainte Marie-Madeleine. Il n'aurait pas directement rapporté les reliques à Vézelay, mais après quelques pérégrinations, les aurait laissées dans cette abbaye, avant de mourir. Dix ans plus tard, le pape Léon IX reconnaît officiellement la présence de ces reliques à Vézelay. Mais en 1109, Hugues de Sainte-Marie, moine de Fleuri-sur-Loire, écrit une « Histoire ecclésiastique » où il indique que sainte Marie-Madeleine est enterrée dans l'église de Vézelay construite par Girart de Roussillon, mais ne précise pas l'origine des reliques, il indique juste la date de présence des reliques : 880. Mais à la même époque, le chroniqueur belge Sigebert de Gembloux écrit lui que c'est « Girard, comte de Bourgogne qui transféra le corps de la sainte à Vézelay, dans l'abbaye qu'il venait de fonder », lorsque la ville d'Aix (où elle était enterrée) fut pillée par les Sarrasins. C'est le premier texte qui indique que les reliques de Marie-Madeleine viendraient de Provence. Or les historiens font noter l'incohérence historique de ce récit, entre le pillage d'Aix au début du VIIe siècle et la fondation de l'abbaye de Vézelay au milieu du IXe siècle. Au XIIe siècle de nombreux autres récits vont se broder autour du seigneur Girart, puis du moine Badilon. Nous trouvons des chroniques d'origine germanique qui indiquent le transfert des reliques depuis Aix en 745, ou 781 ou 789. Ces différents écrits servent de base aux rédacteurs suivants. La version de l'histoire qui sera finalement la plus populaire (et diffusée) sera celle de « la légende de Badilon », où le moine est missionné par le seigneur Girart pour « enlever les reliques de la Sainte » de la ville d'Aix (après son pillage par les Sarrasins), et les rapporter à Vézelay (ce qui là aussi est incohérent historiquement). Cette version mélange la toute première version du récit et les versions de la « geste épique » à la gloire du comte de Bourgogne,,. D'après Victor Saxer, la version la plus probable est celle du bénédictin Hugues de Sainte-Marie qui écrit « qu'à partir de 880, les moines de l'abbaye de Vézelay prétendaient posséder les reliques de sainte Marie-Madeleine », mais « comment elle était arrivée à les posséder, on ne le savait pas, ou du moins, on ne le disait pas ».

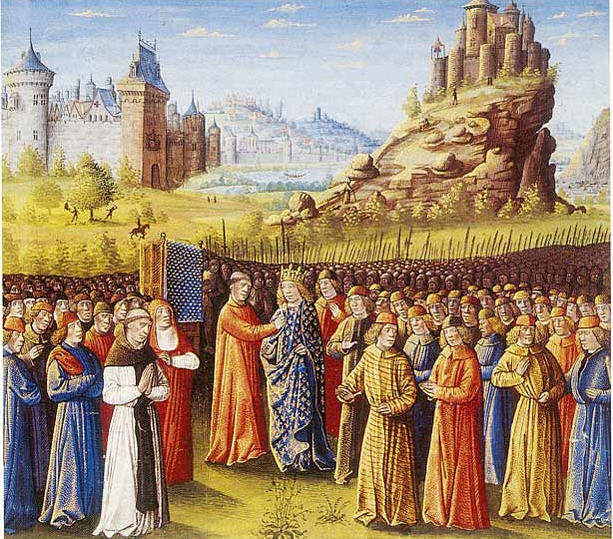
prend la croix à Vézelay en présence de l'évêque de Versailles et de saint Bernard. Miniature de Sébastien Mamerot (vers 1490).

Mais la découverte des « reliques » de Marie-Madeleine à Saint-Maximin en 1279, la reconnaissance officielle par le pape Boniface VIII, et leur garde confiée aux dominicains vont détourner les pèlerins de Vézelay, au profit de la basilique de Saint-Maximin (mise en construction sous la direction de l'évêque de Sisteron Pierre d'Alamanon en 1295). Ce sera le début de long déclin de leur sanctuaire,. Cela n'empêchera pas des joutes argumentées entre les dominicains et les bénédictins, pour justifier que « les vraies reliques » sont bien entre leur mains respectives. Comme l'atteste le manuscrit du « Livre des miracles de sainte Marie-Madeleine » rédigée au XIVe siècle, par Jean Gobi l'Ancien, troisième prieur du couvent de Saint-Maximin.
En 1876, le sanctuaire de Vézelay se fait offrir par la basilique de Saint-Maximin une relique de sainte Marie-Madeleine (présente à Saint-Maximin). Au début du XXe siècle, c'est un fragment de la relique de la sainte, détenue depuis 1824 à l'église de la Madeleine de Paris qui lui est également envoyée. Le sanctuaire détient donc aujourd'hui « deux reliques de Marie-Madeleine » venant de Saint-Maximin.

### La recherche du tombeau
Le souvenir de cette sépulture ne s'étant pas perdu, le prince de Salerne, Charles II, fils du comte de Provence Charles Ier fait entreprendre en 1279 des recherches pour retrouver les reliques de sainte Marie-Madeleine à laquelle il voue une grande dévotion. Ces recherches aboutissent à la découverte d'une tombe paléochrétienne, la crypte actuelle, contenant des ossements qui auraient appartenu à la sainte. Charles II, comme il l'affirmait lui-même, aurait agi par « inspiration divine ». Philippe de Cabassolle parle, dans son Libellus hystorialis, de « céleste inspiration ». Dans le sarcophage de Marie-Madeleine, les découvreurs rapportent la présence d'un écrit, daté du début du VIIIe siècle qui déclare que « le corps de Marie-Madeleine aurait été caché ici, dans la crainte des Sarrasins qui dévastaient la Provence ».

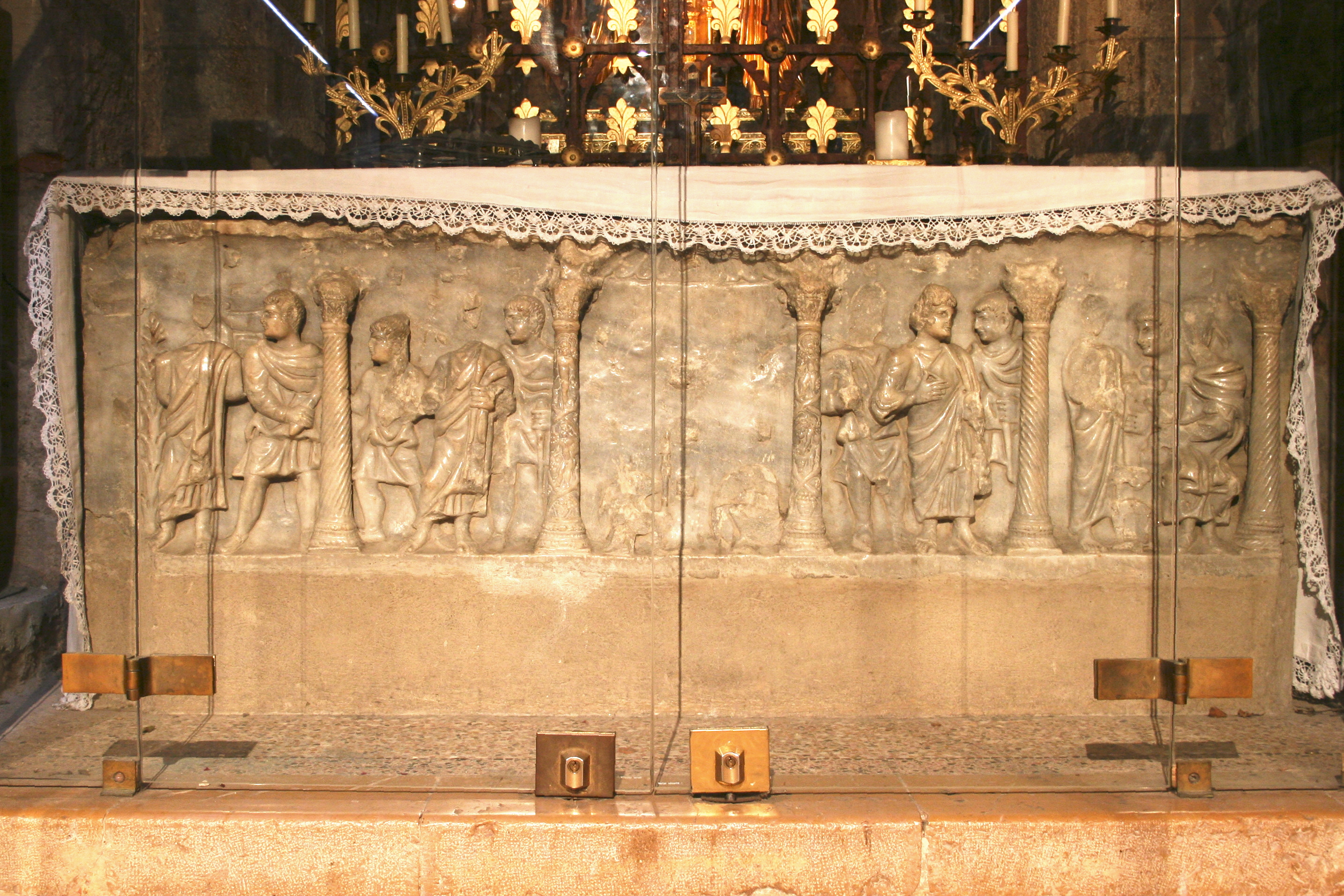
Sarcophage de Marie-Madeleine (crypte de la basilique).

D'après le père Lacordaire qui relate la recherche et la découverte des reliques, la crypte contenait quatre sarcophages, et les moines avaient interverti deux dépouilles : celles de Marie-Madeleine avec celle de Sidoine, pour que, au cas où les Sarrasins viennent à découvrir le sarcophage d'albâtre (original) de Marie-Madeleine, ils confondent les reliques présentes avec celles de la sainte, et qu'ainsi ses propres reliques soient « plus protégées ».
Charles II devenu comte de Provence et roi de Naples, se rend en avril 1295 auprès du pape Boniface VIII apportant avec lui les procès-verbaux rédigés par les évêques de Provence authentifiant sa découverte. Il obtient du pape des bulles qui accordent des indulgences aux visiteurs et certifient l'authenticité des reliques. Cette confirmation était d'autant plus précieuse que la basilique de Vézelay affirmait posséder le corps de Marie-Madeleine. Le pape décide également de confier la garde de Saint-Maximin et de la Sainte-Baume aux frères prêcheurs de saint Dominique en lieu et place des moines bénédictins de l'abbaye Saint-Victor.
Durant toute la période qui suit cette découverte et la construction de la basilique, le « tombeau de Marie-Madeleine » est considéré, par les autorités religieuses, comme le « troisième tombeau de la Chrétienté »,.

### Construction de la basilique

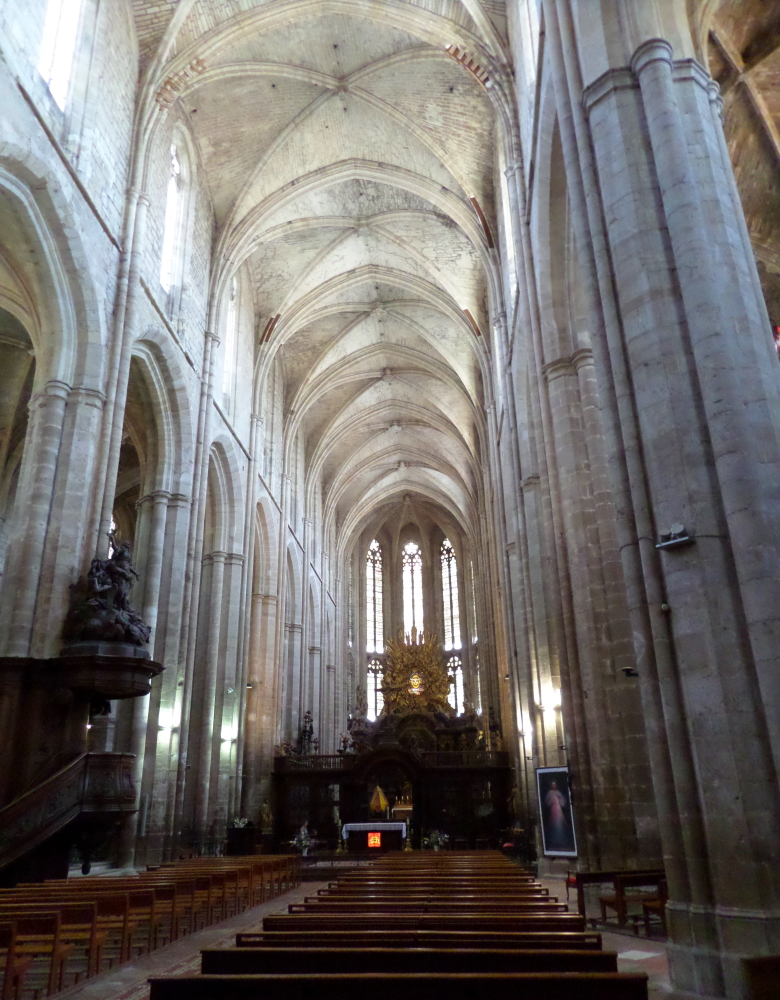
Intérieur de la basilique.

En 1295, Charles II d'Anjou, devenu comte de Provence et roi de Sicile, décide de faire construire sur les lieux mêmes de l'invention des reliques, une basilique et un couvent de dominicains. Il confie l'établissement des plans de l'ensemble de la construction au « Magister Petrus Gallicus, protomagister operum curiæ ». Or, à cette date, ce protomagister est Pierre d'Angicourt, mais il n'est pas certain qu'il ait effectivement réalisé le début de la construction. Après quelques années d'arrêt, la reprise des travaux de 1300 à 1316 avec l'architecte du palais des comtes de Provence, Jean Baudici, s'effectue avec une grande ampleur à partir de 1305. Ce renouveau a été possible grâce à la nomination à la tête du couvent de Saint-Maximin, de Jean Gobi qui en sera le prieur de 1304 à 1328. En 1320, le chevet est terminé avec la première travée des trois nefs. Les quatre travées suivantes sont réalisées de 1330 à 1345. L'entrée de la crypte se situe alors en dehors de l'église. En 1404, on sait que l'abside et les cinq dernières travées de la nef étaient terminées. Jean II Le Meingre, dit Boucicaut, maréchal de France, décide pour couvrir la crypte de faire édifier la partie nord de la quatrième travée ; la crypte est alors nivelée à hauteur du sol de la nouvelle basilique.
Les travaux reprennent sous Louis XII en 1508 avec la nomination d'un nouveau prieur, Jean Damiani, qui exercera le plus long prieurat du couvent durant trente cinq ans de 1508 à 1543. Les travaux de la sixième travée sont repris et terminés en 1513 sous la direction de l'architecte Hugues Caillat. Les trois premières travées sont achevées en 1532 après quelques interruptions dues notamment à la peste. L'inscription gothique du XVIe siècle, au revers de la façade rappelle ces étapes. Les architectes seront Pierre Garcin et son père Jean Garcin.
Au XVIIe siècle, l'installation du décor actuel entraîna des altérations importantes qui eurent deux conséquences notables : 
- L'obturation des réseaux des baies des chapelles pour y installer des retables ;
- la construction de couvertures de tuiles en appentis sur les terrasses qui couvraient les bas-côtés.

### Période révolutionnaire
À la Révolution, les dominicains sont chassés de leur couvent, le couvent et la basilique sont transformés en un dépôt de vivres, dont Lucien Bonaparte (frère cadet de Napoléon) est responsable. L'homme, brillant orateur, est le président du club des jacobins local. En 1794, il se marie avec la fille de l'aubergiste qui le loge. Lorsque Paul Barras se rend à Saint-Maximin pour faire l'inventaire des biens et œuvres présents dans l'église pour s'en saisir, Lucien sauve les grandes orgues en y faisant jouer La Marseillaise par l'organiste Fourcade. Ému, Barras décide de conserver cet orgue « patriotique »,,,.
Les révolutionnaires pillent les reliquaires, récupérant les métaux précieux et les bijoux. Les reliques des différents saints présentes dans les reliquaires sont récupérées et sauvées par le sacristain et quelques habitants qui les cachent durant plusieurs années, le temps que la situation politique se stabilise et que le culte puisse reprendre normalement,.
Les dominicains ne sont réinstallés dans le couvent de la ville qu'en 1859, après son rachat par le père Henri Lacordaire. Ils reprennent en charge le service de la basilique.

### Les travaux de confortation et de restauration
Dès 1839, des travaux avaient été engagés au chevet, comme des graffitis nous l'ont appris, et l'église a été classée au titre des monuments historiques sur la liste de 1840, parmi les monuments les plus prestigieux de France.
Les travaux dirigés par le père Lacordaire en 1875 eurent une incidence sur la face du monument : la démolition des maisons de deux étages sur la galerie du cloître et les chapelles nord. La restauration proposée par Henri Révoil connaissait un commencement d'exécution.
Les travaux exécutés au XIXe siècle sous la direction des architectes Charles-Auguste Questel et Henri Révoil ont consisté en purges des maçonneries et restitution des profils et des parements par recharges de mortiers de ciment et ragréages de pierre reconstituée dans les parties affectées.
Au cours de la première moitié du XXe siècle, l'architecte et archéologue Jules Formigé s'intéresse à la basilique, mais procède surtout à des fouilles et à la présentation de la crypte que Révoil avait décorée dans le goût de son temps en 1884.
Son fils Jean Camille Formigé entreprit des travaux au-dessus du bas-côté nord, en supprimant les appentis du XVIIe siècle et en exécutant une terrasse couverte de dalles de ciment armé, source de déboires.
Après la Seconde Guerre mondiale, Paul Colas put intervenir sur les fenestrages du bas-côté nord, de l'absidiole nord, mais les travaux furent interrompus.
« L'état de l'ancienne basilique royale était devenu si inquiétant que le seuil d'alerte est dépassé depuis longtemps », rapportait l'inspecteur général des monuments historiques François Enaud le 25 mai 1977.
Dès 1975-1976, des chutes de pierres  provenant des nervures des voûtes sur croisée d'ogives et doubleaux s'étaient produites, et une campagne de purges et de confortations tout à fait provisoires étaient exécutées.
La cause essentielle des désordres dont souffrait cet édifice était l'eau qui s'infiltrait par les couvertures, par les dispositifs d'évacuation des eaux pluviales et par les joints des murs. Ces eaux affaiblissaient les appuis en lavant les mortiers des blocages internes. Elles modifiaient les conditions d'équilibre des voûtes et les arcs pèsent plus lourd, donc poussaient davantage en écrasant les pierres atteintes, souvent masquées par les ragréages du XIXe siècle.
Le programme de mise hors d'eau et de confortation structurale a alors été entrepris. Les travaux ont consisté, en partant de l'angle sud-ouest, à refaire la couverture du bas-côté, en reprenant les évacuations d'eaux pluviales qui, depuis les fenestrages, traversent le comble en appentis, à rejointoyer les murs et les contreforts et leurs appuis.
Un pare-gravois a dû être mis en place devant la façade à la suite de chutes de pierres. La façade occidentale inachevée depuis 1530 a été confortée en 1986-1987.
Jean-Claude-Yvan Yarmola, architecte en chef des monuments historiques, maître d'œuvre des travaux réalisés dans le cadre d'un plan pluriannuel d'intervention, établi pour la période 1986-1993, par la conservation régionale des monuments historiques, la commune et le conseil général du Var concluait « qu'en l'état des travaux, nous visons à réparer les dégâts dus à des décennies de manque d'entretien, mais que l'effort collectif fourni pour sauvegarder ce monument doit être poursuivi dans l'intérêt commun qui  dépasse celui de la Provence ».

### Actualité
Le 4 mai 2014, le prêtre de la basilique, Florian Racine, annonce lors de sa messe, la découverte, dans la basilique, d'un crâne susceptible d'être une relique de saint Sidoine,.
En 2012, puis 2016, le curé de la paroisse demande à faire ériger l'édifice au titre de basilique mineure. Communément appelé « basilique » par la population et le clergé, depuis sa création, l'édifice n'en avait pas reçu le titre du Vatican. En 2017, le dossier de demande est accepté par les autorités vaticanes et le titre officiellement décerné.
En 2017, le diocèse demande à une équipe de scientifiques d'effectuer une reconstitution 3D du visage de Marie-Madeleine à partir de son crâne conservé dans la basilique. Une expertise récente du crâne a rapporté que ce crâne est celui « d’une femme de petite taille, de type méditerranéen, âgée d’une soixantaine d’années ».
En 2021, le laboratoire Géosciences Paris-Saclay mène une prospection géophysique à la basilique Saint-Maximin-la-Sainte-Baume sur la demande du diocèse de Fréjus-Toulon. L'objectif de ces études était de rechercher des constructions cultuelles antérieures aux constructions connues du VIe siècle, alors que les sarcophages sont datés du IVe siècle. Les objectifs de ces études sont,, : 
- la mise en lumière de possibles connexions entre la crypte de Marie-Madeleine et le sud de la basilique.
- trouver des tombeaux non référencés
- trouver d’éventuelles cryptes
- mettre en lumière les fondations de l’église présente avant la construction de la basilique.

Différentes galeries (non comblées) sont découvertes sous la basilique et jusqu'à la crypte, ainsi que plusieurs possibles sépultures. Des anomalies montrant l’existence d'une église (inconnue) sous le sol de la basilique ont également été mis en lumière. Les résultats laissent également penser que la crypte était originellement plus importante qu'aujourd'hui,. Ces résultats ont été présentés lors d'un colloque en octobre 2021 à Rome,.

## Description de la basilique
L'édifice comprend une nef de neuf travées munie de collatéraux de huit travées auxquelles correspondent des chapelles latérales placées entre les contreforts. L'abside est polygonale ainsi que les deux chapelles flanquant la dernière travée de la nef. Cette église ne comporte ni transept ni déambulatoire et possède trois étages de voûtes ; la nef 28,7 m, les collatéraux 17,5 m et les chapelles latérales 10,25 m. Cet étagement des voûtes se rencontre dans quelques-unes de nos plus vastes cathédrales notamment celle de Bourges à laquelle elle ressemble beaucoup par suite de l'absence de transept. C’est le plus important exemple de style gothique en Provence.

### Schéma de la basilique
Légende :
- A - Chœur,
- B - Retable de la passion,
- C - Autel du rosaire,
- D - Crypte,
- E - Chaire,
- F - Stalles
- Extérieur du chœur

Plan de la basilique de Saint-Maximin

  - a - Chapelle Saint-Thomas d'Aquin,
  - b - Chapelle Notre-Dame de la consolation,
  - c - Chapelle du saint nom de Jésus,
  - d - Chapelle Saint-Anne,
- Chapelles

1. Chapelle Saint-Pierre (Accueil)
2. Chapelle Saint-Blaise
3. Chapelle Saint-Louis d'Anjou
4. Chapelle Sainte-Madeleine
5. Chapelle Saint-Crépin avec passage vers le couvent
6. Chapelle Saint-Éloi
7. chapelle de la réconciliation
8. Chapelle Saint-Maximin,
9. Chapelle de l'Assomption
10. Chapelle Notre-Dame de Lourdes
11. Chapelle Saint-Antoine de Padoue
12. Chapelle Saint-Dominique
13. Chapelle Saint-François d'Assise
14. Chapelle du Sacré-Cœur
15. Chapelle Saint-Joseph
16. Chapelle Saint-Michel.

### Extérieur

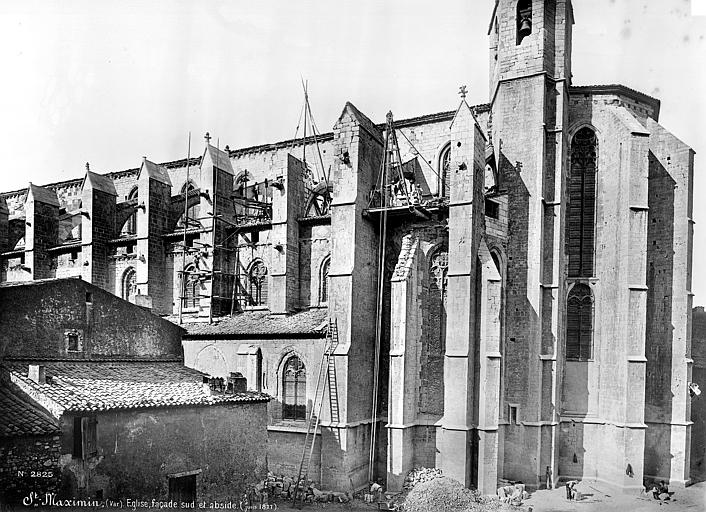
Vue de l'extérieur de la basilique avec les arcs-boutants et les pinacles.

L'abside est flanquée de deux tourelles à l'intérieur desquelles se trouve un escalier ; celle du nord est surmontée d'un clocher récent. La nef est contrebutée par des arcs-boutants ; les pinacles servant de couronnement aux contreforts sont de simples massifs rectangulaires surmontés d'un toit de pierre à deux versants.

### Intérieur

#### La nef

##### Clefs de voûte de la nef
Certaines clefs de voûte sont ornées de blasons : 
- quatrième travée, blason de France ;
- cinquième travée, blason d'Anjou-Sicile parti de Jérusalem ;
- sixième travée, personnage à coiffure singulière ;
- septième travée, blason d'Anjou-Sicile flanqué des bustes d'un comte et d'une comtesse, peut-être Charles III dernier comte de Provence et sa femme ;
- huitième travée, blason en forme de quatre-feuilles avec au centre la reine Jeanne couronnée, le sceptre à la main et assise sur son trône ;
- neuvième travée, blason d'Anjou-Sicile semé de fleurs de lys avec buste du roi Robert et de la reine Sanche.

La clef de voûte de l'abside représente l'Agneau de Dieu et la tête couronnée de Charles II d'Anjou, fondateur de l'église.

Détails des blasons
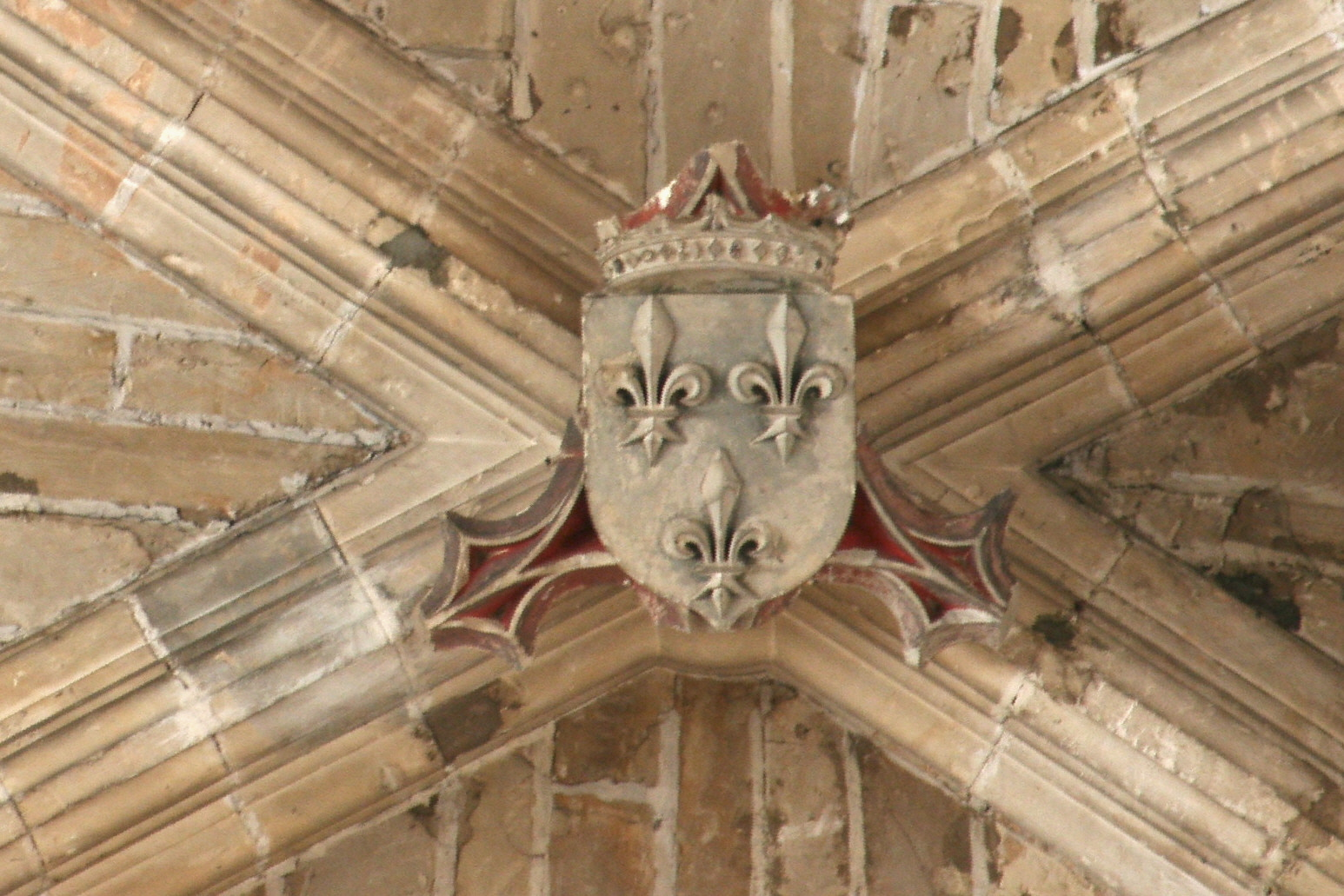
Quatrième travée, blason de France.
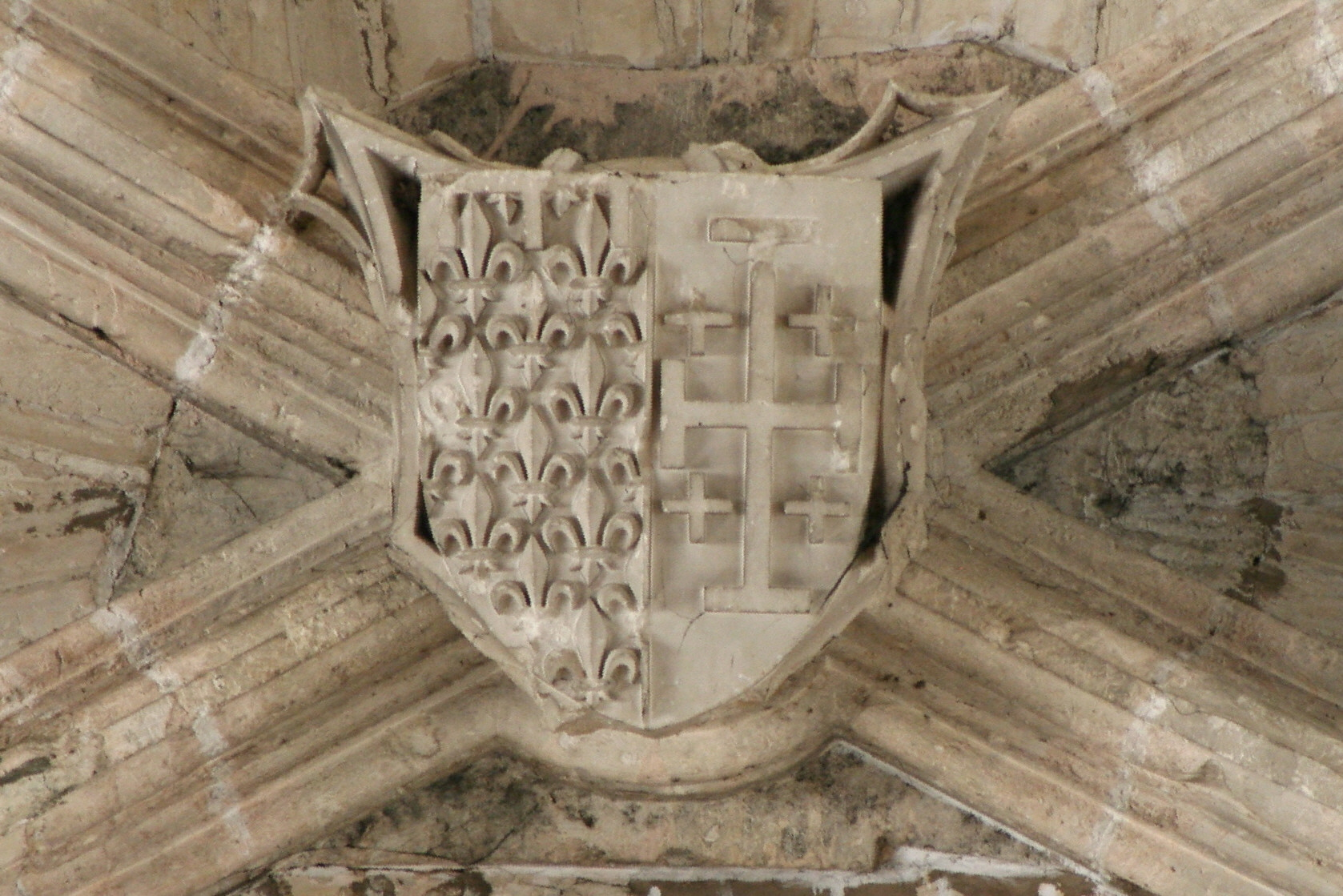
Cinquième travée, blason Anjou-Sicile parti de Jérusalem.
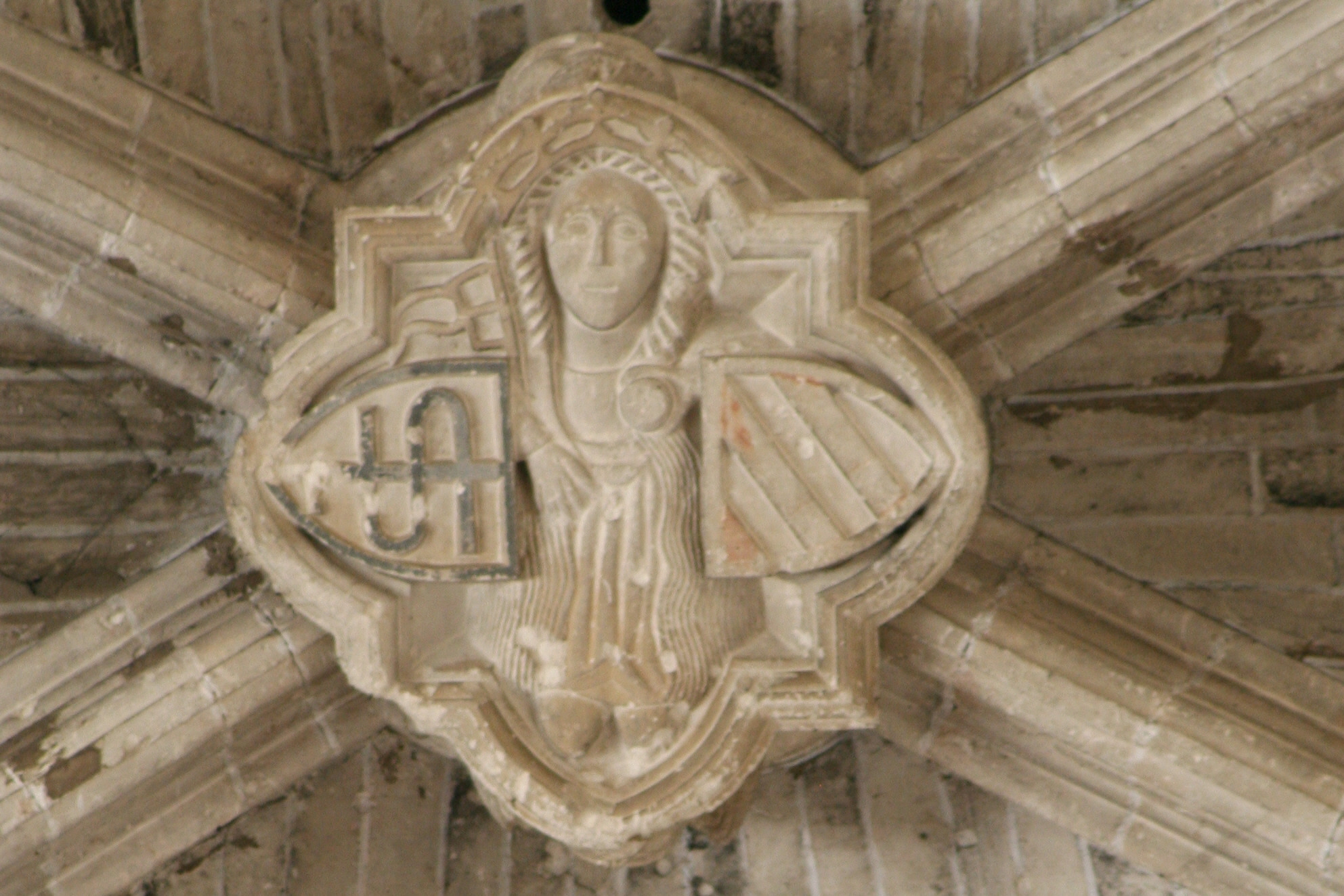
Sixième travée, un personnage.
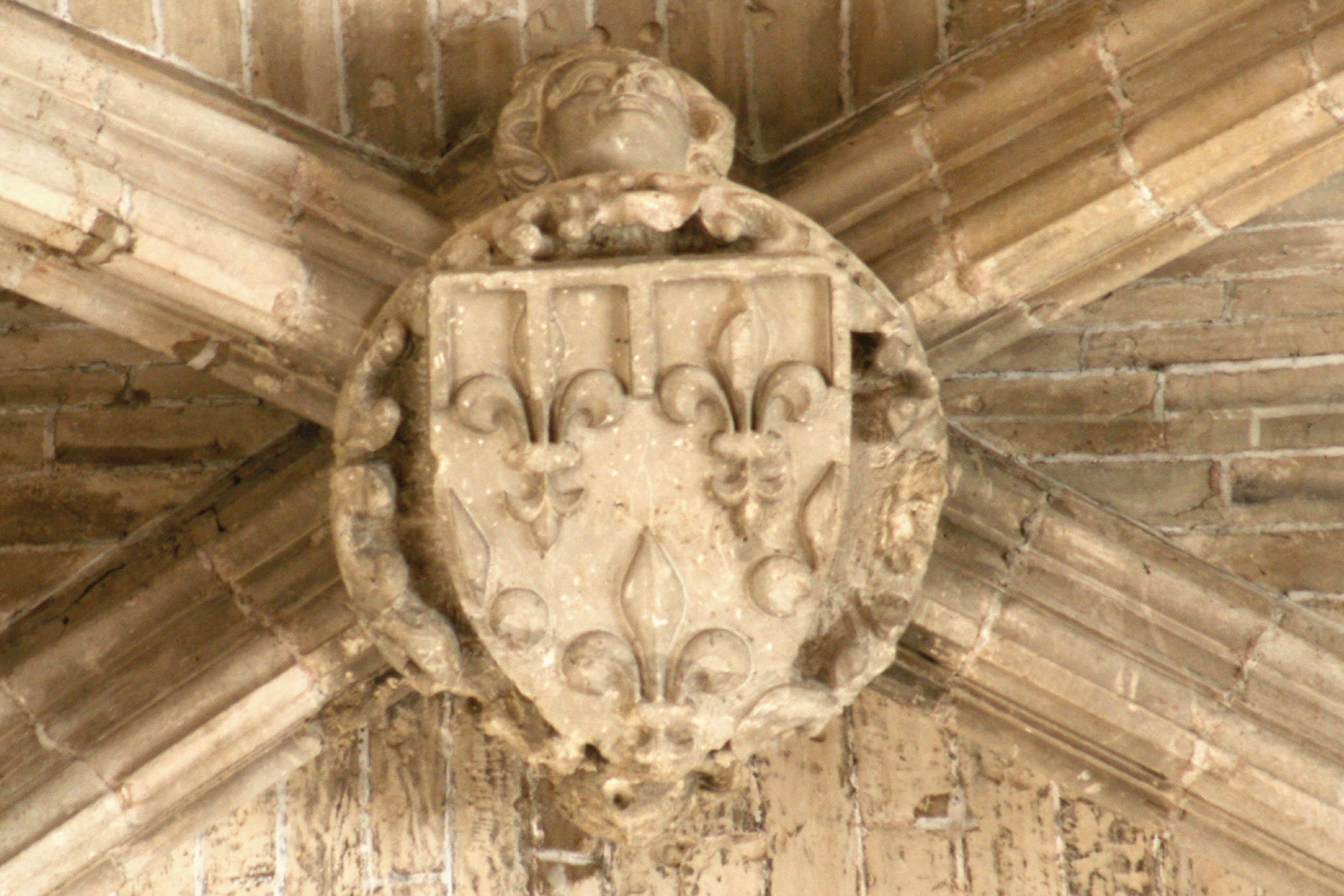
Septième travée, blason d'Anjou-Sicile et bustes .
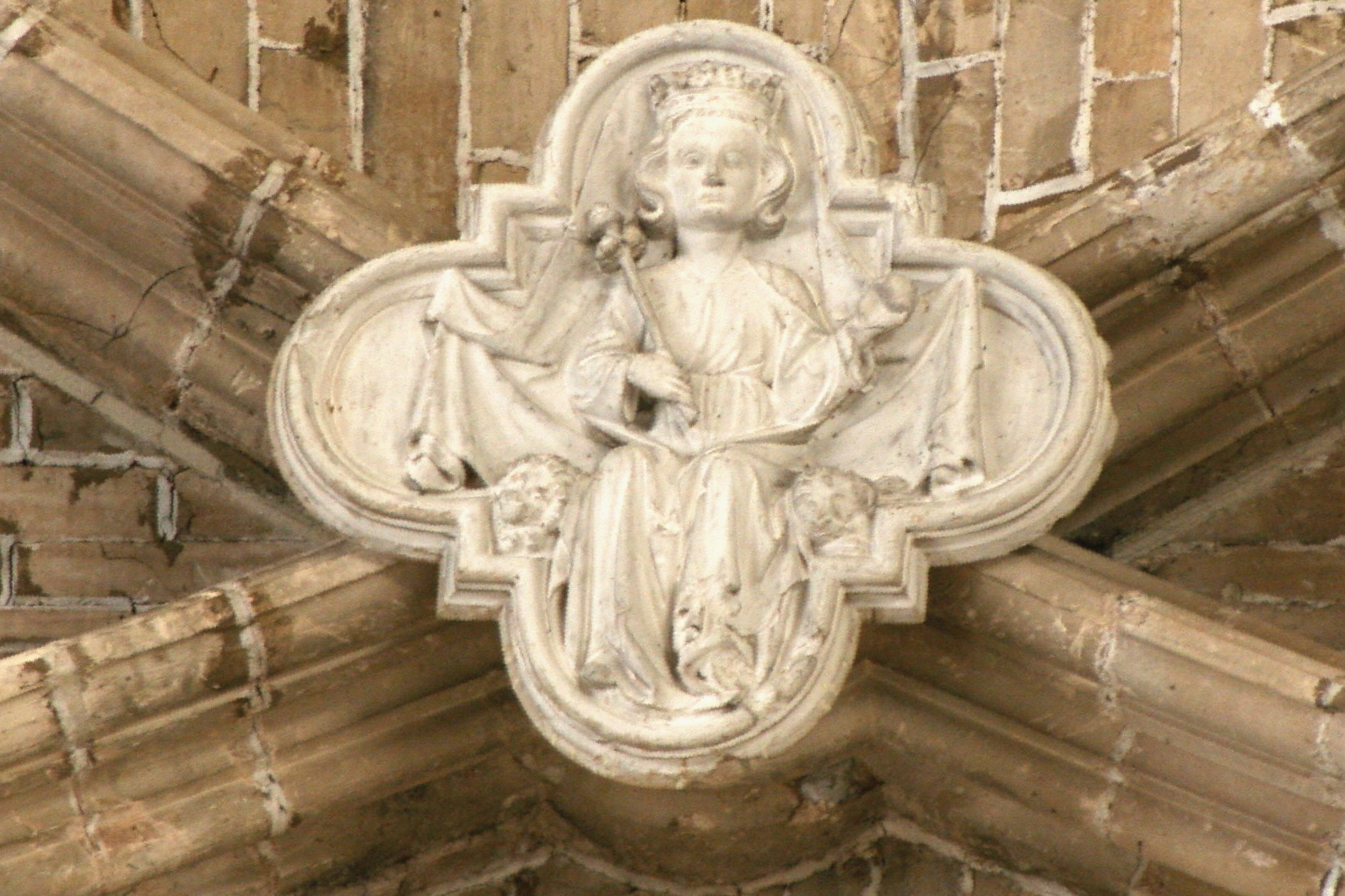
Huitième travée, la reine Jeanne.
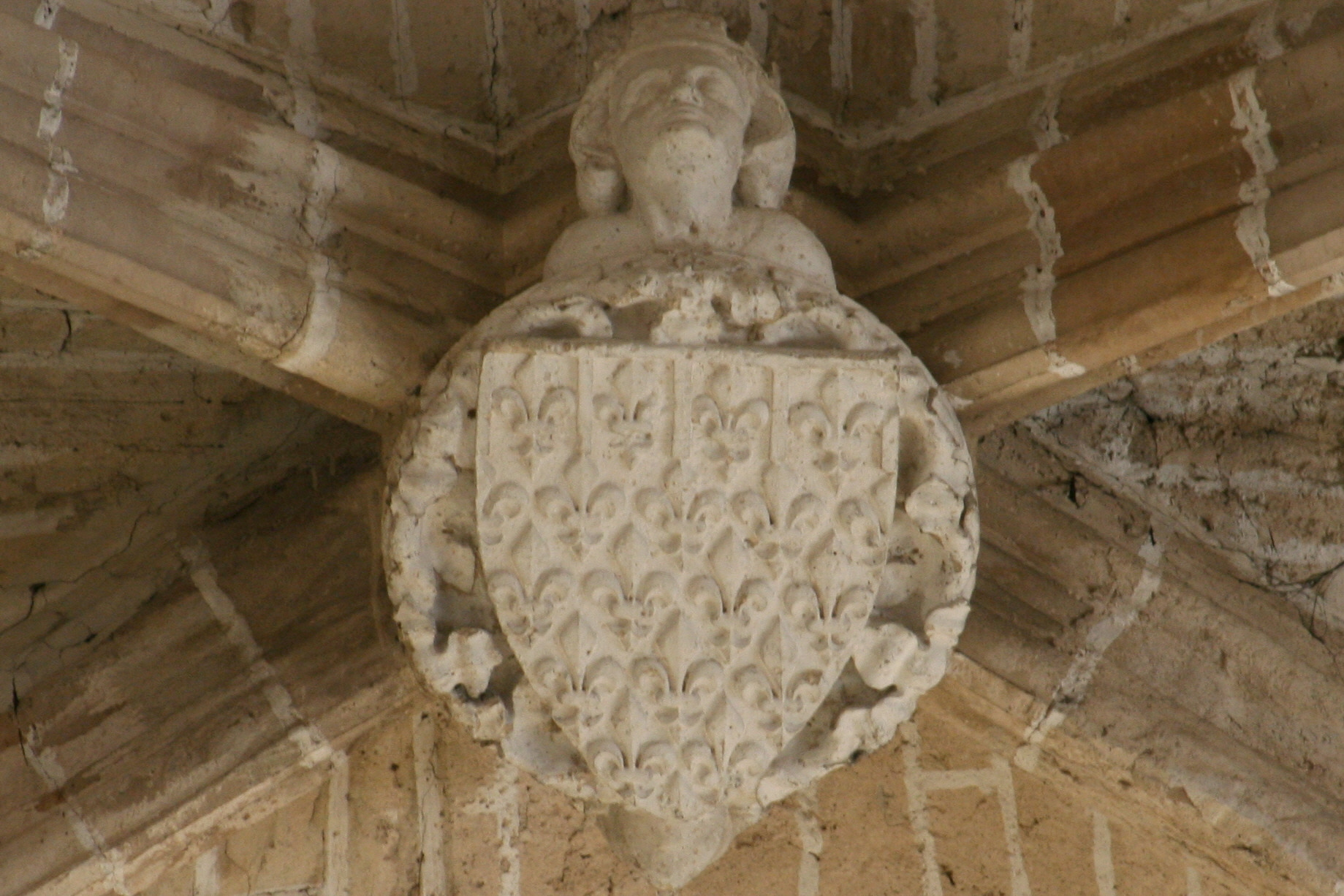
Neuvième travée, Anjou-Sicile/Roi Robert.
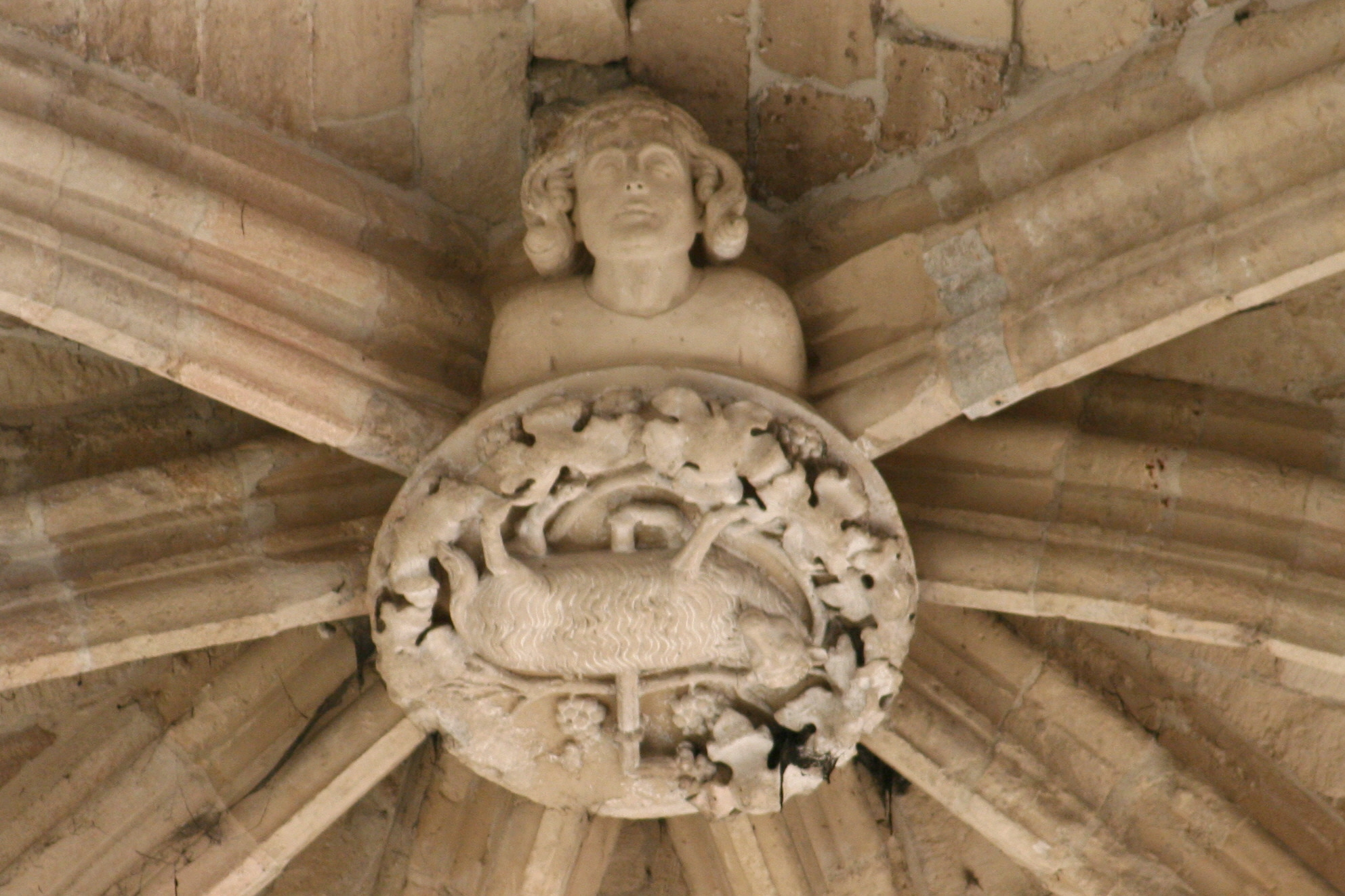
Clef de l'abside, l'agneau et tête de Charles II.

##### L'abside

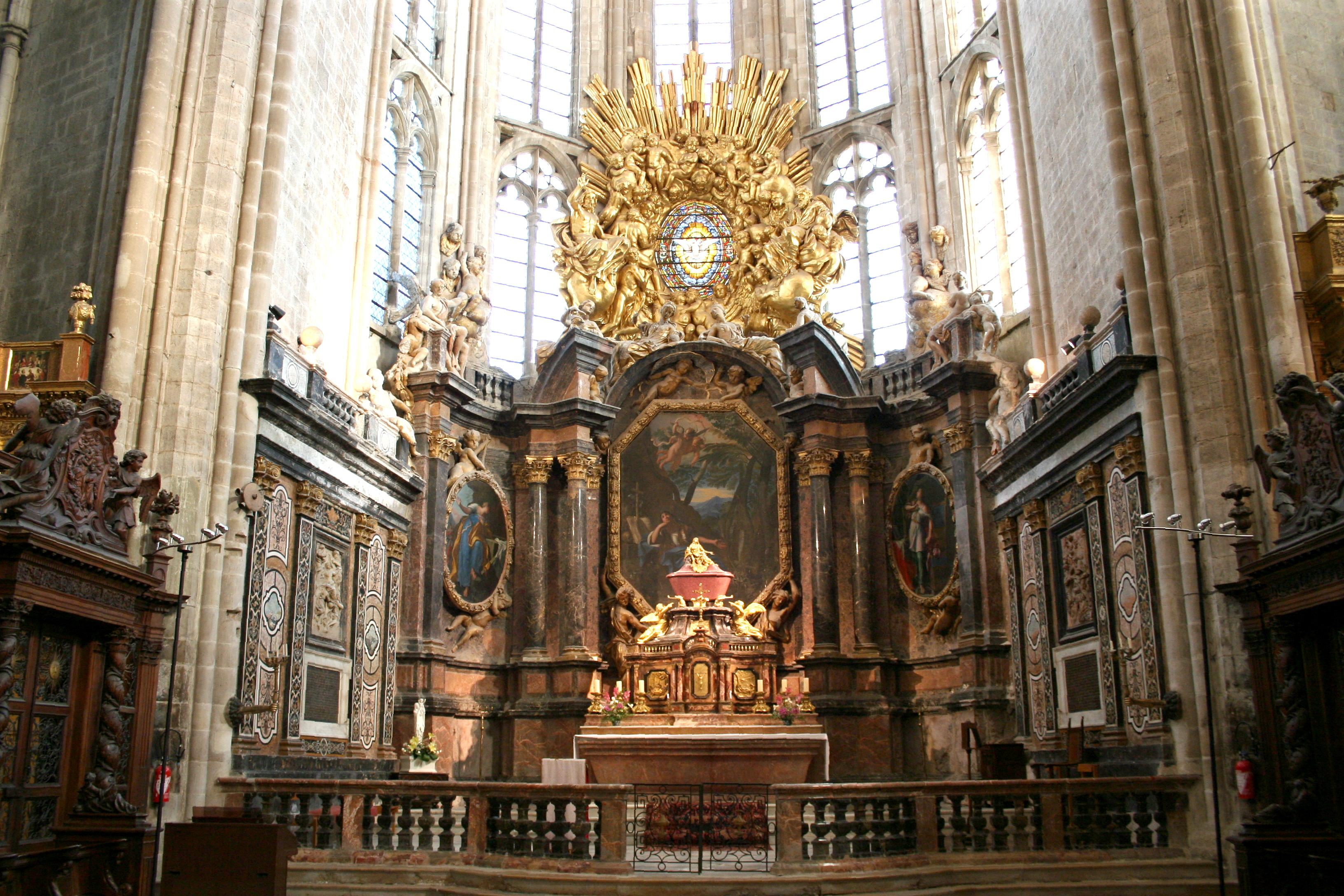
Le chœur de l'église.

L'abside est à sept pans dont cinq sont percés d'un double rang d'ouvertures séparées par un meneau horizontal. Le fond de l'abside est décoré d'une riche architecture corinthienne en marbre couronnée par une balustrade portant des statues allégoriques et encadrant trois grands tableaux d'André Boisson (1643-1733), peintre d'Aix-en-Provence, représentant des épisodes de la vie de Marie-Madeleine. Le tableau central de forme octogonale représente Marie-Madeleine à la Sainte-Baume. Les deux autres tableaux de forme ovoïde représentent également la sainte qui à gauche se penche au-dessus du tombeau vide de Jésus et à droite se dépouille de ses bijoux. Au-dessus du portique, une grande gloire (6 m x 6 m) en stuc doré avec en son centre la colombe symbole de l'Esprit-Saint a été réalisée par Lieutaud.
Les deux côtés de l'abside sont ornés d'un revêtement de stucs polychromes réalisé par Jean Antoine Lombard de Carpentras en 1684. Divisés en panneaux ces stucs sont ornés en leur centre de deux bas-reliefs (1,40 m x 1,00 m) remarquables : à droite une terre cuite de Lieutaud représentant la communion de sainte Marie-Madeleine par l'évêque saint Maximin et à gauche un marbre d'un artiste inconnu représentant le ravissement de Marie-Madeleine par des anges.

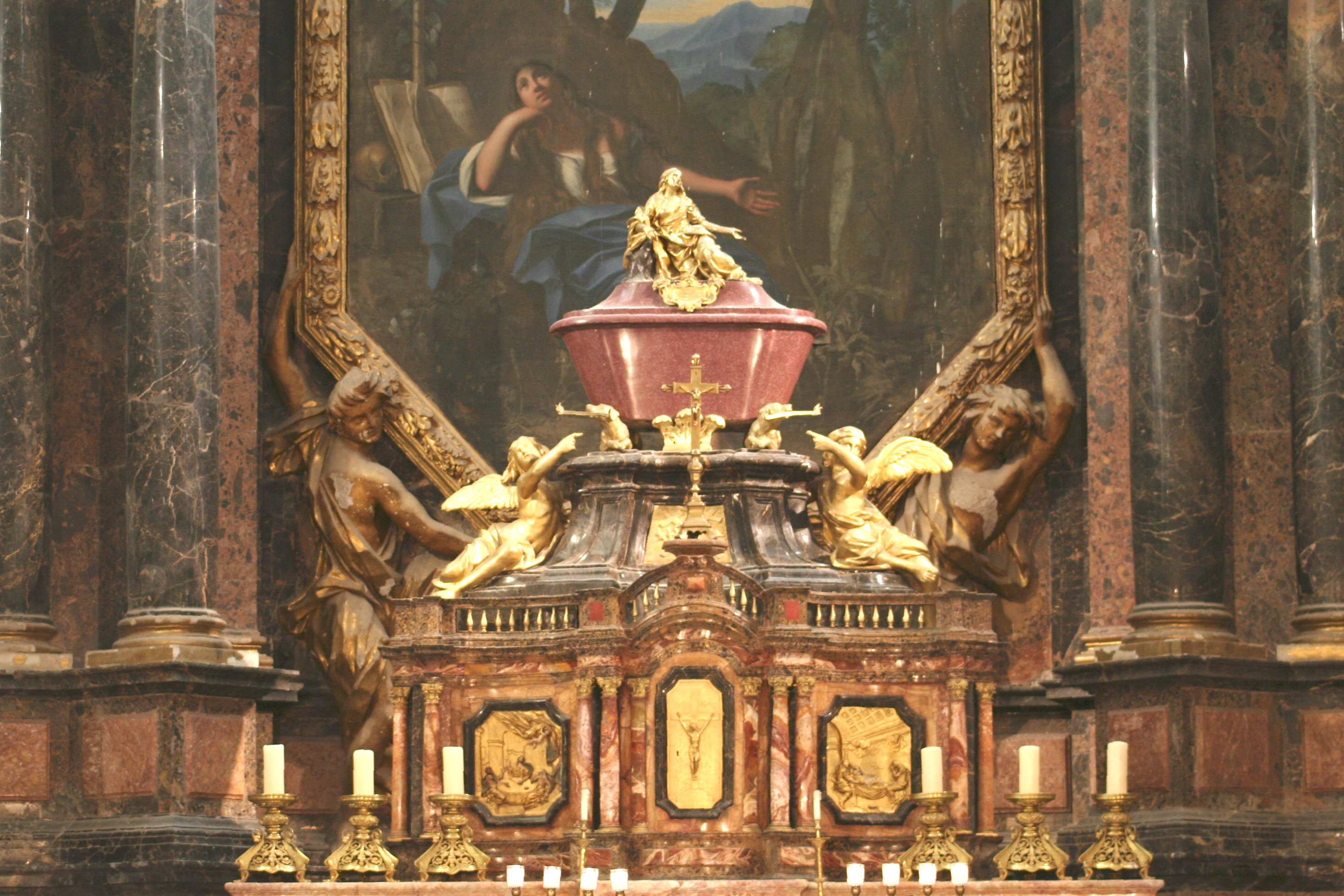
Le maître-autel.

Le maître-autel en marbre jaspé du pays est décoré de deux médaillons en bronze doré réalisés par Joseph Lieutaud représentant à gauche l'apparition de Jésus aux deux pèlerins d'Emmaüs et à droite la mort de Joseph. Au-dessus est placée une urne en porphyre rouge exécutée par le sculpteur romain Silvio Calce à la base de laquelle sont placées deux petites sculptures également en bronze doré réalisées par Alessandro Algardi dit l'Algarde et représentant deux chiens, symbole des dominicains, tenant dans leur gueule une torche. Une statuette de Marie-Madeleine, également de l'Algarde, surmonte le tout. Cette urne a été apportée de Rome en 1635 par le général des Dominicains Nicolas Ridolfi pour recevoir les ossements de Marie-Madeleine. Étant donné que le transfert des reliques devait se faire avec une grande solennité, il fallut attendre l'année 1660 avec l'arrivée de Louis XIV et de la Cour en Provence. Le roi arriva le 4 février 1660 à Saint-Maximin pour prendre part à la fête avec la reine mère, son frère unique et une nombreuse suite. Le 6 février 1660 eut lieu la cérémonie célébrée par l'archevêque d'Avignon Dominique Marini. Toutes les reliques qui étaient enfermées dans l'urne ont été profanées en 1793 et brûlées ; celles exposées dans la crypte ont été mises à l'abri par de pieux fidèles pendant la Révolution et reconnues comme authentiques en 1803 par Jean Antoine Rostan, prieur de l'époque.

##### Boiseries du chœur

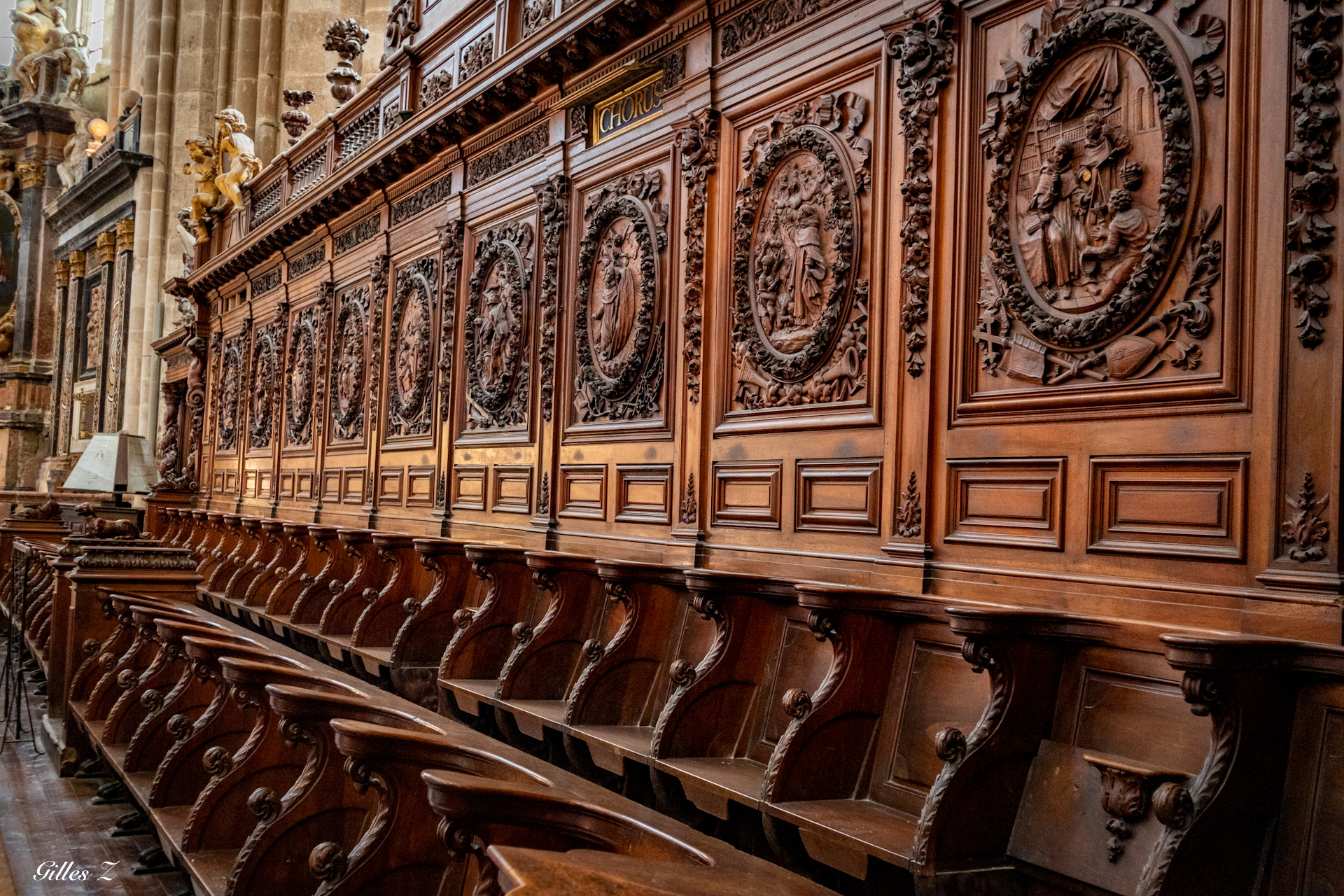
Stalles en noyer sculpté

La clôture du chœur a été réalisée en 1692. Les grilles des portes sont l'œuvre de François Peironi, serrurier à Aix-en-Provence. De part et d'autre du chœur se développent quatre-vingt-quatorze stalles en noyer sculpté contre une sorte de chancel où sont sculptés vingt-deux médaillons, dix de chaque côté placés immédiatement au-dessus des stalles, les deux autres au-dessus du chancel. Les sculptures ont été réalisées par et sous la direction du dominicain Vincent Funel. Elles représentent les divers miracles accomplis ou les martyres subis par des religieux ou religieuses de l'ordre des Dominicains.

###### Panneaux côté nord
On trouve successivement de l'entrée en se dirigeant vers le chœur les panneaux suivants :
1. Saint Pierre de Vérone : Fils de cathare il se convertit à la religion catholique et se consacre à la prédication notamment auprès des cathares. Il meurt assassiné le 6 avril 1252. Avant de mourir il écrit avec son sang sur le sol le mot « credo » (je crois).
2. Saint Thomas d'Aquin : Théologien de grand renom il reste fidèle aux règles de l'ordre : pauvreté, partage et recherche de Dieu. Il meurt en 1274 en se rendant au deuxième concile de Lyon.
3. Saint Hyacinthe de Pologne : il est chargé par saint Dominique d'introduire l'ordre en Pologne et dans les pays scandinaves. Il aurait traversé miraculeusement la Vistule sur sa chape alors qu'il transportait l'eucharistie et une statue de la Vierge.
4. Saint Louis Bertrand : religieux de grande austérité et ardent missionnaire, il meurt en 1581.
5. Ambroise de Sienne : Issu de l'illustre famille des Sansédoni il entre dans l'ordre en 1237. Il enseigne à Cologne en même temps que Thomas d'Aquin sous la direction d'Albert le grand.
6. Pie V : fils de berger il entre dans l'ordre des Dominicains. Durant son pontificat (1566-1572) il met en œuvre le concile de Trente. Il formule les règles du rosaire. Le médaillon représente la victoire à la bataille de Lépante sur les Turcs qui aurait été due à ses prières.
7. Jean de Verceil : Maître en droit canon, il recourt plusieurs fois aux conseils de Thomas d'Aquin et prendra sa défense lorsque sa doctrine sera attaquée. Il a une grande influence au concile de Lyon. Il meurt à Montpellier.
8. Sainte Catherine de Sienne : elle accomplit deux missions en Avignon et arrive à convaincre le pape Grégoire IX de rentrer à Rome. Elle raconte ses visions et extases dans le « Dialogue de la divine providence »
9. Sainte Agnès de Montepulciano : elle est la fondatrice du monastère de Montepulciano en Toscane où s'est rendue en pèlerinage sainte Catherine de Sienne.
10. Marguerite de Savoie († 1464) : De la maison des ducs de Savoie elle est veuve à trente-huit ans et entre dans les ordres après avoir distribué sa fortune. Elle fonde à Albe un monastère de moniales où elle souffre la passion du Christ sous la triple forme de la calomnie, la persécution et la maladie symbolisée par les trois flèches tenues par un des personnages.

Boiseries côté nord
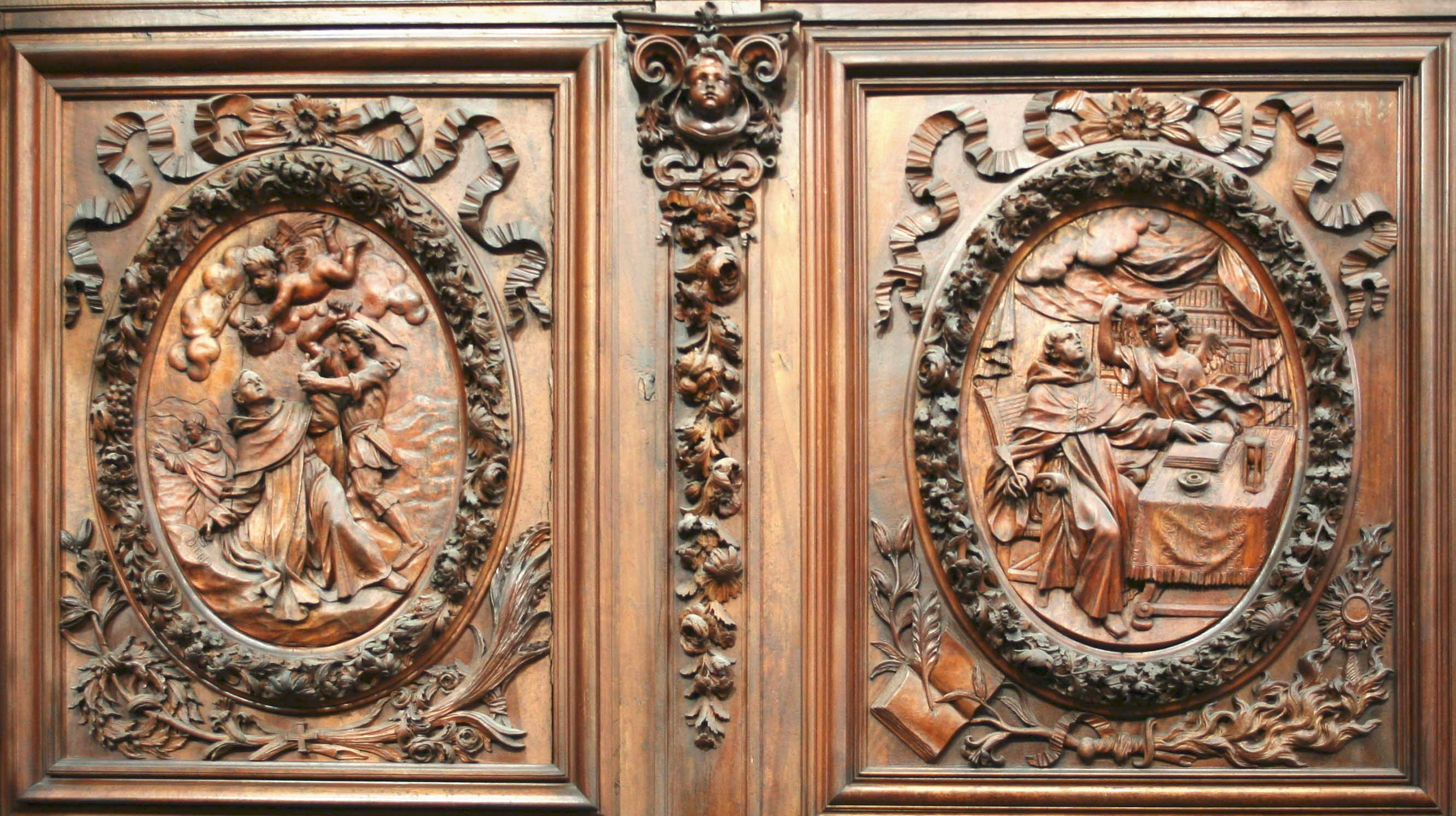
Saint Pierre de Vérone et saint Thomas d'Aquin.
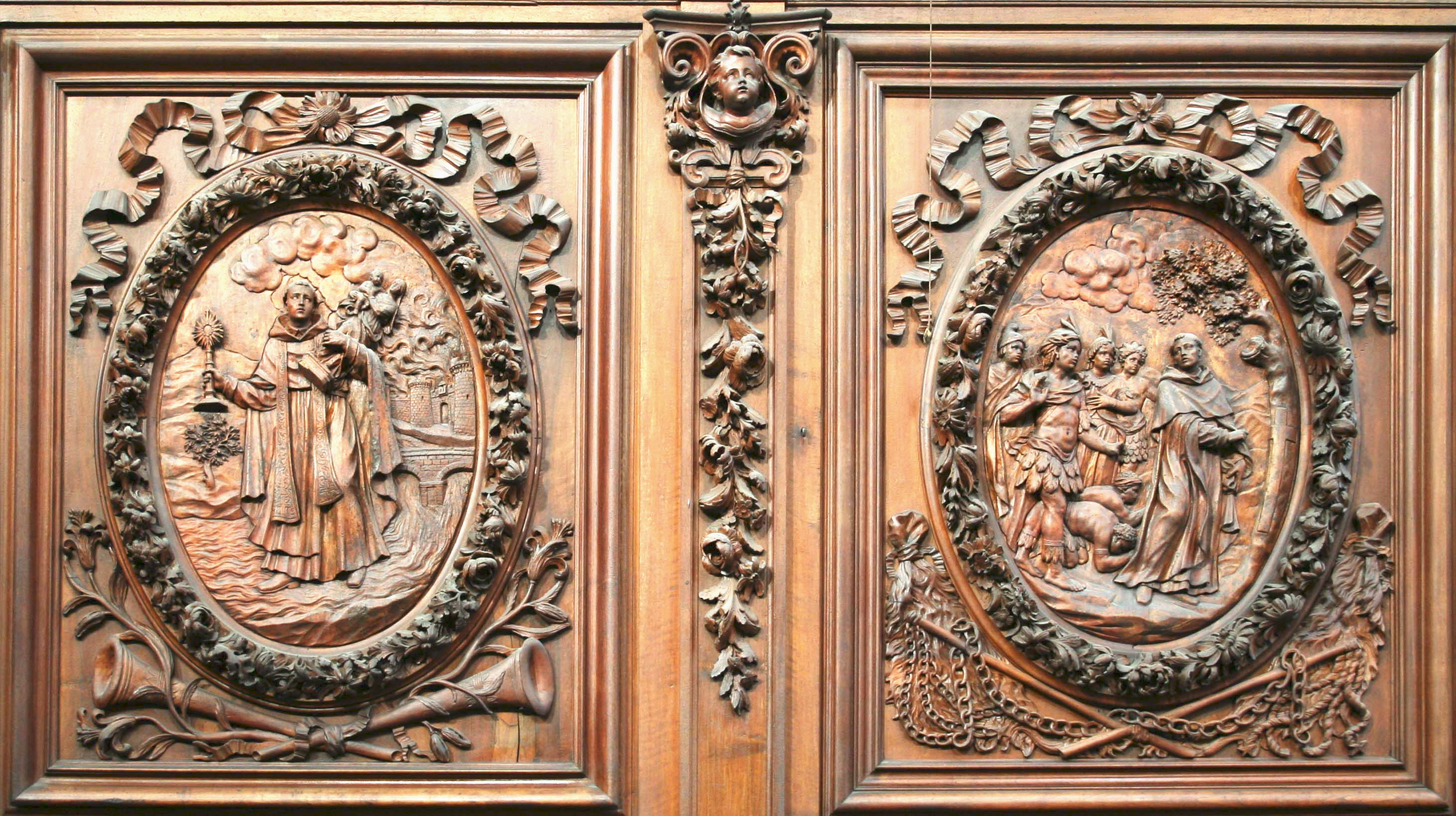
Saint Hyacinthe de Pologne et saint Louis Bertrand.
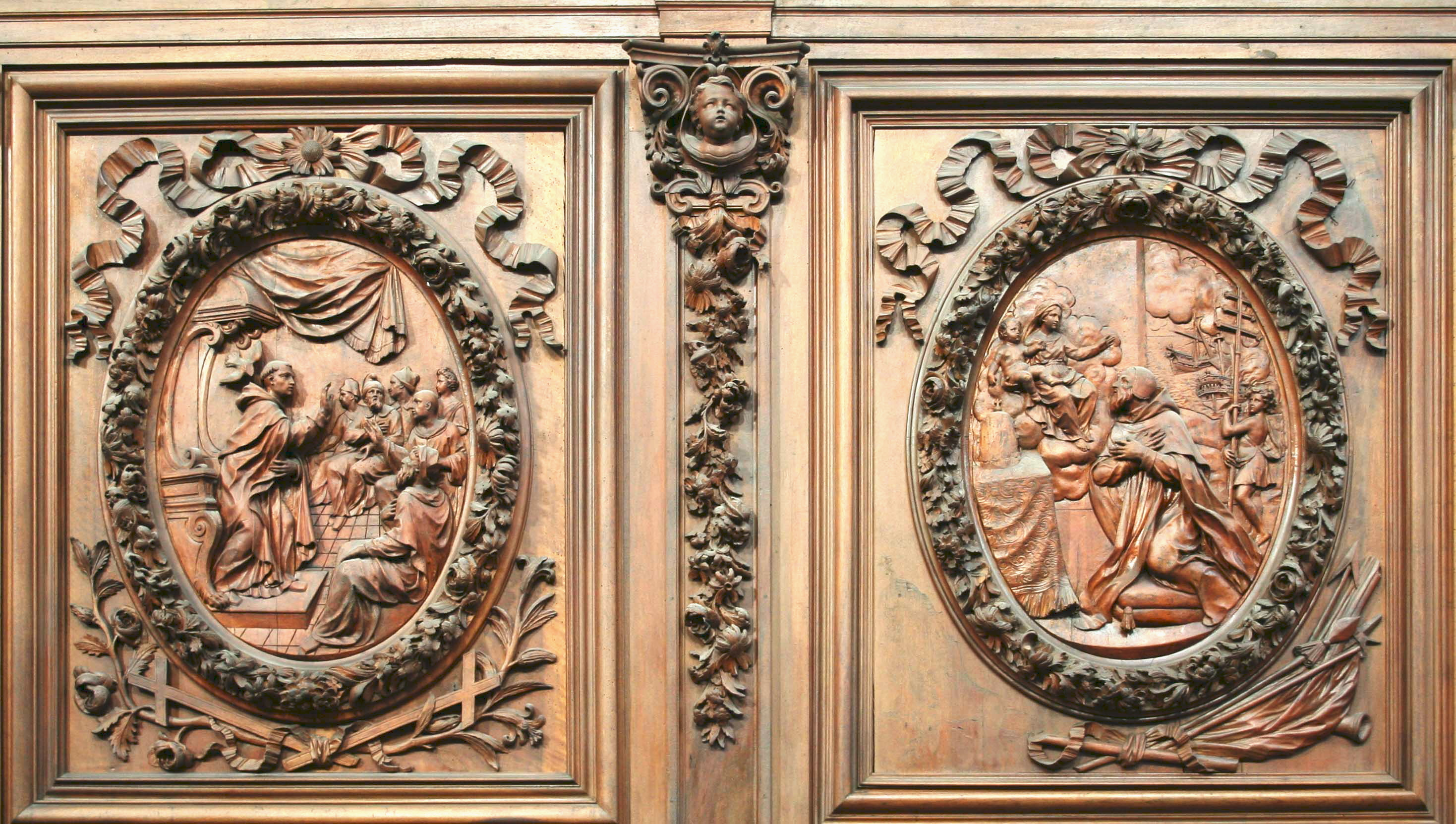
Le bienheureux Ambroise de Sienne et saint Pie V.
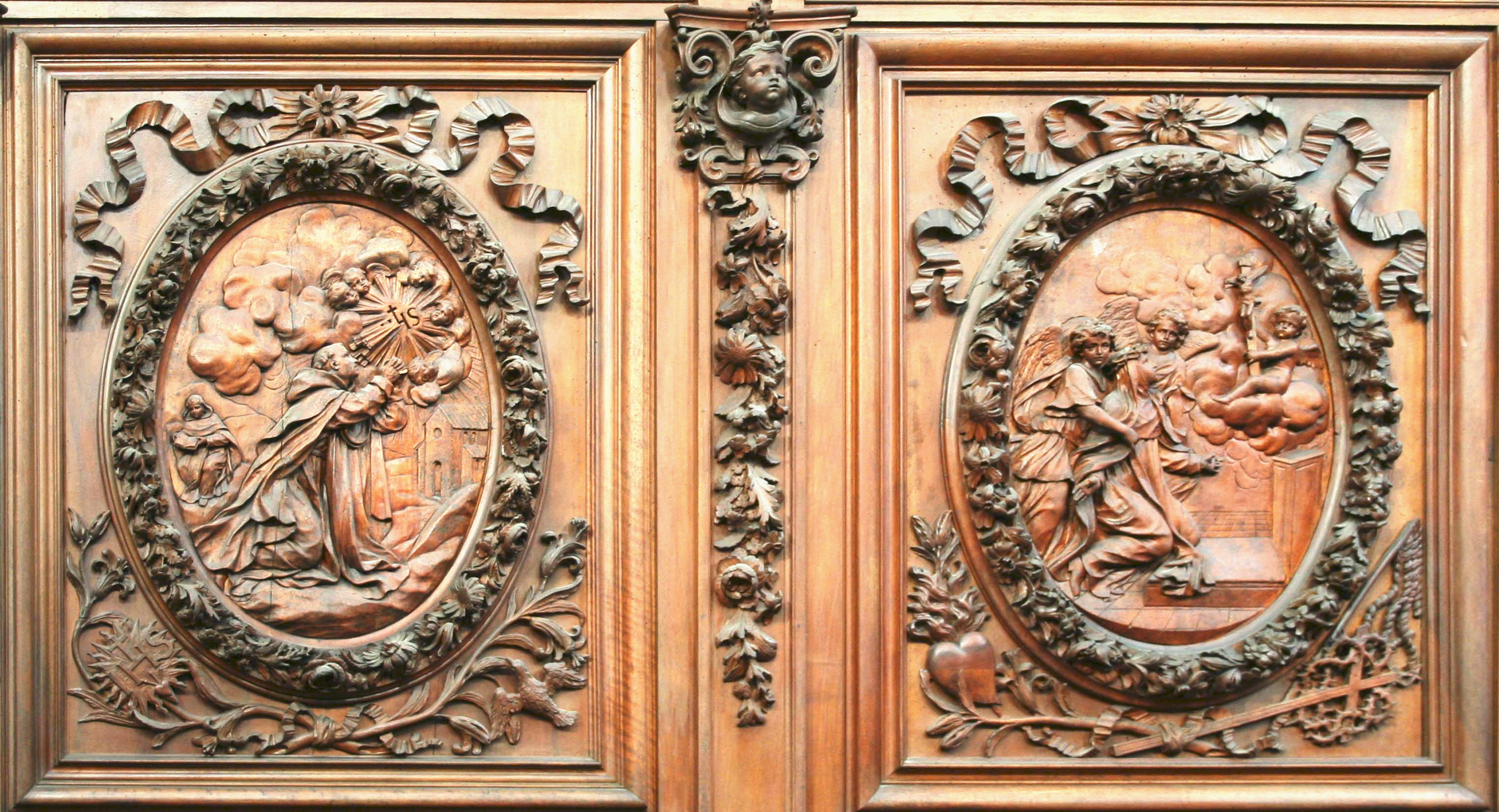
Le bienheureux Jean de Verceil et sainte Catherine de Sienne.
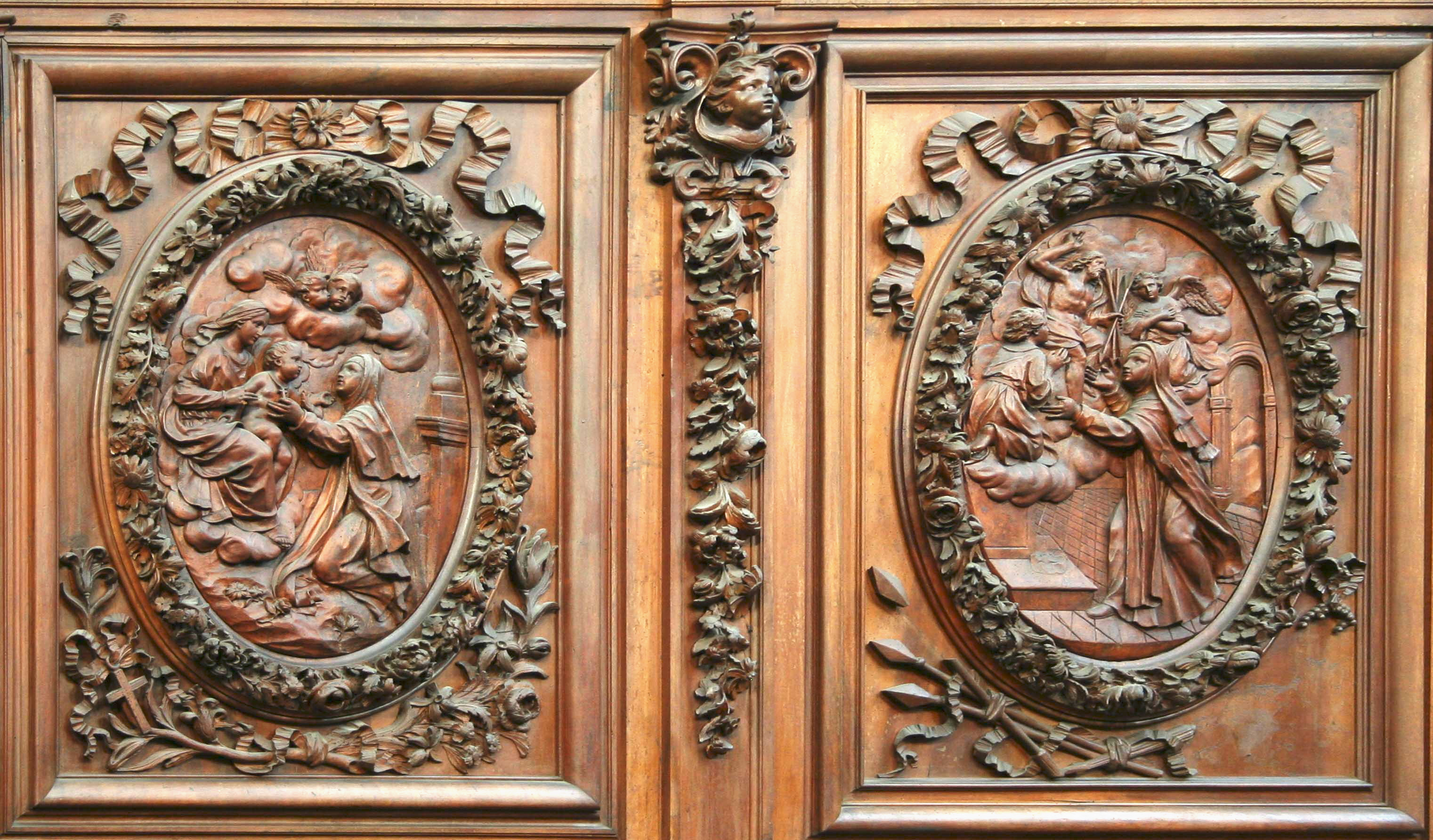
Sainte Agnès de Montepulciano et la bienheureuse Marguerite de Savoie.

###### Panneaux côté sud
On trouve successivement de l'entrée en se dirigeant vers le chœur :
1. Saint Dominique : Dominique de Guzman découvre l'hérésie cathare au cours d'un voyage qu'il réalise avec son évêque dans le midi de la France. Le pape Honorius III l'envoie prêcher les albigeois. Son austérité et sa pauvreté lui valent respect et notoriété.
2. Saint Antonin : né à Florence en 1389 il est un compagnon de noviciat de Fra Angelico. Il sera son prieur lorsque celui-ci réalisera ses fresques immortelles. Il sera archevêque de Florence en 1445.
3. Saint Vincent Ferrier : il prêche à Valence en Espagne où il est né et à Vannes en France où il meurt.
4. Saint Raymond de Penyafort : il encourage l'apostolat des frères auprès des juifs et des musulmans dans un souci de dialogue.
5. Saint Jean de Cologne : il est un des dix-neuf prêtres mis à mort le 9 juillet 1572 par des calvinistes en Hollande près de la ville de Gorcum. Ces martyrs de Gorcum ne voulaient pas renier la primauté du pape et la présence du Christ dans l'eucharistie.
6. Gonzalves d'Amarante : il est né au Portugal à Amarante. Après un voyage de quatorze ans en Terre Sainte, il entre dans l'ordre des dominicains.
7. Saint Albert le Grand : Dominicains bavarois, il enseigne à Paris où il a pour élève Thomas d'Aquin.
8. Henri Suso : il appartient à la célèbre école des mystiques rhénans du XIVe siècle.
9. Sainte Rose de Lima : première sainte du Nouveau monde, elle vécut dans le jardin de ses parents dans l'idéal dominicain de contemplation et de rayonnement apostolique.
10. Marguerite de Castello : Aveugle de naissance elle entre dans la fraternité des dominicains.

Boiseries côté sud
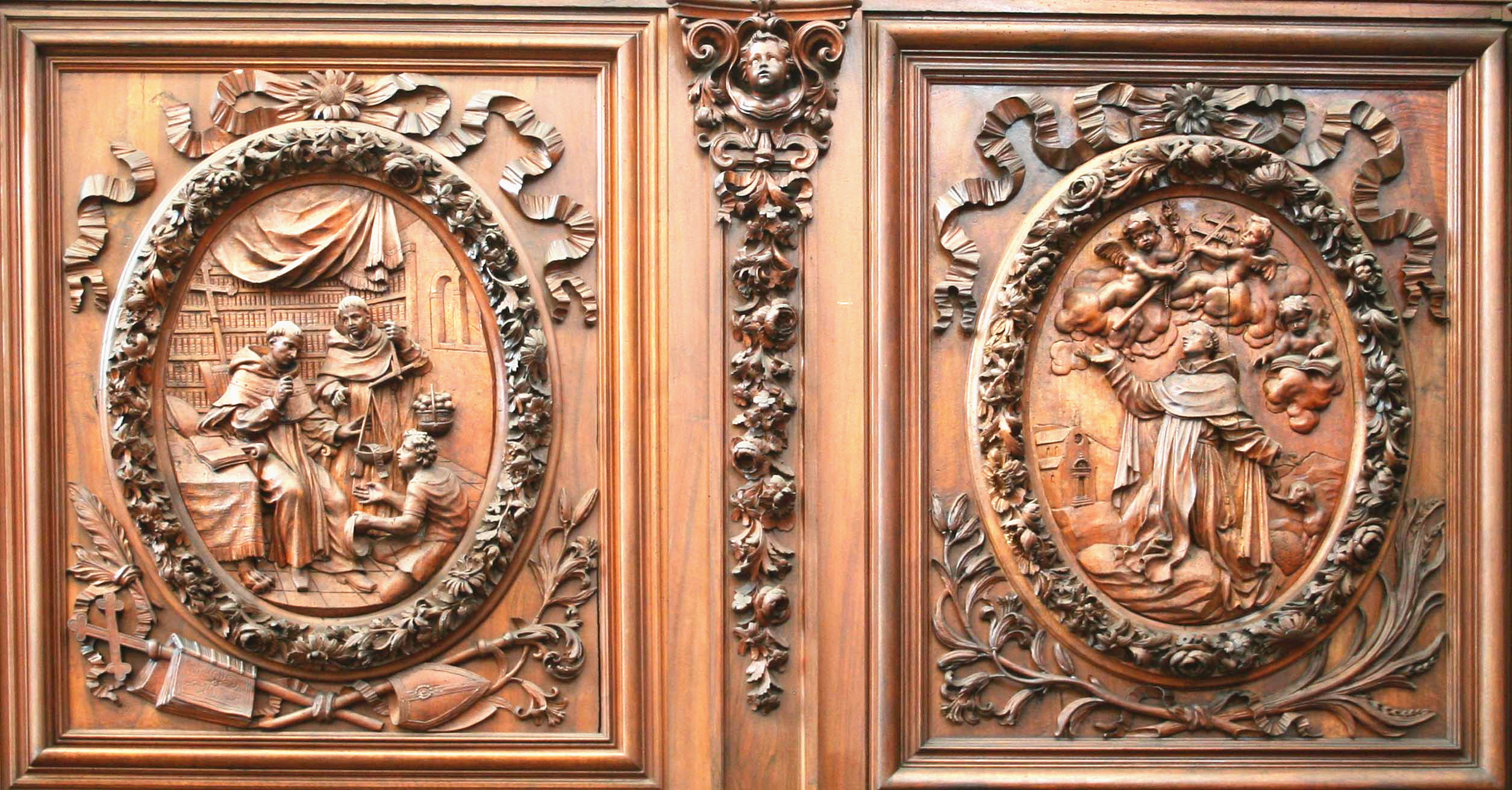
Saint Dominique et saint Antonin.
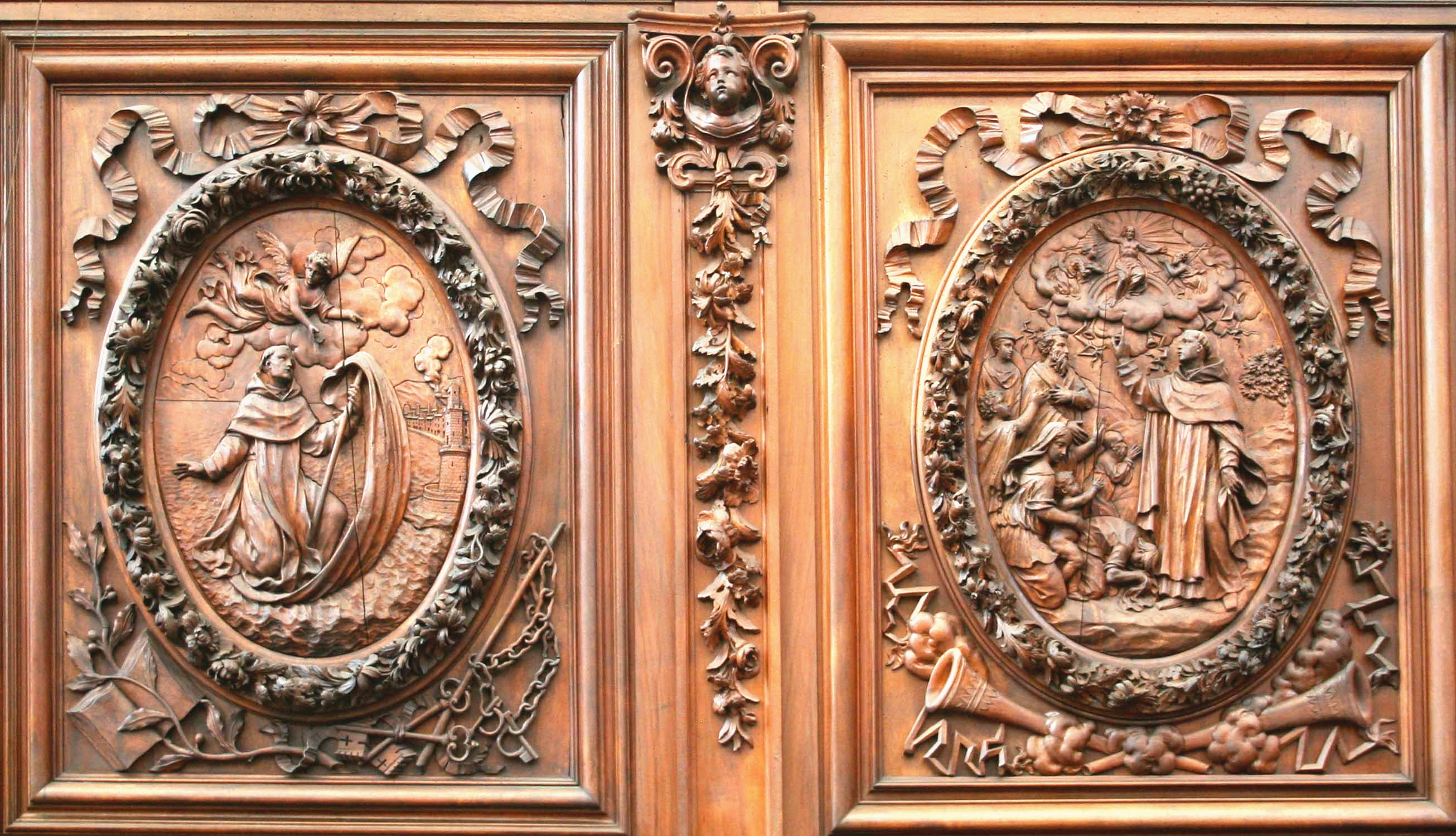
Saint Vincent Ferrier et saint Raymond de Panyafort.
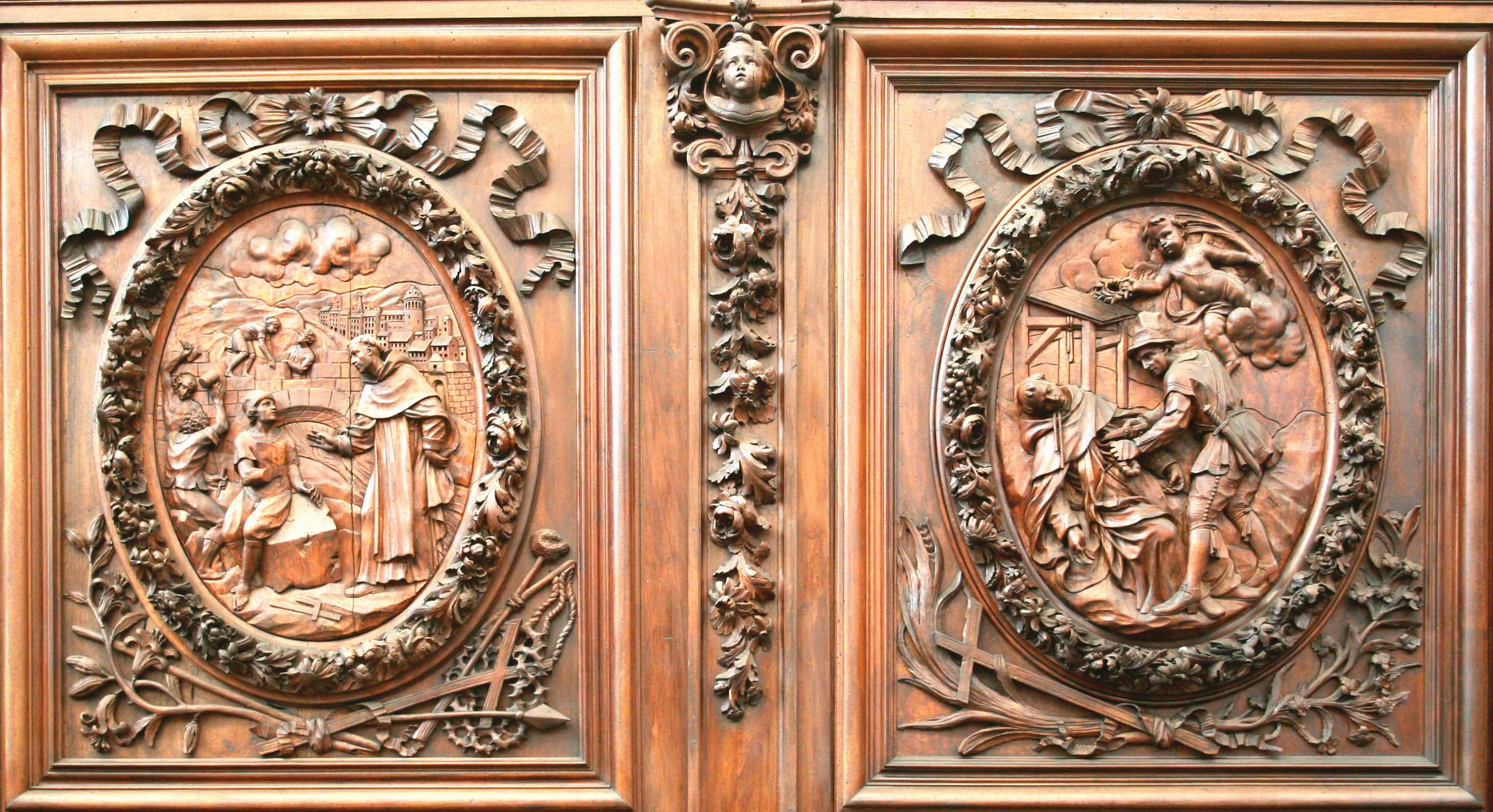
Saint Jean de Cologne et le bienheureux Gonzalve d'Amaranthe.
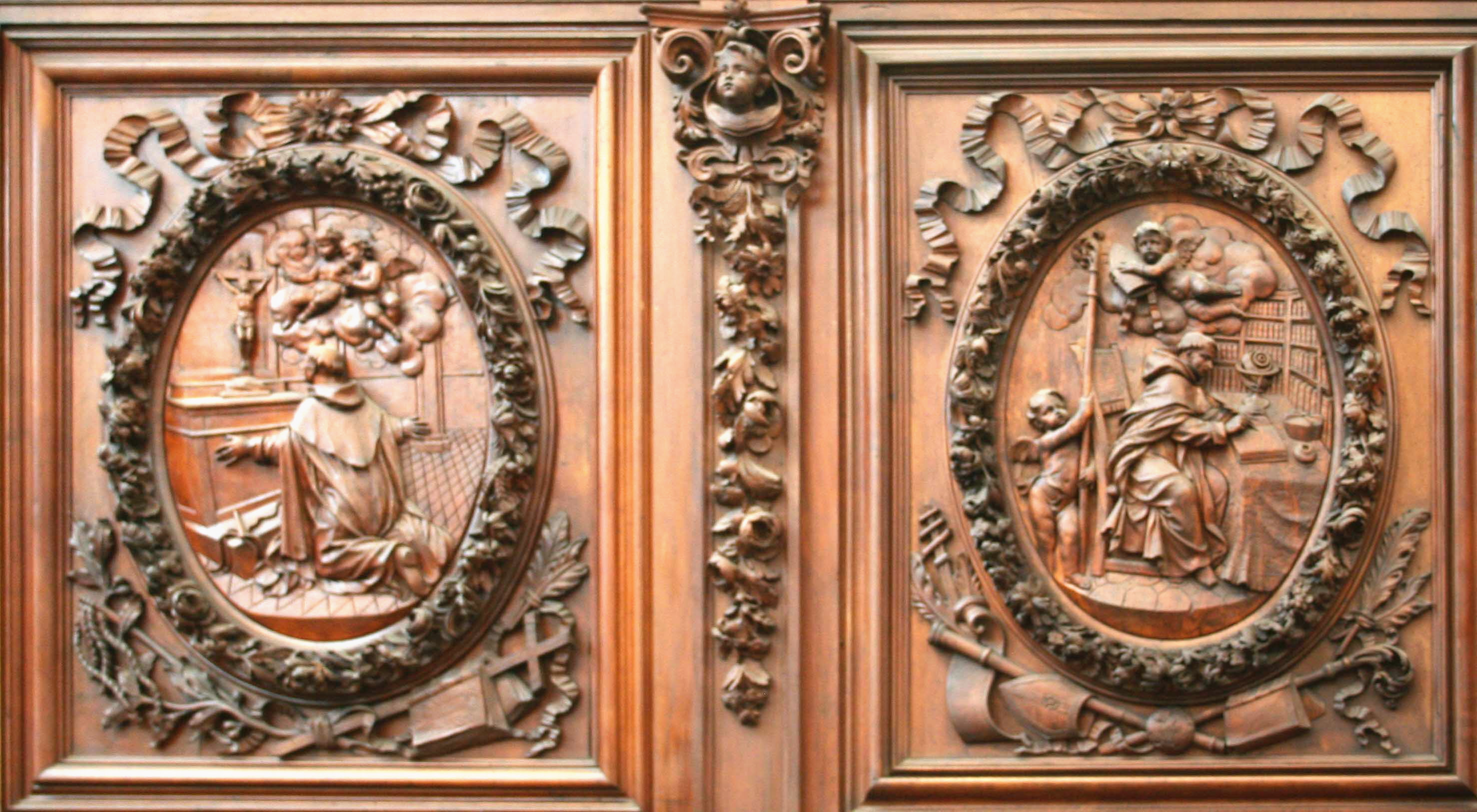
Saint Albert le Grand et le bienheureux Henri Suso.
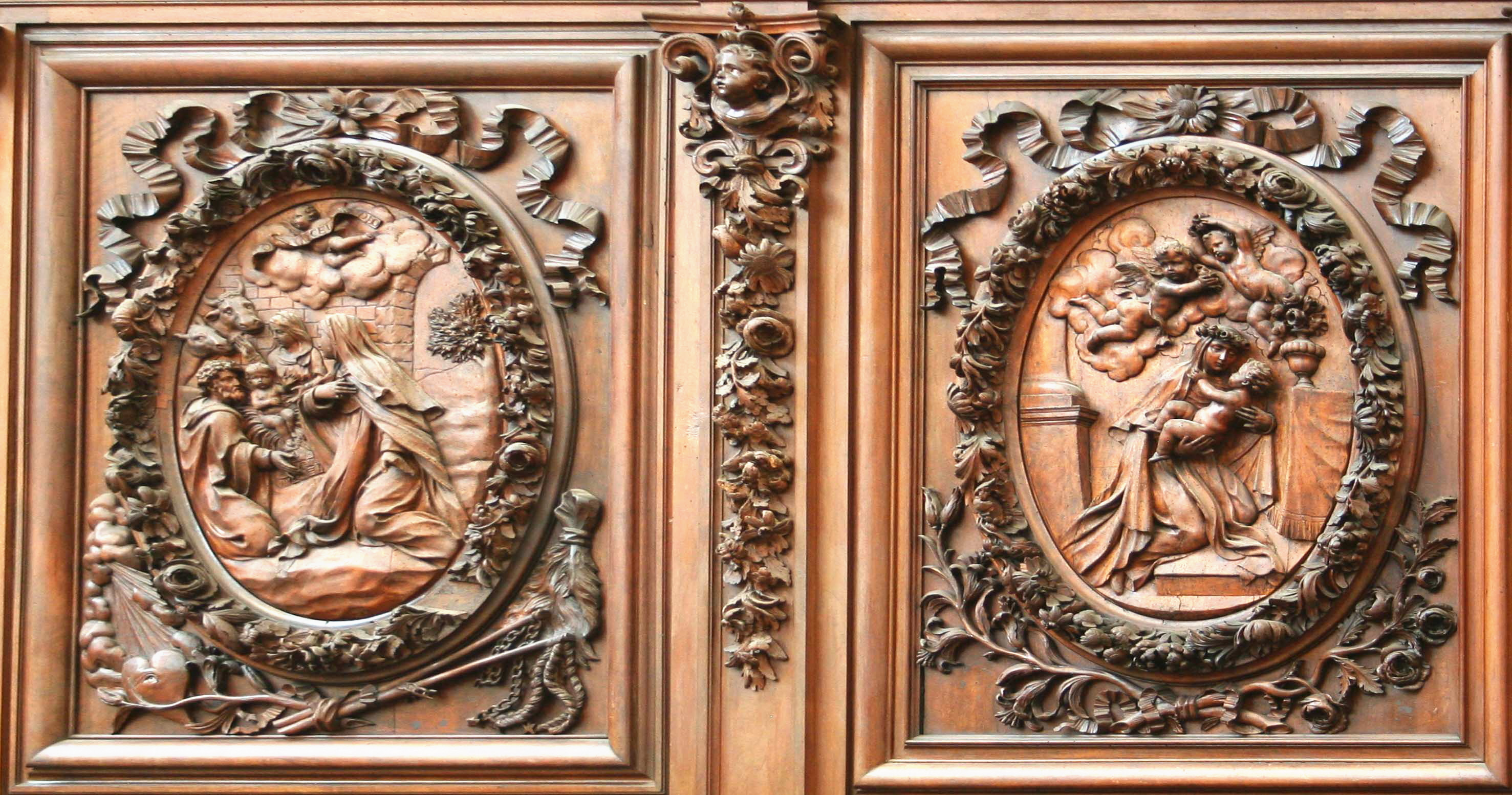
Sainte Rose de Lima et la bienheureuse Marguerite de Castello.

###### Extérieur du chœur
L'extérieur du chœur comporte quatre autels de bois, sans tabernacle, dont la disposition est identique. Chaque autel est orné d'un retable adossé au chancel et présentant en son centre une grande toile du peintre Michel Serre. Ces tableaux sont les suivants :
Bas-côté nord
- a : saint Thomas d’Aquin foudroyant l’hérésie. Le saint est représenté tenant dans sa main gauche l'ostensoir tandis qu'il brandit de la main droite la foudre pour terrasser l'hérésie qu'il piétine : il s'agit probablement du protestantisme car la toile a été réalisée peu de temps après la révocation de l'édit de Nantes (1685). Derrière saint Thomas d'Aquin, l'artiste a représenté un fond architectural avec à droite une niche contenant une statue représentant un personnage barbu. Le saint est représenté en pleine force de l'âge, c'est l'homme d'action qui triomphe plus par la force que par la persuasion[61].
- b : la Vierge à l’Enfant et le purgatoire. Ce thème du purgatoire est fréquent à la fin du XVIIe siècle en raison du changement des mentalités qui se produit après 1660 époque où on prévoit la fin du monde pour le dernier tiers du siècle présent, le temps du nouveau Testament devant égaler celui de l'ancien. Le séjour en purgatoire devient le passage obligé après la mort d'où de nombreuses représentations de ce thème. Dans la partie inférieure du tableau est évoqué le séjour douloureux du purgatoire avec des flammes tandis que la partie supérieure représente l'entrée au ciel facilitée par la Sainte Vierge. Ce tableau est à rapprocher de celui qui se trouve dans l'église Saint-Cannat à Marseille[62].

Bas-côté sud
- c : l’Enfant Jésus. Ce tableau dont le cadre adopte une forme compliquée est placé au-dessus d'un grand tabernacle en bois sculpté destiné à recevoir une crèche aujourd'hui disparue. L'Enfant Jésus, glorieux et triomphant, est représenté vêtu de draperies flottantes autour de lui, le fond lumineux étant peuplé d'anges. Cet ensemble aimable annonce cependant la Passion[63].
- d : sainte Anne, la Vierge et l’Enfant Jésus, saint Joseph. Ce tableau représente la Vierge assise tenant sur ses genoux l'Enfant Jésus se tournant vers sainte Anne. En arrière est représenté saint Joseph[64].

Tableaux de Michel Serre
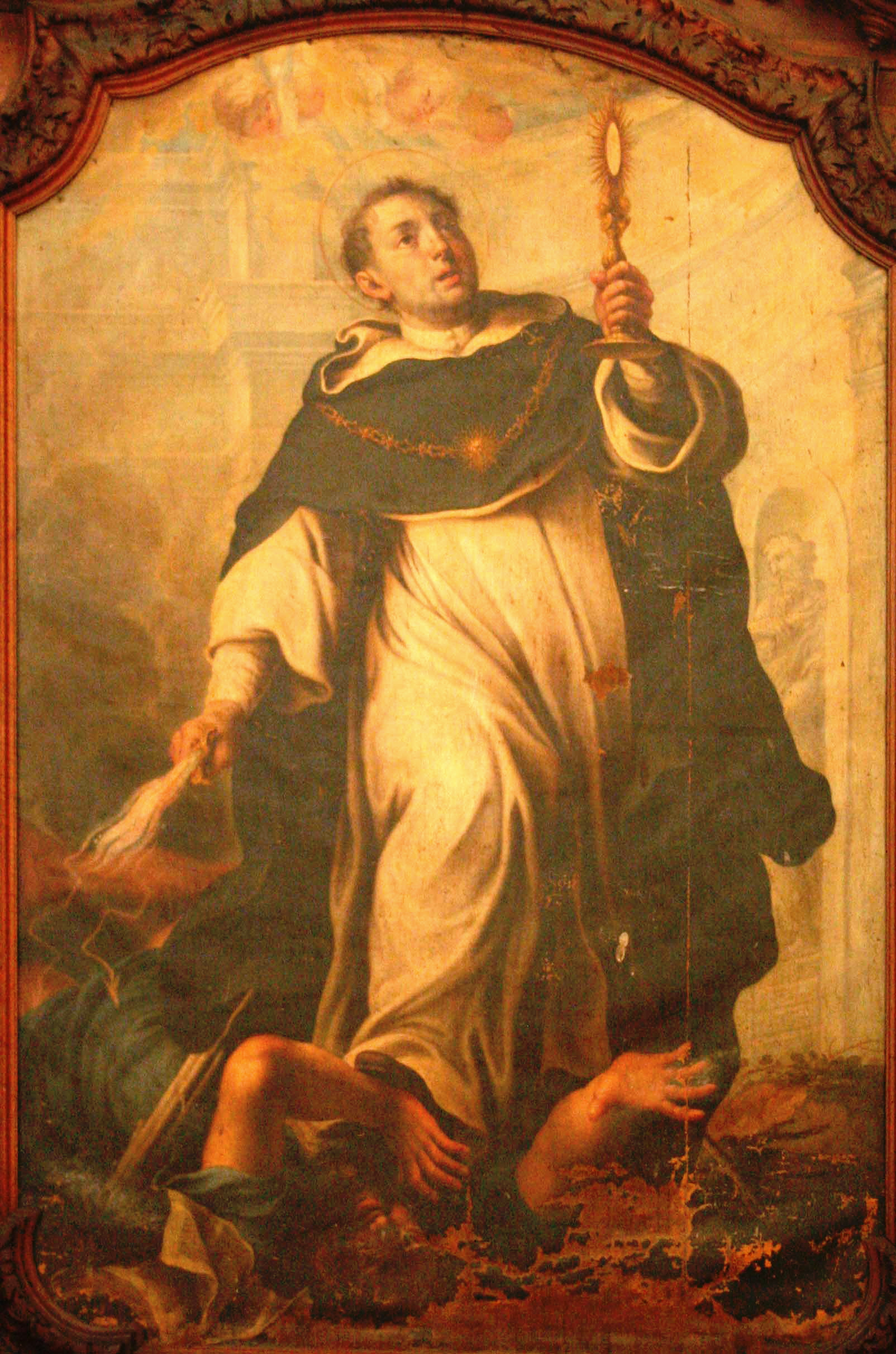
a : Saint Thomas d'Aquin foudroyant l'Hérésie.
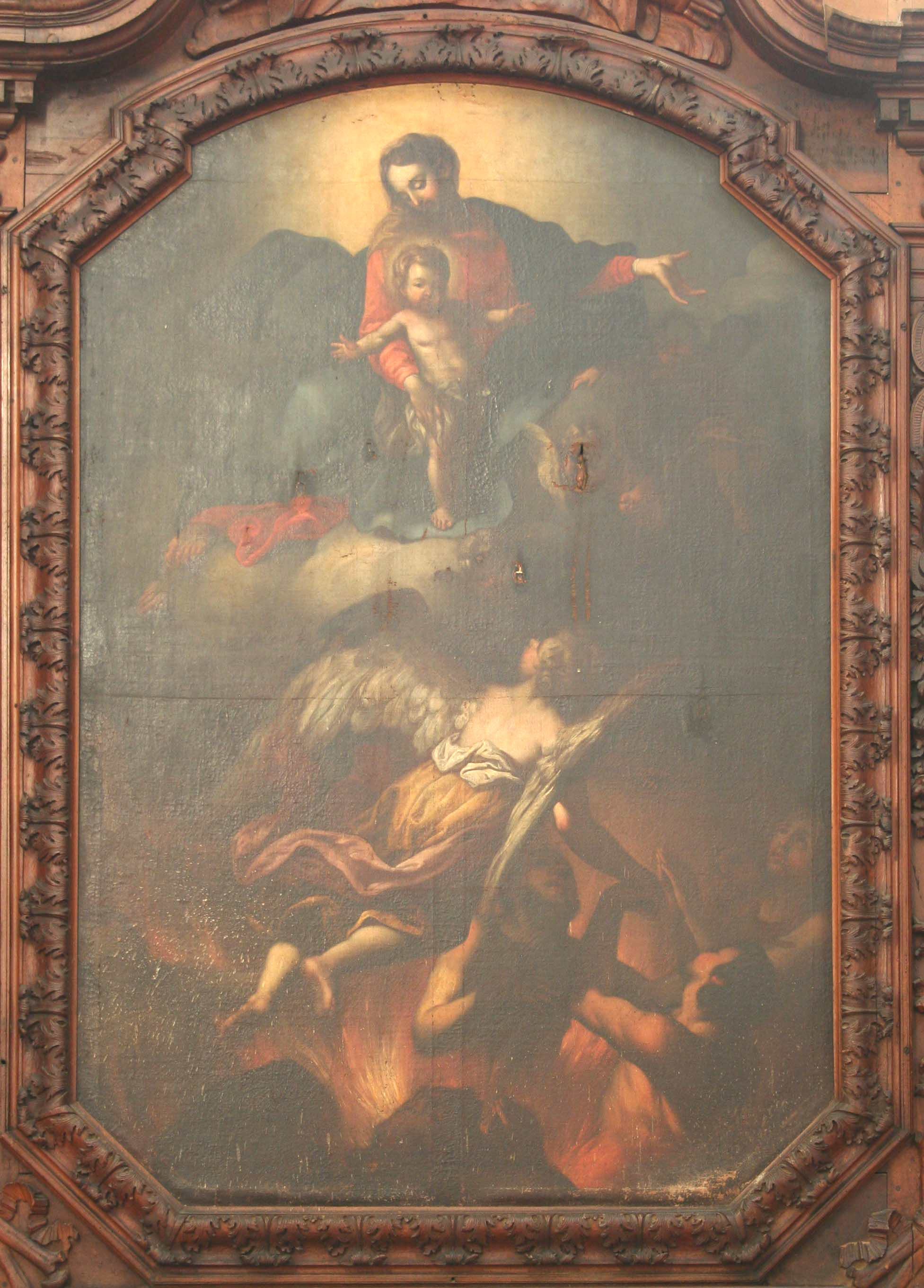
b : La Vierge à l'Enfant et le purgatoire.
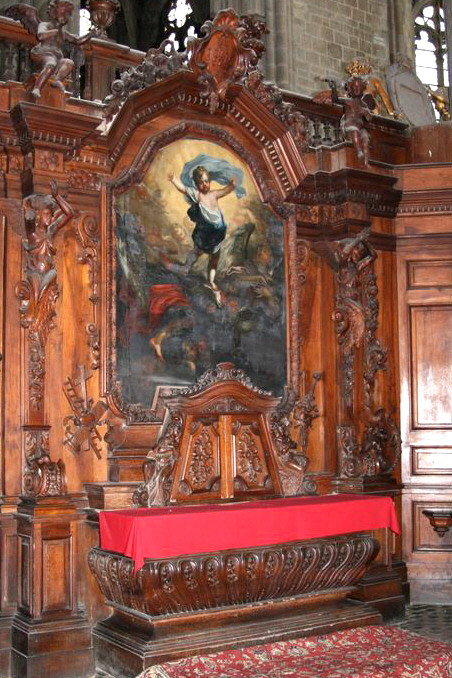
c : L'Enfant Jésus.
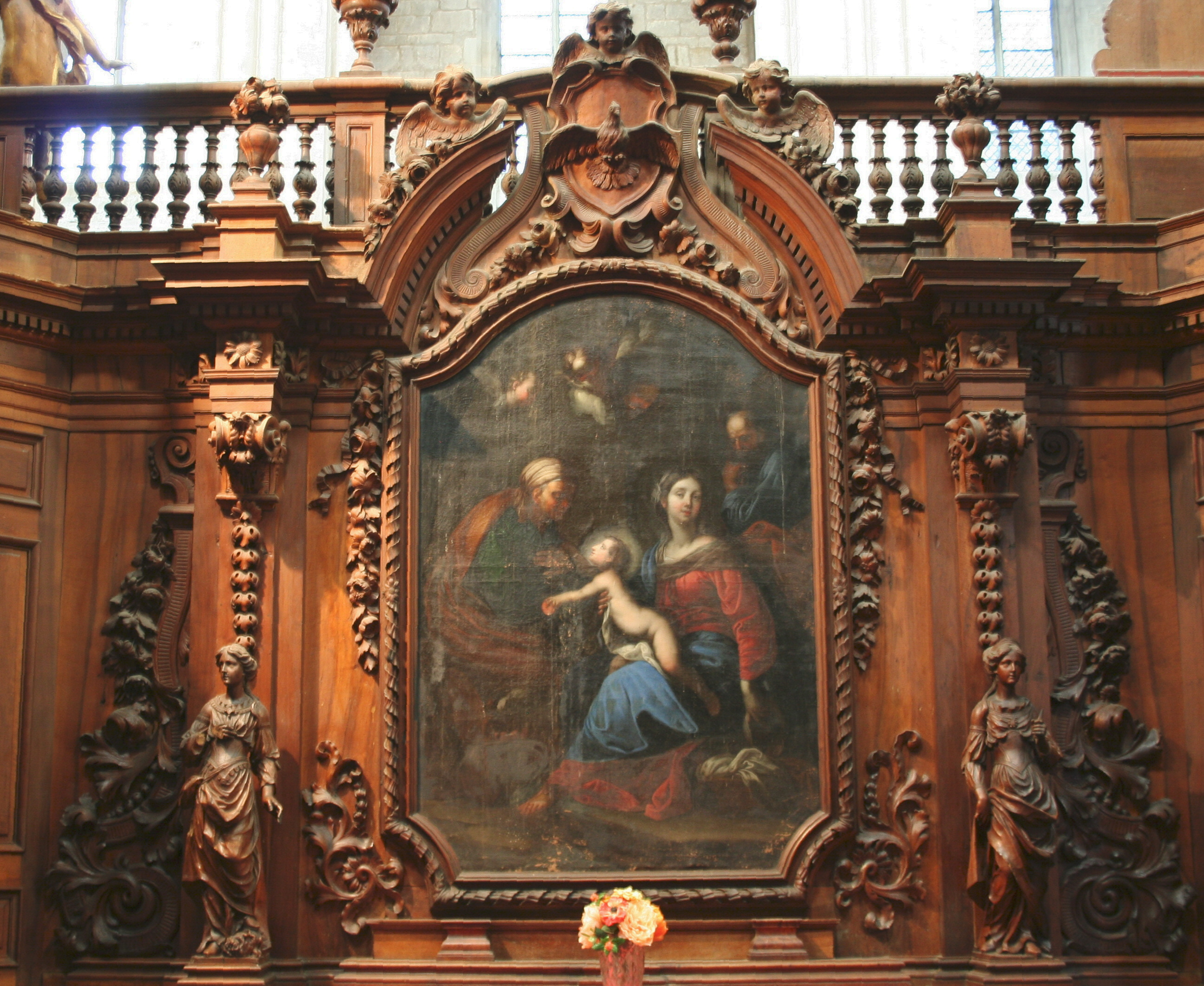
d : Sainte Anne, la Vierge, l'Enfant Jésus et saint Joseph.

##### La chaire

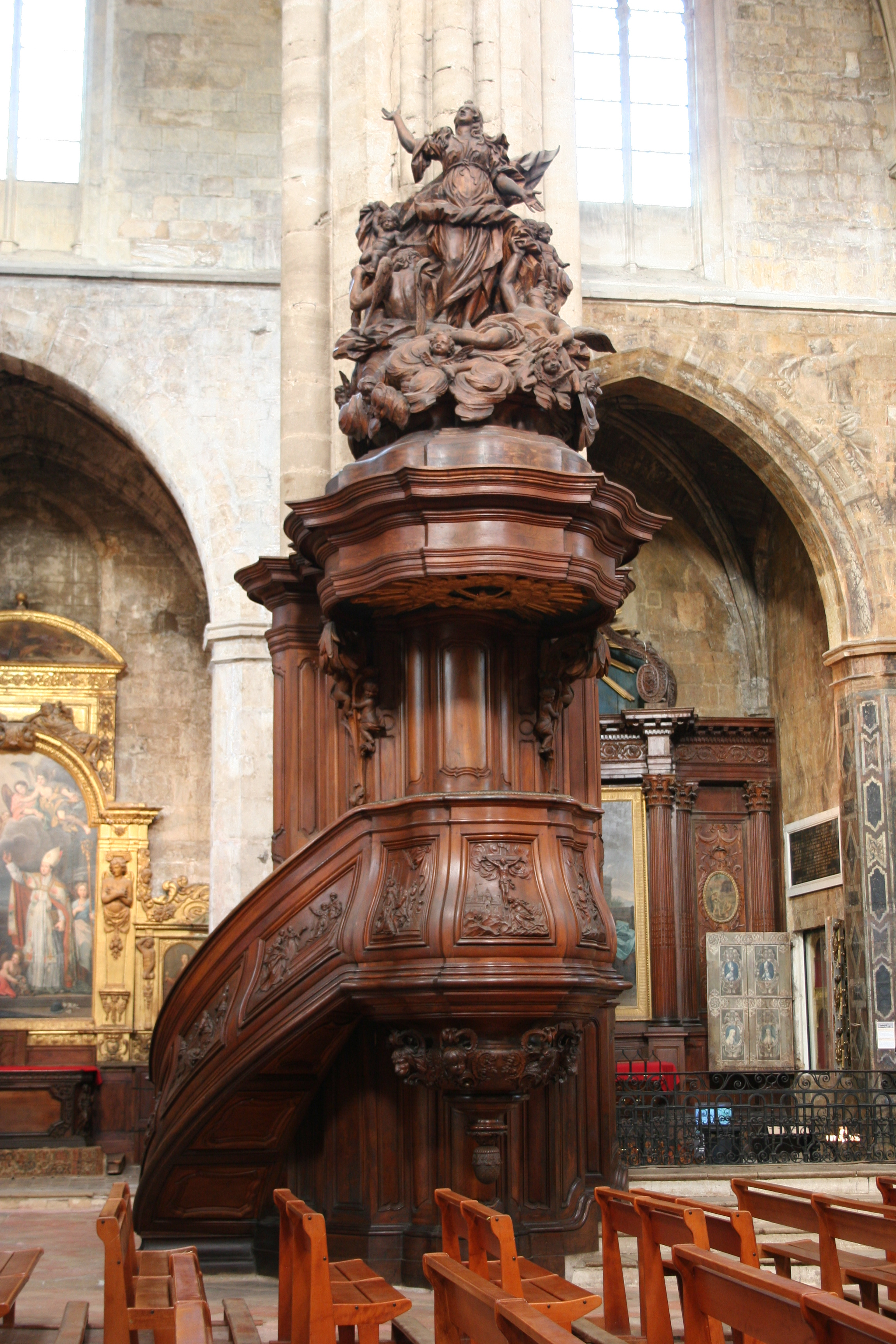
Chaire.

Cette chaire en noyer sculptée par le frère dominicain Louis Gudet qui l'a terminée en 1756 est classée Monument Historique et sera visitée par des générations de Compagnons du Devoir artisans du bois. Sur le parement de la rampe et sur les parois de la cuve, sept panneaux sculptés retracent l'histoire de Marie-Madeleine représentée en costume du temps de Louis XV. On trouve successivement en partant du bas de la rampe les panneaux suivants : Marie-Madeleine écoutant la prédication du Christ, chez Simon le pharisien elle répand le nard précieux sur les pieds du Christ, elle assiste à la résurrection de Lazare, elle accueille le Christ à Béthanie, elle est prostrée au pied de la croix, près du tombeau du Christ elle voit et entend un ange qui lui annonce la Résurrection, et enfin dans le jardin, près du tombeau, elle voit le Christ qui lui dit : « Ne me touche pas ».
Au-dessus de l'abat-voix Marie-Madeleine est emportée par des anges ; sous l'abat-voix est sculptée une colombe en bois doré représentant le Saint-Esprit.

#### Bas-côté gauche
À partir de l'entrée en se dirigeant vers le chœur on trouve successivement les chapelles suivantes :
- Chapelle Saint-Pierre : c'est l'ancienne chapelle des fonts baptismaux qui sert actuellement d'accueil. Sur le mur de gauche se trouve un tableau représentant le couronnement de la Vierge daté de 1575 environ. Il s'agit d'un ex-voto réalisé à la suite de la victoire de Lépante en 1571 qui est à l'origine de la fête de Notre Dame du Rosaire. Sur le mur de droite un crucifix récent de style roman, don d'un habitant de la ville de Saint-Maximin ;
- Chapelle Saint-Blaise : c'était autrefois la chapelle des tisserands et des cordiers qui avaient saint Blaise pour patron de leur confrérie[67]. C'est maintenant la chapelle des fonts baptismaux en marbre rouge du pays datant de 1700 environ. Le retable placé au fond de la chapelle est classé monument historique[68] ; il contient un tableau de l'école provençale du XVIIe siècle. Au centre du retable un tableau représente les évêques recevant la mission de saint Pierre. Sur le mur de droite un tableau représente saint Dominique en extase et sur le mur de gauche est fixée une statue de Jean Guiraman sculpteur d'Aix-en-Provence (1526) représentant saint Jean-Baptiste couvert de son manteau et portant dans sa main gauche un livre et un petit agneau ;

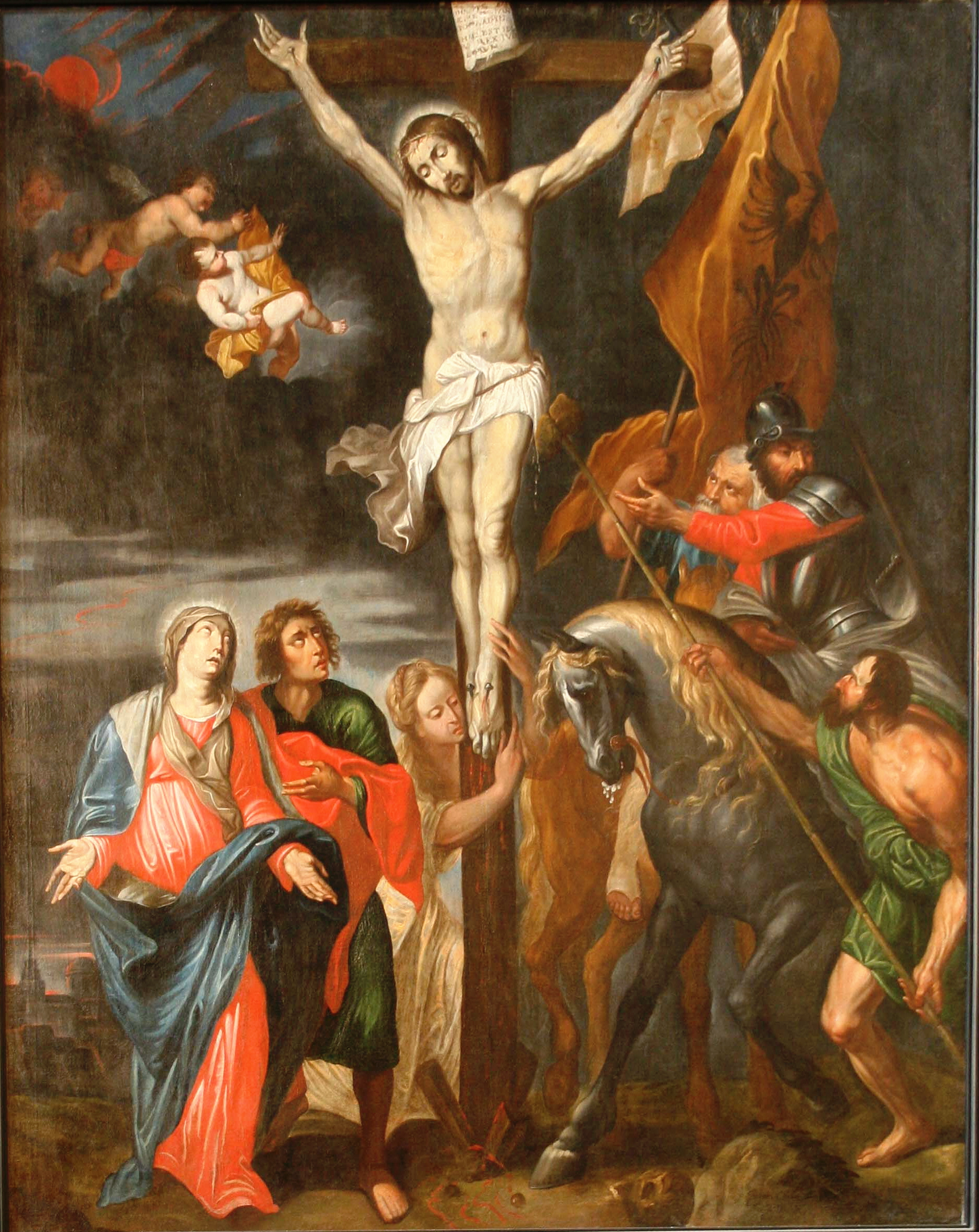
Anonyme, La Crucifixion (1640) d'après Van Dyck.

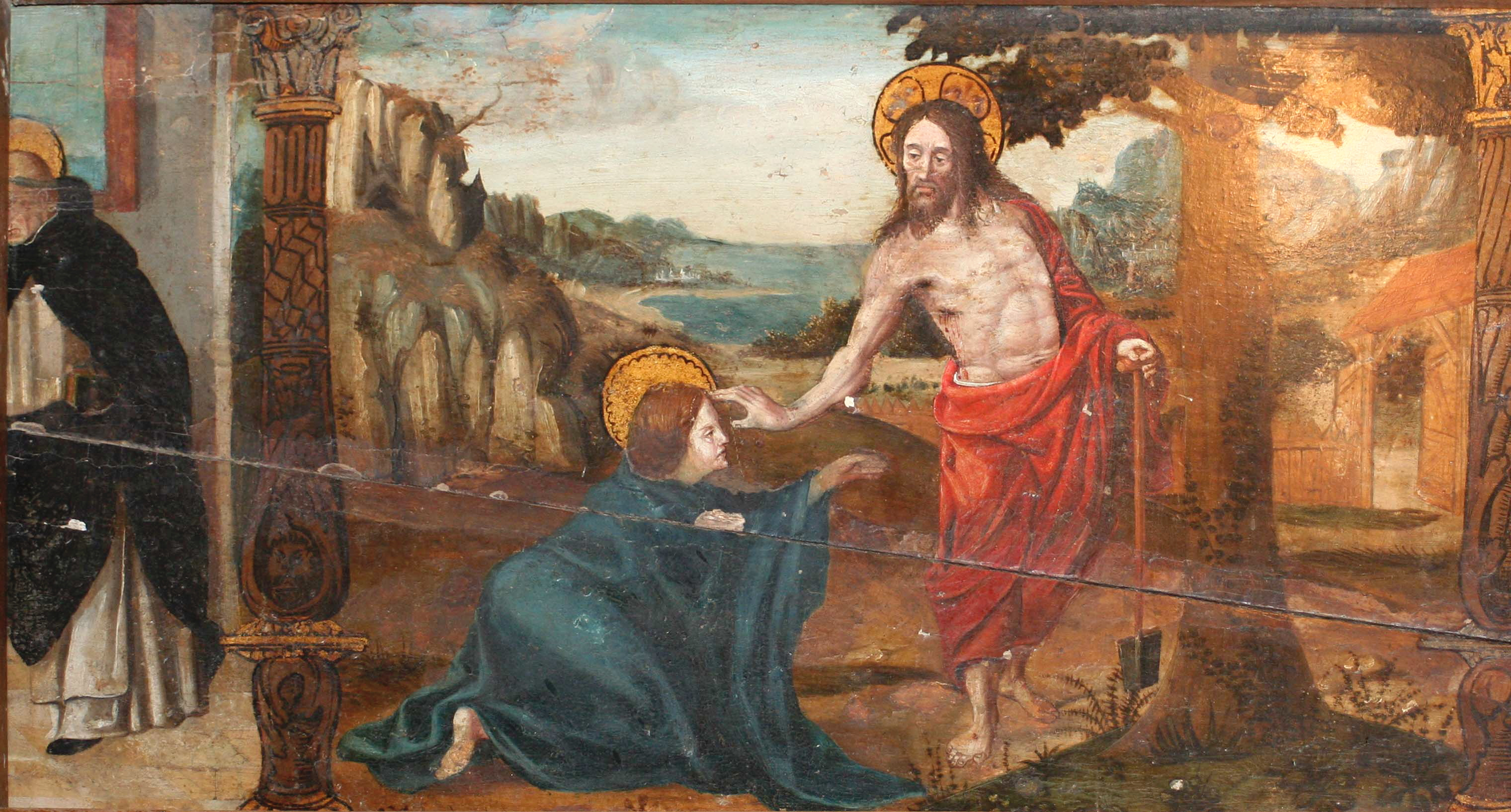
Anonyme du XVe siècle, Noli me tangere.

- Chapelle de saint Louis d'Anjou : au fond de cette chapelle un retable classé monument historique[69] se compose de trois tableaux avec au centre saint Louis en costume d'évêque et en prédication. À droite une peinture sur bois représente sainte Marie-Madeleine. À gauche peinture similaire avec sainte Marthe et la tarasque. Sur le mur de gauche est présenté un tableau de la crucifixion copie d'une œuvre d'Antoine van Dyck au musée des beaux-arts de Gand et réalisée en 1640 à Marseille probablement par une famille de peintres du nom de Faber. Sur le mur de droite un tableau représente saint Vincent Ferrier, prédicateur dominicain, en apothéose ;
- Chapelle de sainte Marie-Madeleine : cette chapelle comme celle de saint Dominique qui lui fait face dans le bas-côté droit, garde encore les traces des fresques qui la décoraient. Le retable en bois placé au fond de la chapelle a été réalisé par le frère Gudet qui est également l'auteur de la chaire. En médaillon à droite tableau du « Noli me tangere » et à gauche celui de sainte Marie-Madeleine renonçant aux vanités du monde. Dans les deux murs latéraux sont creusées deux importantes armoires aux reliques du XVIIe siècle. Elles contenaient autrefois de nombreux reliquaires disparus à la Révolution afin de récupérer les métaux précieux[70]. Le dernier inventaire réalisé avant cette disparition a été effectué en 1780 : d'après les estimations le poids total des châsses et reliquaires se serait élevé à 800 kg environ[71] ;
- Chapelle de saint Crépin : au fond de la chapelle une porte donne accès au cloître du couvent royal. Cette chapelle sert de salle d'exposition de photos diverses ;
- Chapelle Saint-Éloi : au fond de cette chapelle se trouve un retable, classé monument historique[72], en bois doré avec en son centre un tableau de saint Éloi. Sur le mur de droite est accrochée une prédelle d'un retable disparu représentant la scène du « Noli me tangere » et sur le mur de gauche quatre peintures sur bois représentant saint Laurent, saint Antoine, saint Sébastien et saint Thomas d'Aquin.
  - Prédelle du Noli me tangere : cette prédelle (partie inférieure d'un retable) qui date du XVe siècle, a dû être coupée pour être ajustée à un autel. La planche de chêne sur laquelle sont peintes six scènes ne mesure plus que 2,5 m de long. De droite à gauche sont représentées les scènes suivantes :
    - la donatrice du tableau et sa fille ;
    - Saint Thomas d'Aquin contemplant le Christ en croix qui lui dit : « Tu as bien écrit sur moi » ;
    - Sainte Marthe terrassant le dragon à Tarascon ;
    - La Décollation de saint Jean-Baptiste avec Hérode, Hérodiade et sa fille Salomé tenant un plateau à la main destiné à recevoir la tête du martyr ;
    - Le Noli me tangere : Marie-Madeleine dans le jardin de la Résurrection s'étant aperçue qu'elle n'avait pas reconnu le Christ, celui-ci lui dit ensuite : « Ne me touche pas » ;
    - La partie à l'extrême gauche a été détruite en grande partie et il ne reste plus que deux pans d'un manteau dominicain noir et blanc ;

  - Peintures sur bois : les représentations de saint Laurent et saint Thomas d'Aquin sont d'André Abellon, dominicain natif de Saint-Maximin tandis que les deux autres ont été maladroitement repeintes. Ces quatre tableaux et la prédelle faisaient partie du même retable ;
    - Saint Laurent est représenté revêtu de son habit diaconal, portant de la main gauche le livre des évangiles et de la droite la palme des martyrs ; un gril placé à ses pieds rappelle son martyre car il a été brûlé vif ;
    - Saint Antoine au désert est représenté s'appuyant sur un bâton sur lequel est suspendue une clochette ; il tient de l'autre main le livre des évangiles. Le petit cochon figuré à ses pieds rappelle que les moines Antonins soignaient les personnes atteintes du mal des ardents appelé aussi « feu de saint Antoine » et avaient la possibilité d'élever ces animaux[73] ;
    - Saint Sébastien est représenté ici d'une façon traditionnelle, le corps transpercé de flèches ;
    - Saint Thomas d'Aquin est représenté revêtu de l'habit noir et blanc des Dominicains, tenant de la main gauche les évangiles et de la droite le calice et l'hostie. Il porte sur le cœur un soleil brillant, symbole de la splendeur et du rayonnement de la vérité.

Peintures sur bois
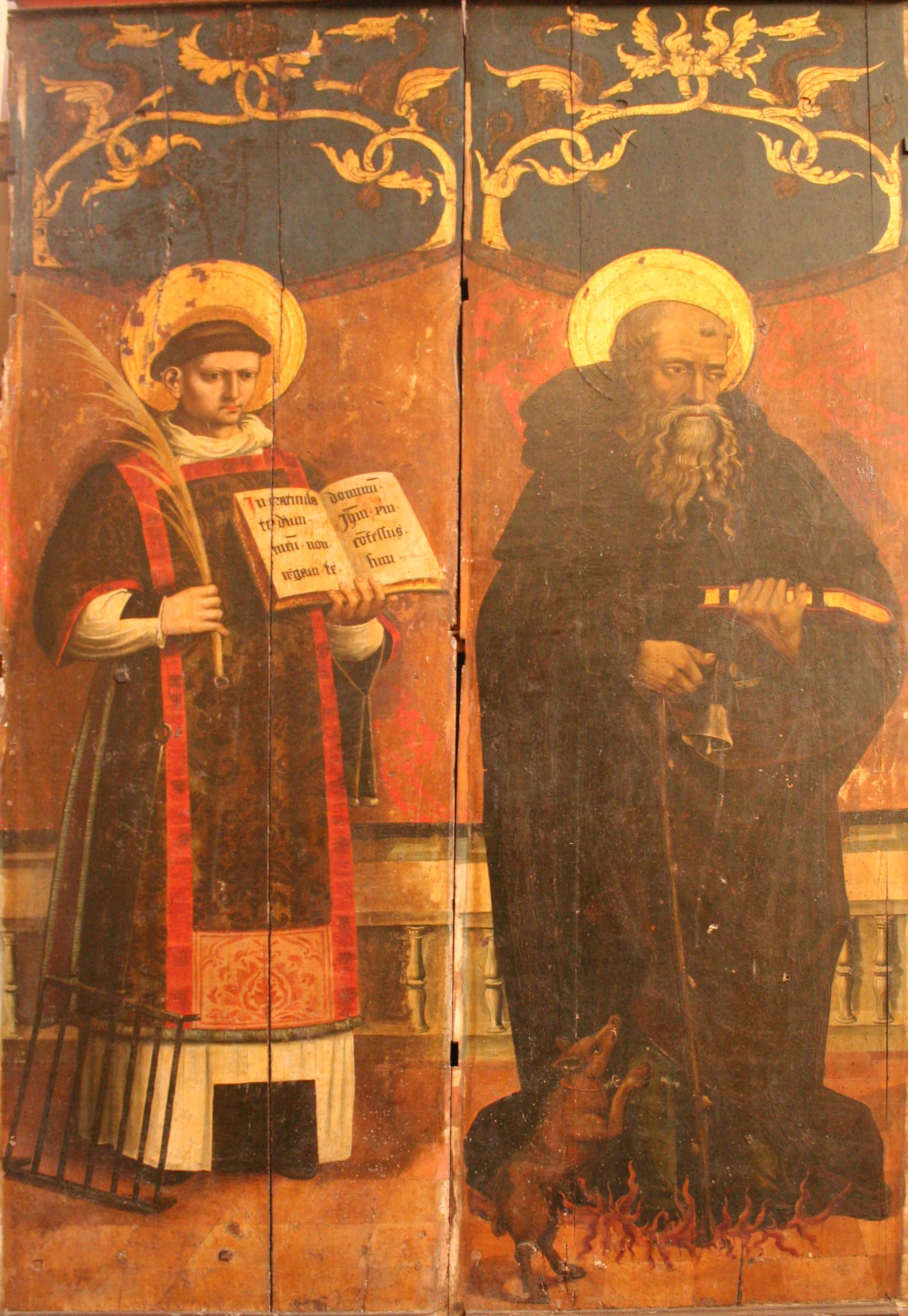
Saint Laurent et saint Antoine.
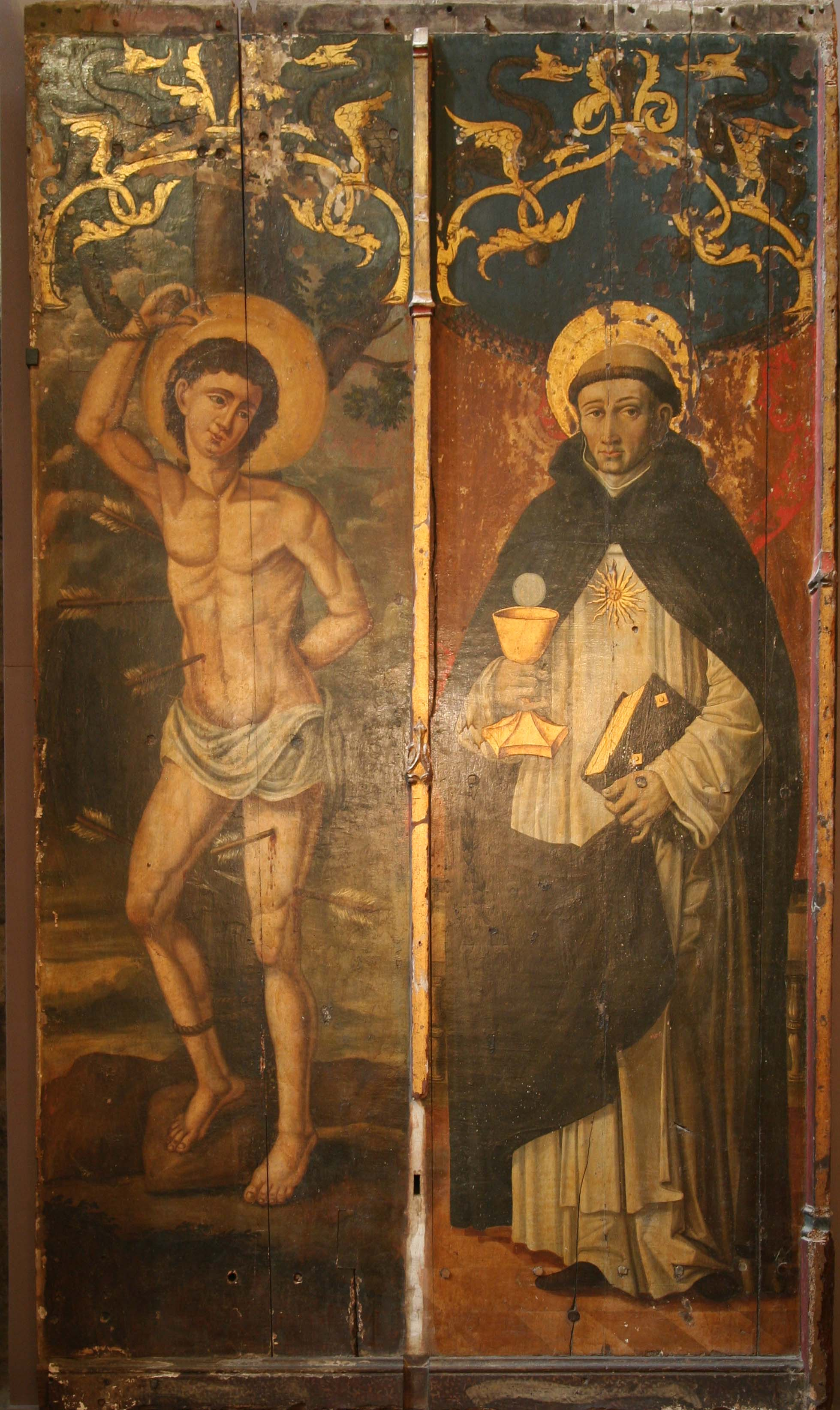
Saint Sébastien et saint Thomas d'Aquin

- Chapelle de la réconciliation : non accessible au public, cette chapelle est réservée à la confession.
- Chapelle saint Maximin : l'autel placé contre le mur de droite est du XIXe siècle ainsi que la statue de saint Maximin. Cette chapelle sert de passage vers la sacristie. Avant la mise en place de cet autel, la chapelle contenait un escalier avec rampe en fer forgé conduisant au 1er étage du couvent et à la tribune de l'ancienne orgue située dans la chapelle précédente. Sur le devant de l'autel est présenté en demi relief saint Maximin sortant de la ville pour aller à la rencontre de Marie-Madeleine mourante. Sur le mur d'en face est accrochée une clochette du XIVe siècle dans une armature en fer surmontée de quatre petites croix.

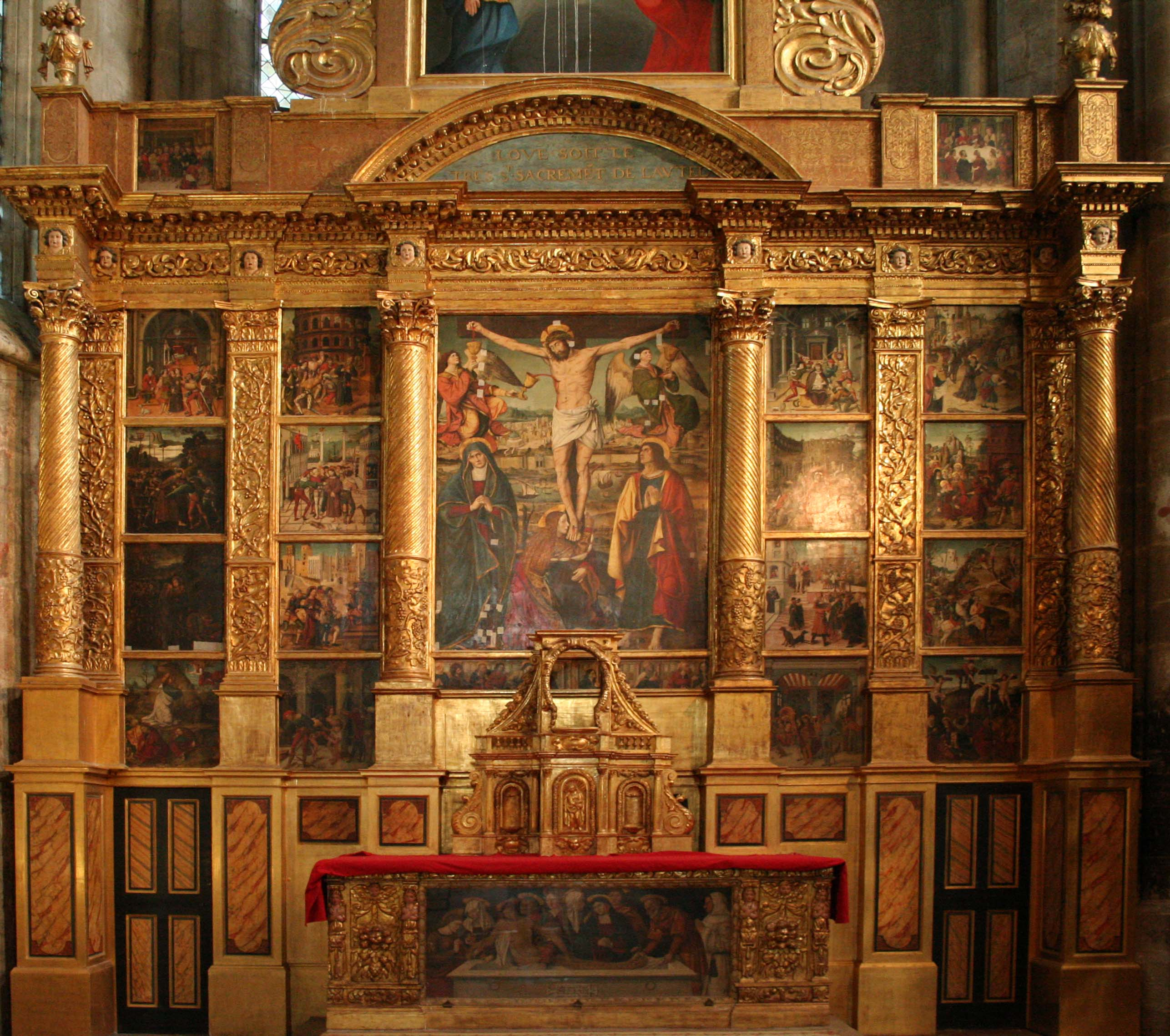
Retable de la Crucifixion

Schéma indiquant la numérotation des médaillons

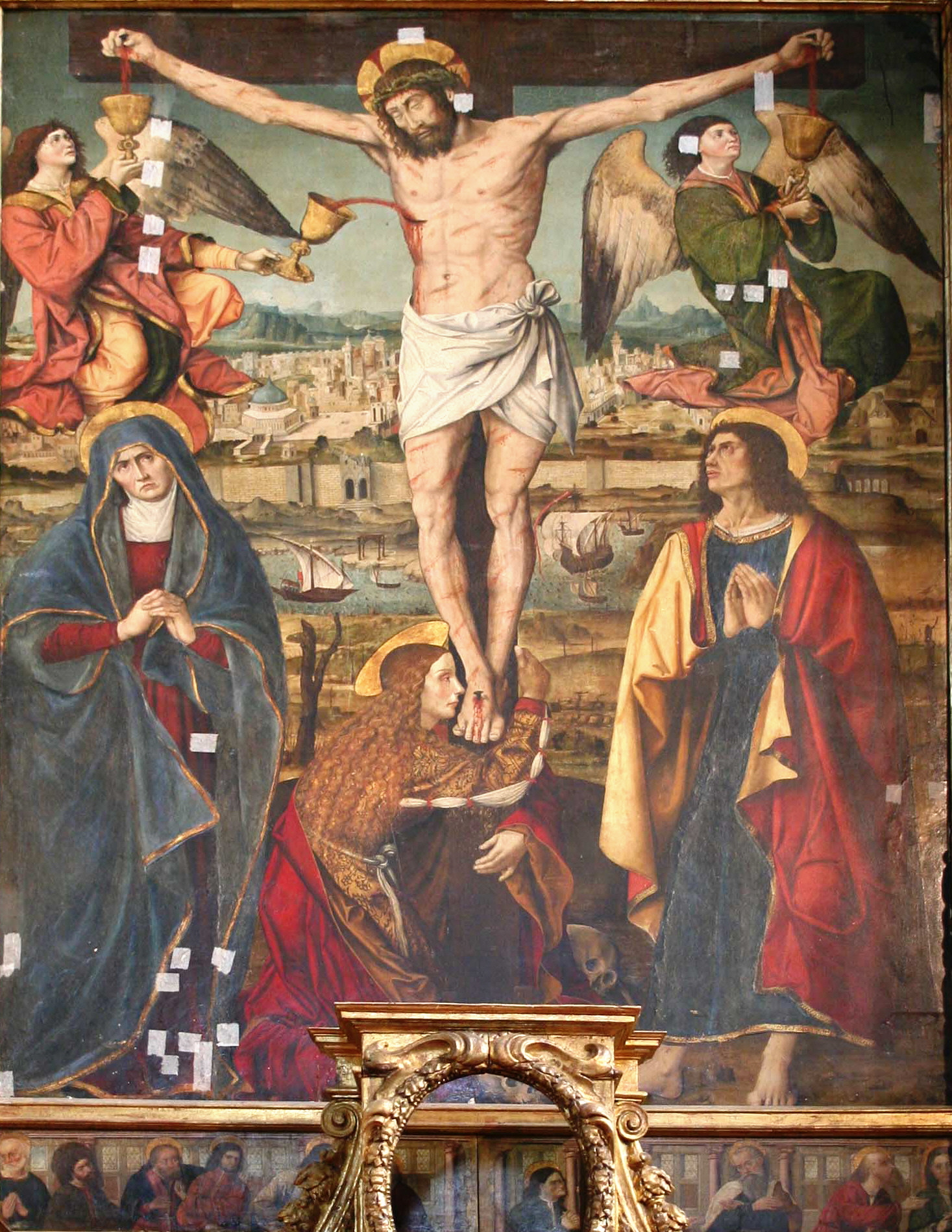
A - La Crucifixion.

Au fond du collatéral gauche, dans l'absidiole nord, se trouve la principale œuvre d'art conservée dans l'église : le retable du crucifix classé Monument Historique. Il est l'œuvre d'Antoine Ronzen, peintre primitif niçois et ébéniste originaire de Venise, fixé à Aix-en-Provence en 1508 après avoir séjourné à Puget-Théniers où il s'est marié. Il fut aidé dans cette tâche considérable qui dura trente mois par un peintre de la dynastie des Brea, Antoine, dont la collaboration essentielle apparaît dans le tableau figurant la mise au tombeau placé au bas de l'autel.
Ce retable achevé le 29 mai 1520 représente au centre (A) la crucifixion. Deux anges recueillent dans des calices le sang du Christ qui s'écoule de ses mains et de son flanc. Au pied de la croix sont représentés la Vierge au visage douloureux, Marie-Madeleine enlaçant la base de la hampe de la croix et Jean levant les yeux. En arrière-plan une vue de Jérusalem dont les remparts sont baignés par un fleuve sur lequel naviguent des vaisseaux. Les deux crânes placés à la base de la croix ont une double signification : rappel de l'étymologie du mot Golgotha (mont du crâne) et allusion au futur engagement de Marie-Madeleine méditant sur la vanité du monde dans la solitude de la Sainte-Baume.
Autour de cette scène principale sont disposés dix-huit petits panneaux de bois sur lesquels sont figurées des scènes de la Passion :
1. Jésus lave les pieds de ses disciples : Judas, reconnaissable à la bourse qu'il tient dans sa main, est le seul apôtre debout ; il est le plus éloigné du Christ ;
2. La Cène ;
3. Jésus devant le grand prêtre Anne et le reniement de Pierre : le grand prêtre parait étranger à l'action. Un coq juché sur une poutre annonce l'épisode figuré à l'intérieur du bâtiment à savoir le reniement de Pierre interrogé par une servante ;
4. Arrestation de Jésus : le Christ est tiré par les cheveux et par son manteau. Il est obligé d'écarter les jambes pour ne pas tomber. Au sommet d'une colline, dans un enclos aux palissades de bois, Jean apeuré s'y est réfugié ;
5. Le baiser de Judas ;
6. Agonie de Jésus au jardin des Oliviers : le jardin est représenté avec des fleurs et des arbustes ; au premier plan sont figurés les apôtres endormis Pierre, Jacques et Jean ;
7. Jésus devant Caïphe. Le grand prêtre écarte sur sa poitrine son manteau des deux mains : ce geste correspond à une coutume juive qui consiste à déchirer son vêtement en présence d'un blasphémateur ;
8. Jésus bafoué par les soldats d'Hérode : Jésus yeux bandés est insulté et frappé. Le groupe occupe la piazzetta de Venise entre le palais ducal et la loggetta ouverte sur la mer. Au bord du quai deux colonnes supportent les statues des lions de saint Marc et saint Théodore. Sur une île on distingue la basilique San Giorgio Maggiore ;
9. Jésus devant Hérode : Hérode avec sa houppelande et son turban à calotte conique est représenté vêtu à l'orientale. Derrière on distingue très nettement les façades de la cathédrale Notre Dame des Doms et les deux parties du palais des papes d'Avignon ;
10. La flagellation : un bourreau serre une corde autour de la taille du Christ ;
11. Le couronnement d'épines : c'est la seule scène représentée à l'intérieur d'un bâtiment ;
12. Le Christ aux outrages : par dérision un long roseau a été placé entre les mains du Christ, les soldats feignent de s'incliner. En arrière-plan est figuré un grand monument romain circulaire qui pourrait être le Colisée ;
13. Ecce homo (voici L'homme) : on distingue sur le corps du Christ les traces de flagellation. Au bord d'une place Pilate, accoudé à une barrière montre Barabbas encadré par des soldats ;
14. Pilate se lave les mains ;
15. La montée au calvaire : Le Christ est aidé par Simon de Cyrène représenté comme un vieillard de petite taille ; à gauche sainte Véronique tend un linge avec lequel elle essuiera le visage du condamné ;
16. Jésus tombe sous le poids de la croix : il s'appuie sur une pierre ; la Vierge s'effondre de douleur entre les bras de Marie Madeleine ;
17. Jésus est cloué sur la croix : les deux larrons sont déjà crucifiés, la croix du Christ est allongée sur le sol. Au premier plan un cavalier tient un étendard sur lequel est représenté trois scorpions, emblème du peuple juif. Sur la gauche sainte Véronique montre son voile sur lequel s'est imprimé le visage du Christ ;
18. La descente de la croix : l'âme du bon larron, à la droite du Christ, est recueillie par un ange tandis que celle du mauvais larron est emportée par un diable.

L'intérêt de ces médaillons provient non seulement de leur ancienneté, mais aussi de l'originalité de plusieurs de ces compositions qui placent les scènes de la passion dans un décor réel. Ainsi on voit deux fois le Colisée (tableaux no 7 Jésus devant Caïphe qui déchire ses vêtements et no 12 Le Christ aux outrages), une fois la Piazzetta de Venise (tableau no 8 Jésus bafoué par les soldats d'Hérode) et une fois le palais des papes d'Avignon (tableau no 9 Jésus devant Hérode) dont c'est la plus ancienne  représentation connue d'une exactitude remarquable,.

Médaillons du retable de la crucifixion
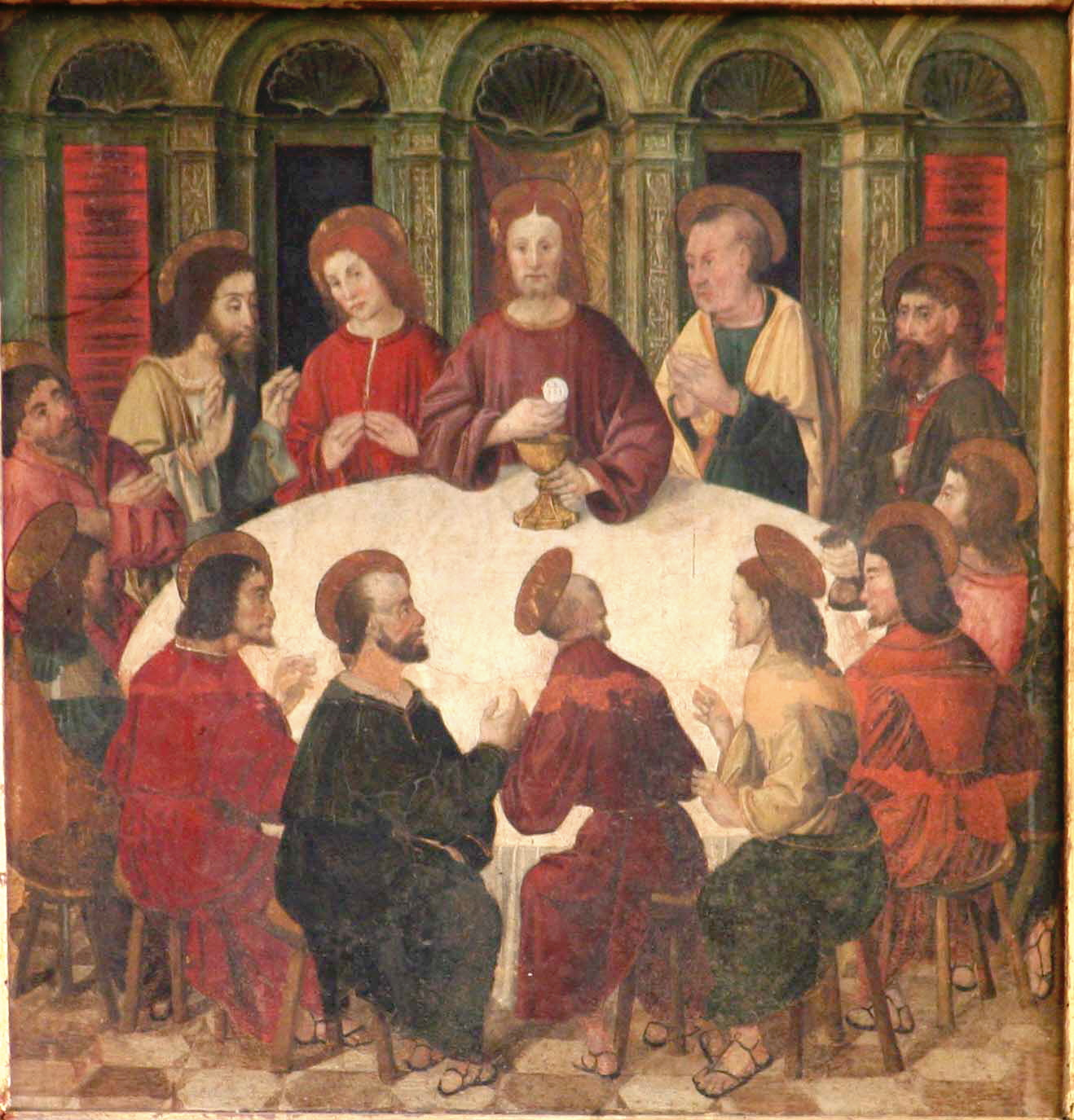
2- La cène
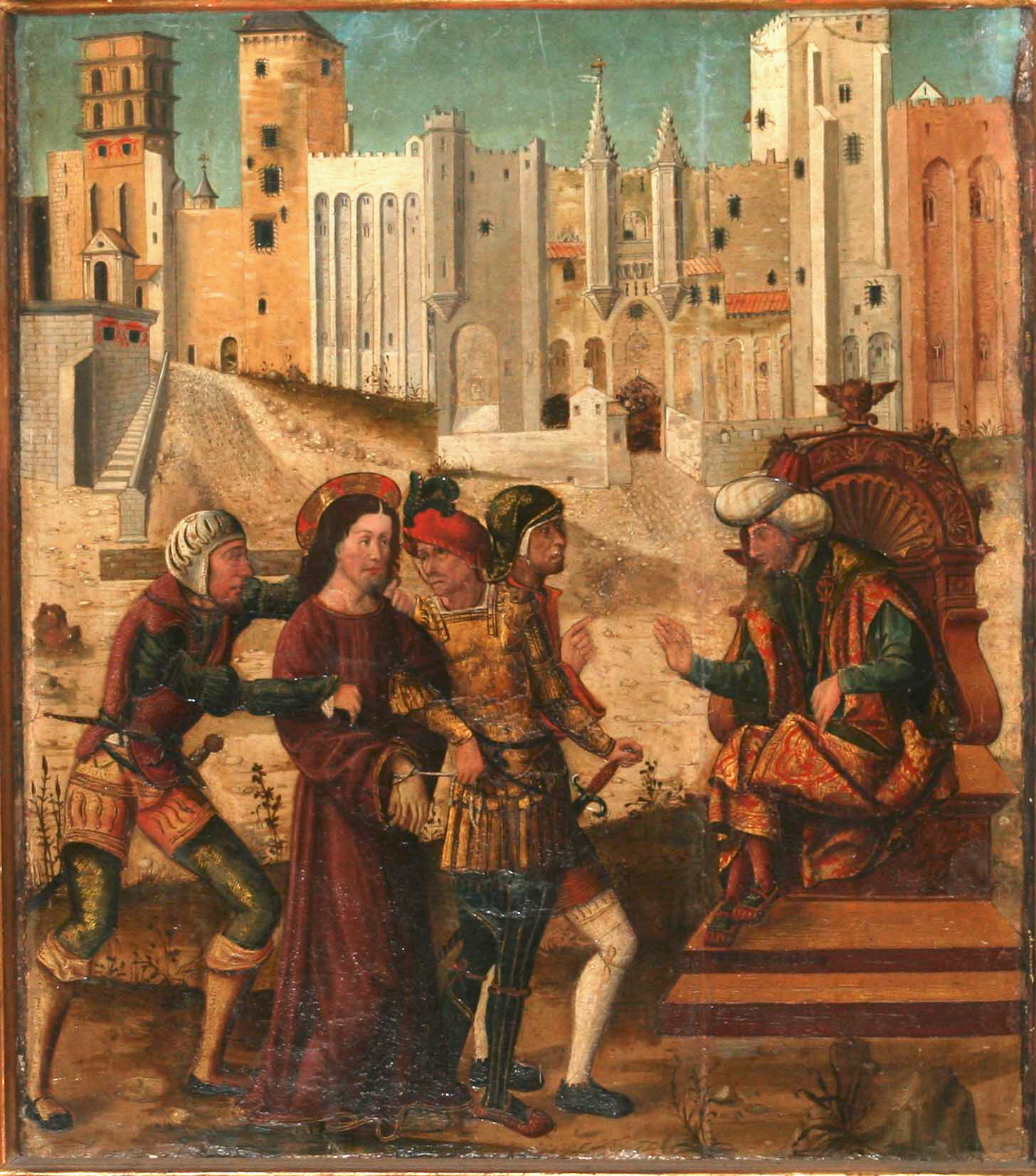
9 : Jésus devant Hérode.
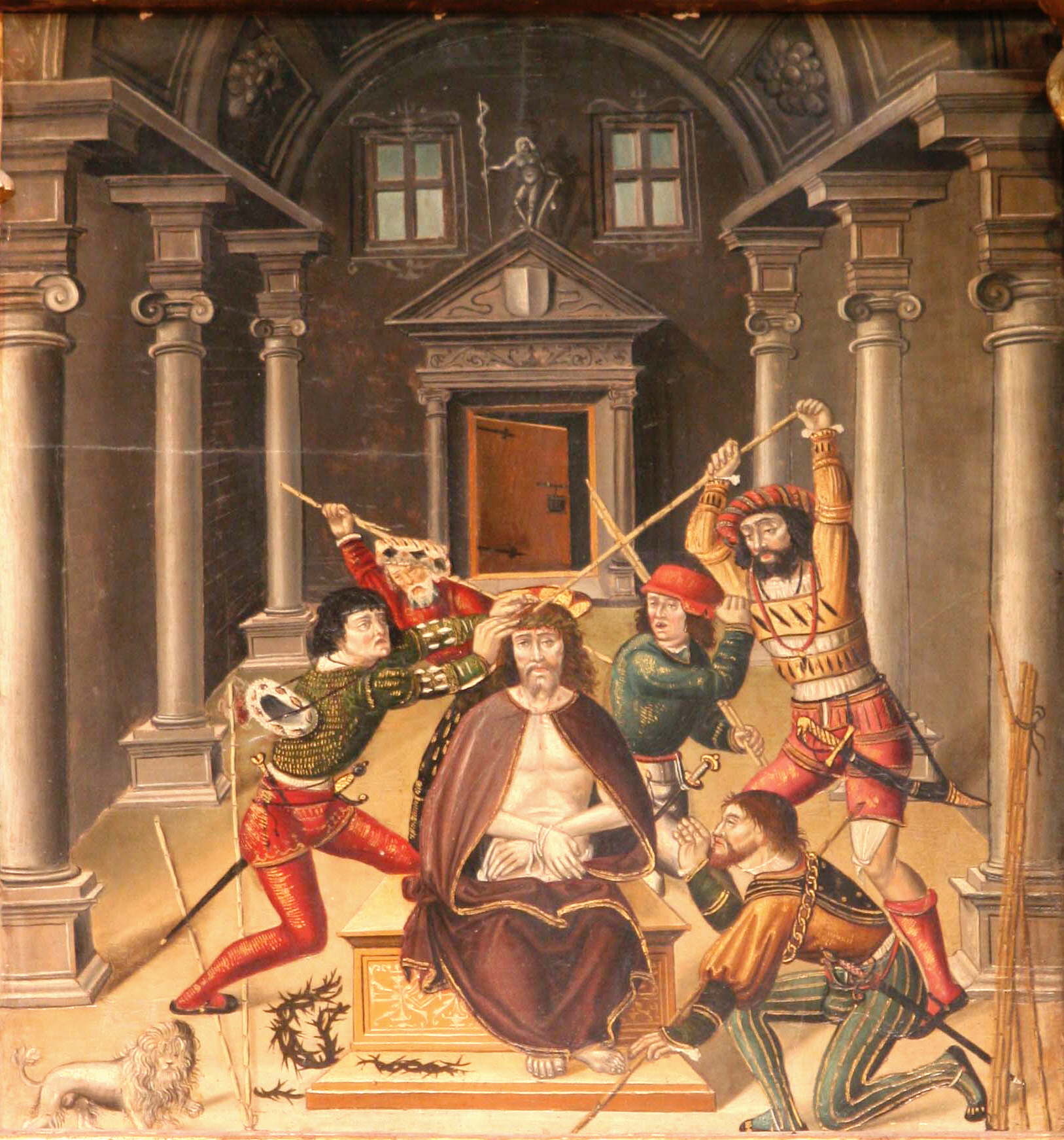
11 : Le couronnement d'épines.
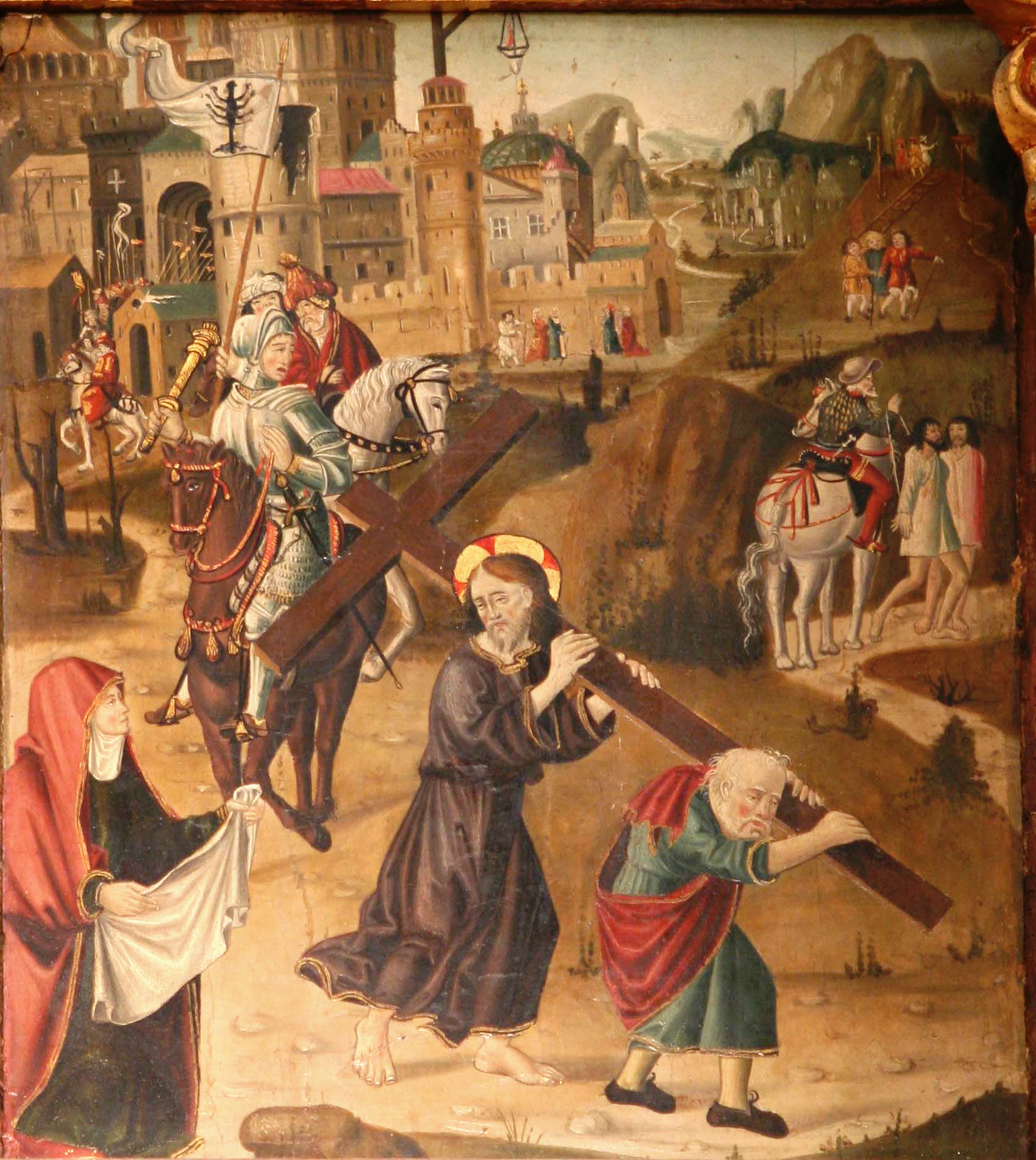
15 : La montée au calvaire.
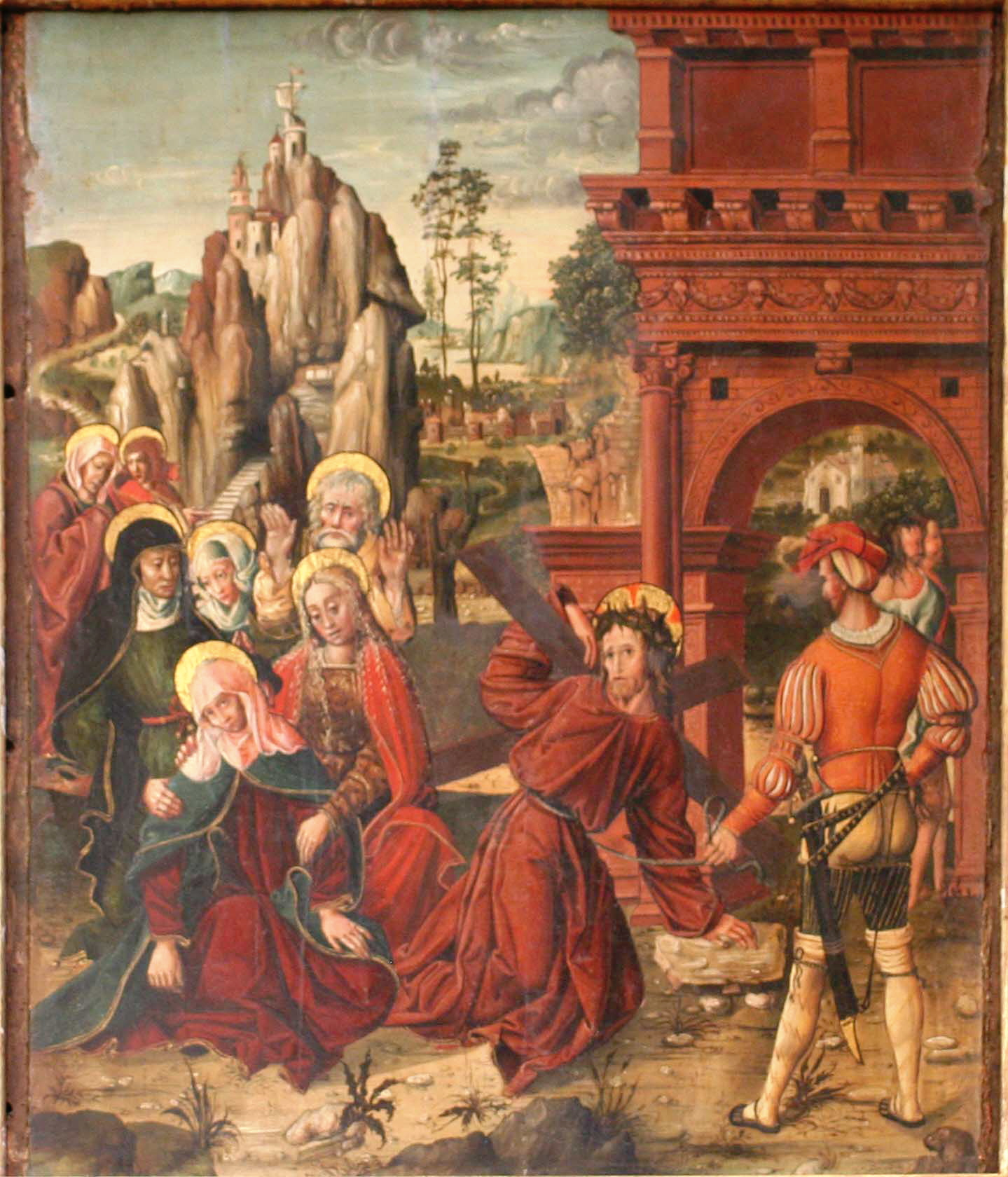
16 : Jésus tombe sous le poids de la croix.
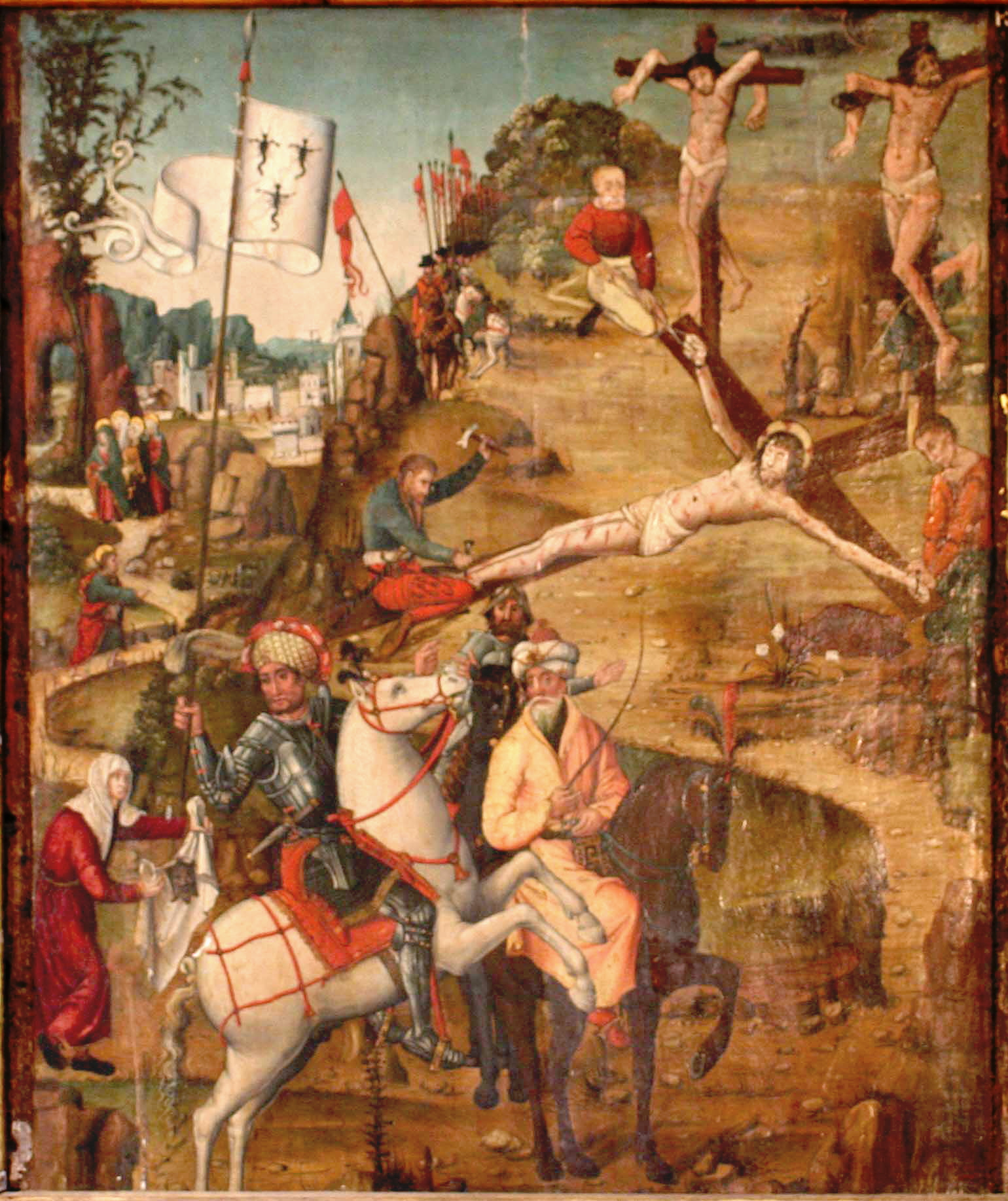
17 : Jésus est cloué sur la croix.

Le devant de l'autel de ce retable est décoré par un tableau (B) figurant la mise au tombeau réalisé en grande partie avec la collaboration de Brea. Le dominicain représenté en bas à droite du tableau n'est pas le prieur Jean Damiani comme on l'a cru pendant longtemps, mais le donateur de ce retable à savoir Jacques de Beaune, seigneur de Semblaçay. Celui-ci est revêtu de l'habit blanc des dominicains et porte à sa ceinture l'aumônière attribut de sa charge de surintendant des finances. François Ier, sur les instances de sa mère, le fait pendre malgré sa probable innocence. Il aurait dit au moment de son exécution « Je reconnais trop tard qu'il vaut mieux servir le maître des cieux que ceux de la terre ». Les religieux du couvent surchargent d'un chapelet de moine la bourse du condamné afin de supprimer son identification. La modification découverte sera supprimée au cours d'une restauration par le service des Beaux-arts intervenue après guerre. Joseph d’Arimathie et Nicomède, figurés sous les traits de deux personnes âgées somptueusement vêtues, déposent le corps du Christ dans le tombeau. À gauche Marie-Madeleine nettoie délicatement les blessures avec un onguent contenu dans un flacon que lui tend sa voisine. Au centre la Vierge est soutenue par Jean.

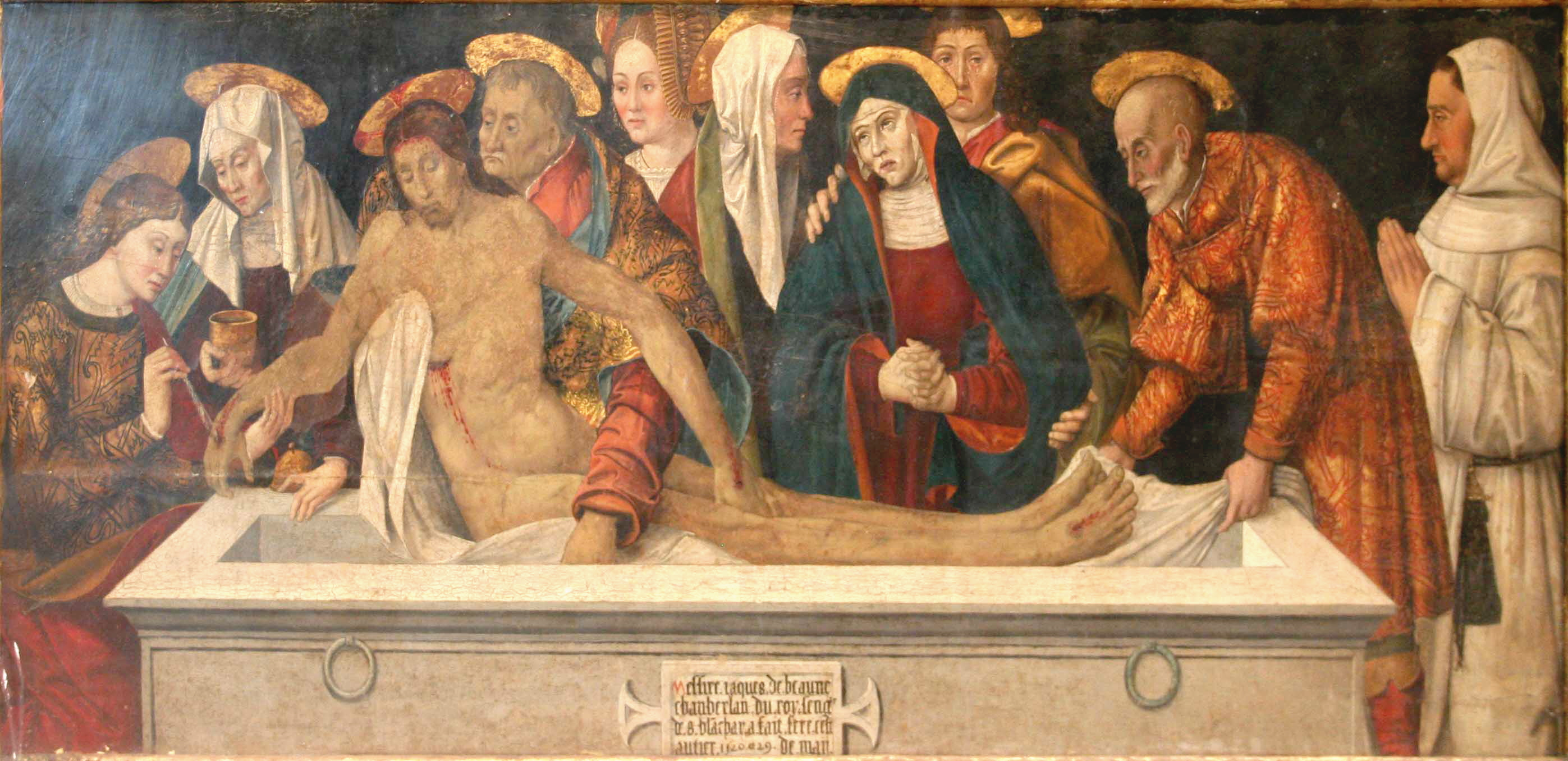
B : Mise au tombeau du Christ.

#### Bas-côté droit

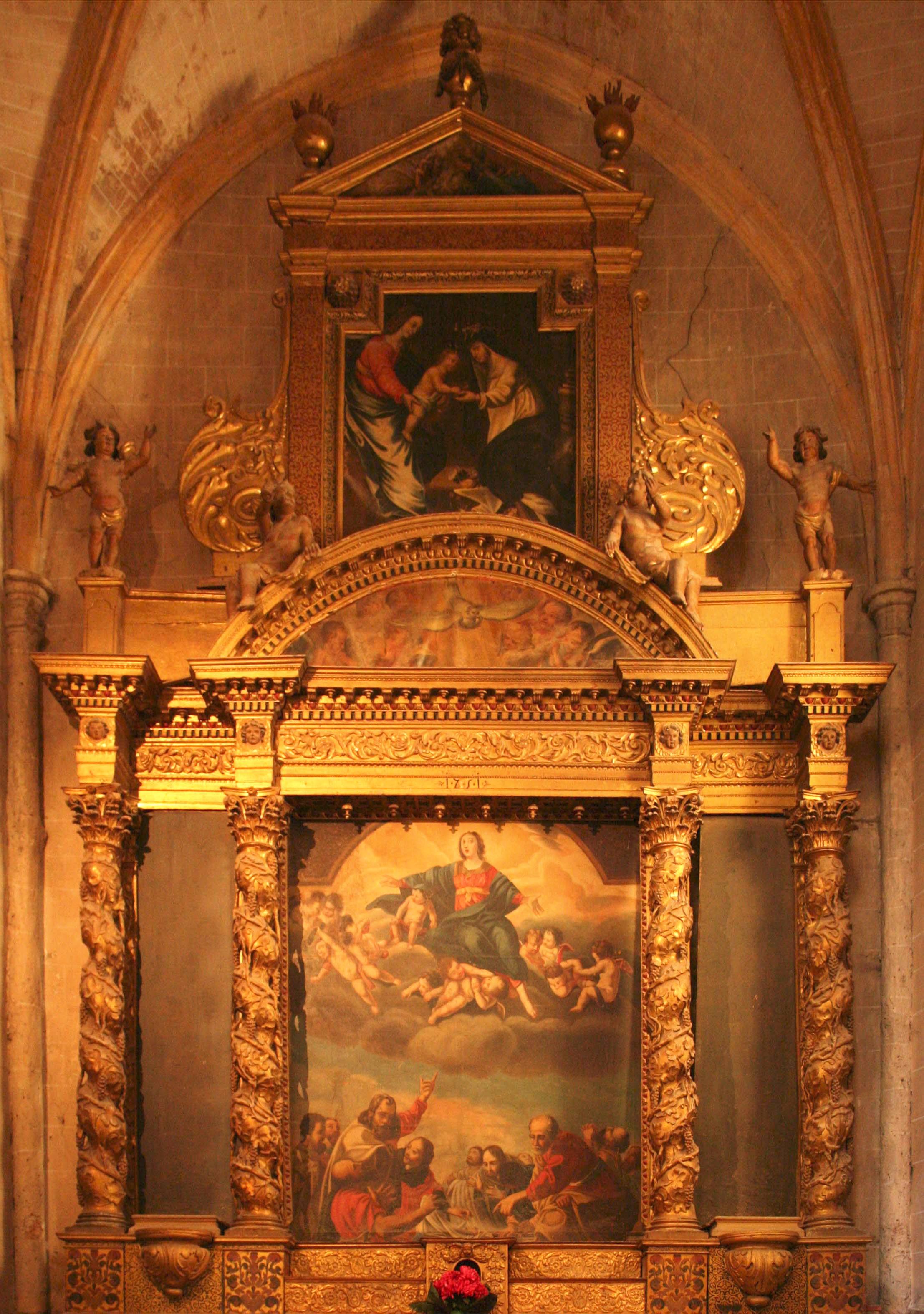
Retable de l'Assomption de la Vierge.

À partir de l'entrée en se dirigeant vers le chœur on trouve successivement les chapelles suivantes :
- Chapelle de l'Assomption : le retable est daté de 1751. Au centre de celui-ci un tableau du XVIIIe siècle représente L'Assomption de la Vierge ; au sommet une peinture de la même époque représente sainte Agnès de Montepulciano. Cette chapelle avait été conçue primitivement pour être une entrée latérale ouvrant sous un clocher-porche, projet abandonné en même temps que celui de la façade en 1532 ;
- Chapelle Notre-Dame de Lourdes : cette chapelle est aussi appelée de l'Épiphanie à cause du tableau central, copie d'un Rubens de 1624, qui représente l'adoration des bergers et fut offert par le jurisconsulte Scipion Dupérier (1588-1667[81]) ;
- Chapelle Saint-Antoine de Padoue ou de la Vierge blanche : le retable, classé Monument Historique[82] présente en son centre une statue de la Vierge, œuvre du sculpteur génois Tomaso Orsolino[83], en marbre de Carrare qui a été offerte par la ville de Gênes au couvent des Capucins qui sera détruit à la Révolution. Cette statue sera alors transférée dans la basilique[84] ;
- Chapelle Saint-Dominique : fort dégradée, cette chapelle était en cours de restauration en décembre 2011. Comme celle de sainte Madeleine qui lui fait face dans la nef nord, elle est décorée de fresques du XVIIe siècle. Un tableau représente saint Dominique en extase ;
- Chapelle Saint-François d'Assise : l'autel et le retable ont appartenu au couvent des capucins. Ils furent transférés dans la basilique après la Révolution[85]. La chapelle abrite une crèche moderne ;
- Chapelle du Sacré-Cœur : au centre du retable classé Monument Historique[86], un tableau du XVIIe siècle représente deux saintes dominicaines à genoux devant le Christ. Celui-ci remet de sa main droite une couronne d'épines à Catherine de Sienne et de sa main gauche une couronne de roses à Rose de Lima. Au sommet du retable un tableau représente un épisode de la vie de saint Dominique. À droite contre le mur une statue du Sacré-Cœur et un tableau représentant l'apparition de la Vierge à un prêtre ;
- Chapelle Saint-Joseph : Le retable richement sculpté et classé Monument Historique[87] provient de la chapelle des pénitents bleus située dans le centre-ville. Le tableau central représente la visite de sainte Anne et saint Joachim à la sainte famille. À gauche tableau très abîmé de Cundier montrant Marie Madeleine se retirant à la Sainte-Baume. À droite tableau du même peintre représentant probablement saint Maximin en costume d'évêque ;
- Chapelle Saint-Michel : au centre du retable latéral, classé Monument Historique[88], tableau représentant saint Michel pesant les âmes en présence de saint Raymond et saint Hyacinthe.

Au fond du collatéral droit, dans l'absidiole sud, se trouve l'autel du rosaire avec un retable, classé monument historique, et une statue de Notre-Dame du Rosaire réalisés en 1667-1671 par le sculpteur Balthasar Maunier. À gauche de la statue, tableau de la Vierge remettant le rosaire à saint Dominique, à droite tableau de saint Joseph assistant un mourant et au sommet du retable tableau de la Vierge entre le pape, un dominicain et une dominicaine qui est probablement Marguerite de Savoie. Le devant de l'autel est décoré par un bas-relief en bois du XVIe siècle qui faisait partie de l'ancien maître autel exécuté en 1536 par Jean Beguin et retrace la vie et l'action de sainte Marie-Madeleine en quatre scènes différentes qui sont de gauche à droite :
- Madeleine écoutant la prédication de Jésus ;
- Madeleine lavant les pieds de Jésus au cours du repas chez Simon le Pharisien ;
- Madeleine reconnaissant le Christ à la Résurrection ;
- Madeleine s'embarquant pour la Provence avec ses compagnons.

Bas-relief de l'autel du rosaire
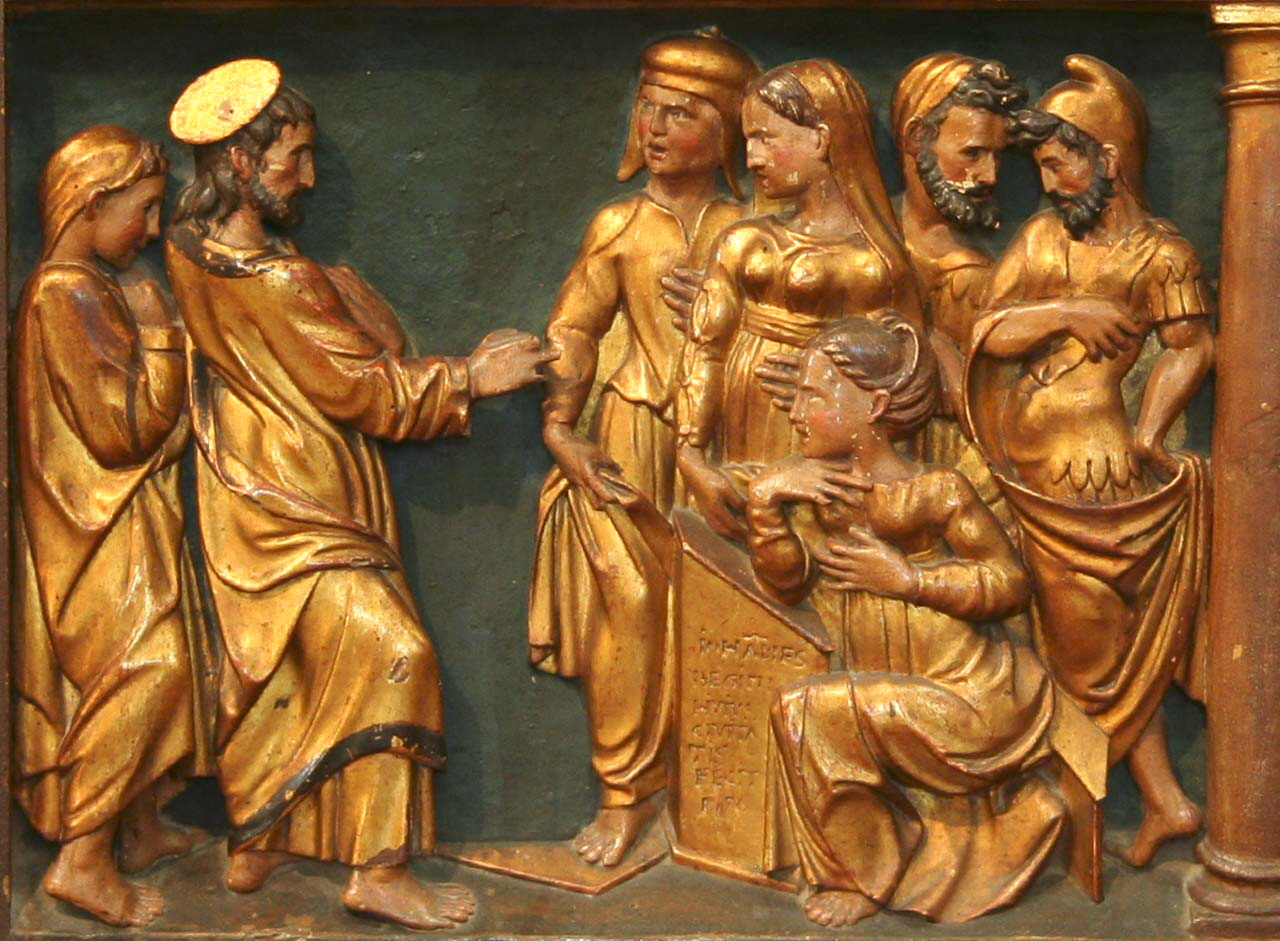
Marie-Madeleine écoute la prédication de Jésus.
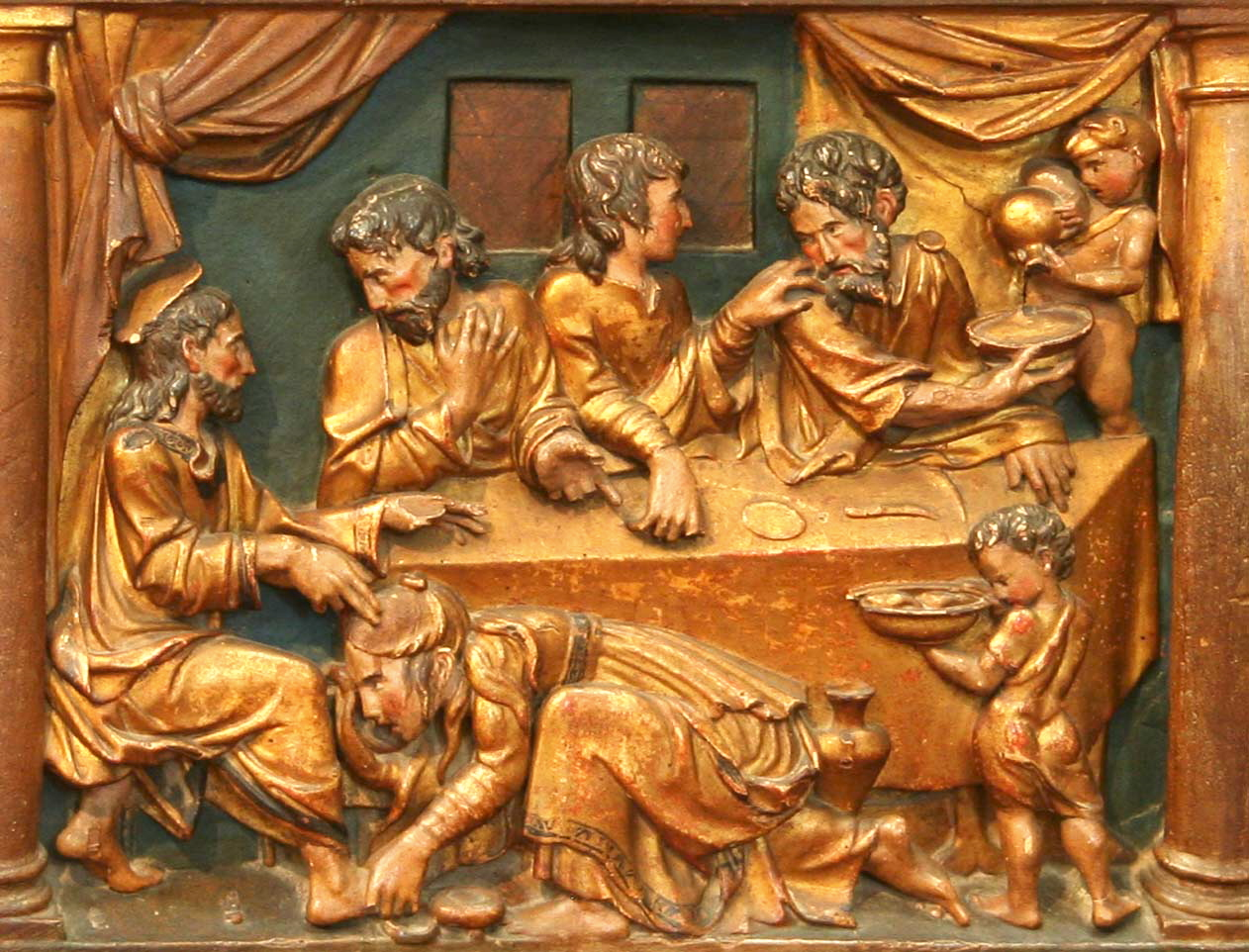
Marie-Madeleine lave les pieds de Jésus.
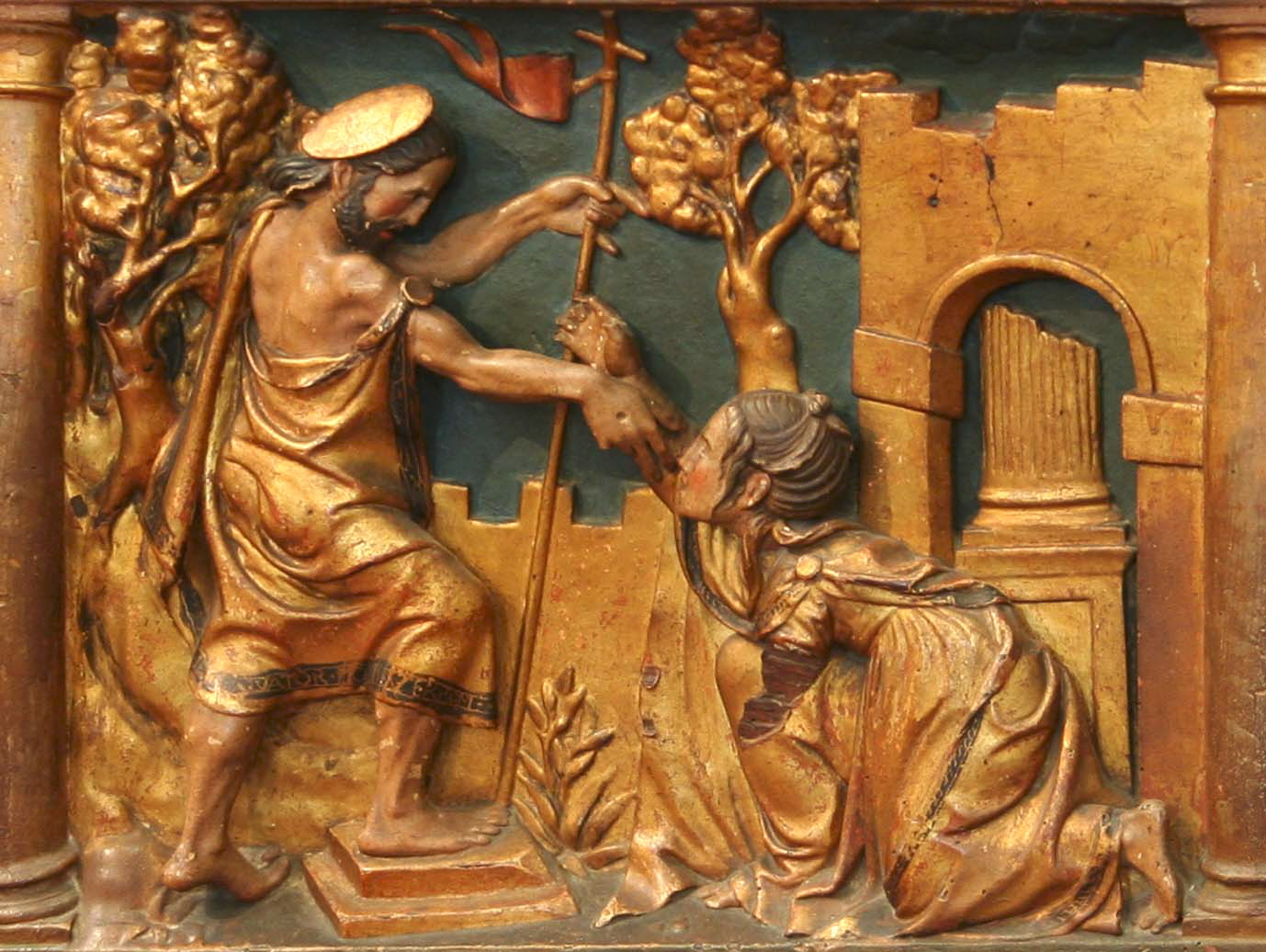
Marie-Madeleine reconnait Jésus après sa résurrection.
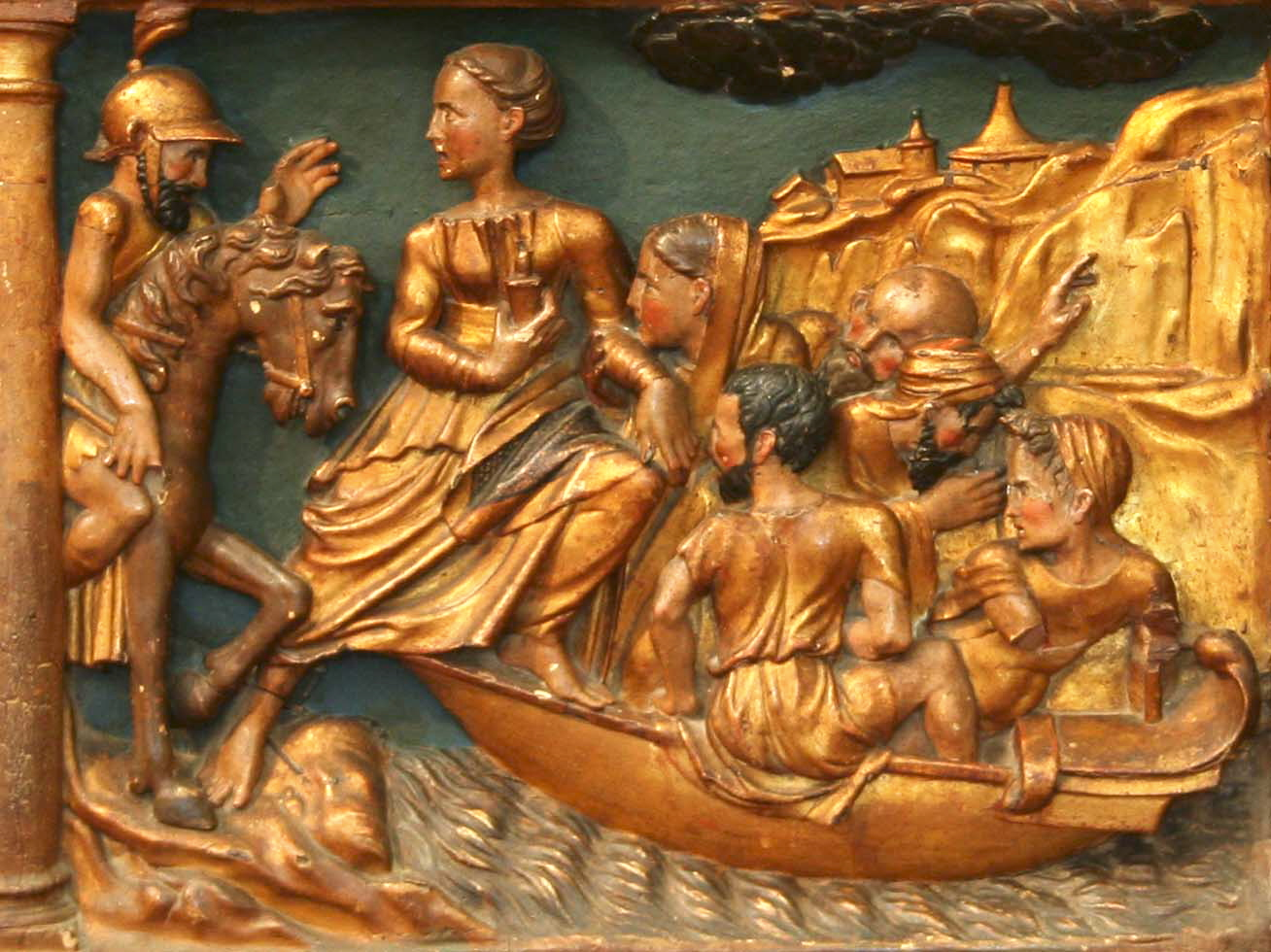
Marie-Madeleine s'embarque pour la Provence.

#### La crypte

##### Description
Elle se présente sous la forme d'une salle rectangulaire voûtée orientée nord-sud, donc perpendiculaire à l'axe de la basilique. Elle mesure 4,25 m du nord au sud et 4,48 m de l'est à l'ouest (soit environ 19 m2). Il s'agit probablement d'un caveau paléochrétien du IVe siècle primitivement revêtu d'un revêtement décoratif soit tout en marbre, soit en marbre et en enduits peints. Elle constitue le cœur de la basilique. Le double escalier qui y conduit a été réalisé au XVIe siècle mais n'a fait que remplacer l'escalier primitif. La voûte actuelle n'est pas d'origine mais a été refaite à l'époque de la construction de la quatrième travée au XVe siècle. Au fond de la crypte, dans la paroi sud, est creusée un alvéole dans lequel est placé le reliquaire de sainte Marie-Madeleine.
Des études par sondage géophysique réalisées en 2021 laissent penser que la crypte, à l'origine, était de dimension plus importante. Nous savons qu'elle a été arasée lors de la construction de la basilique au XVe siècle, et sa voute reconstruite pour l'occasion. Mais nous ne disposons pas de ses plans initiaux.
L'accès de cette crypte était primitivement interdit aux femmes. De retour d'Italie, François Ier tout auréolé de gloire après sa victoire à la bataille de Marignan décide de visiter la basilique où il arrive le 20 janvier 1516. Après s'être recueilli dans la crypte, le roi fait porter les reliques dans l'église supérieure afin de les montrer à la reine et aux princesses qui l'accompagnent : il s'ensuit une telle bousculade que la châsse faillit être jetée à terre et qu'il s'en détacha un précieux diamant qui fut perdu. Depuis cet évènement il fut décidé que les femmes pourraient pénétrer dans la crypte.
La crypte conserve également autour du reliquaire de sainte Marie-Madeleine un ensemble homogène de quatre dalles gravées au trait et encastrées dans le mur : elles représentent le sacrifice d'Abraham, Daniel dans la fosse aux lions, Vierge Marie servante du temple de Jérusalem et une figure féminine d'orante. Ces dalles sont postérieures à la crypte et constituaient peut-être un revêtement décoratif de l'ancien prieuré victorin. Ces plaques sont dites de « chancel », c'est-à-dire qu'elles marquaient une séparation entre le chœur et le reste de l'église,. Les éléments en notre possession ne permettent pas de savoir si les plaques originales sont dans la crypte, ou dans le musée de Cluny, ou si des copies ont été réalisées.

Reliquaire et dalles gravées
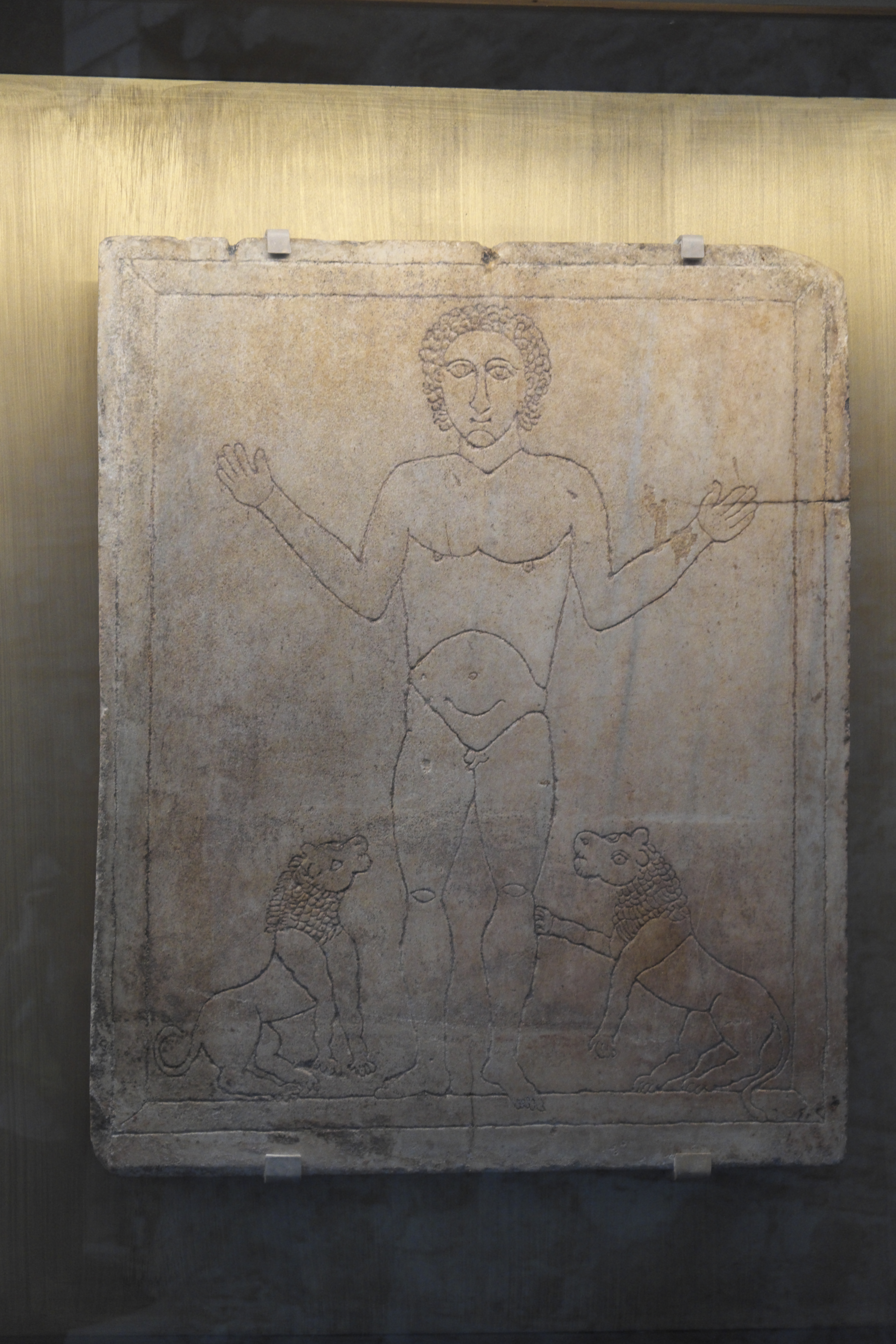
Daniel dans la fosse aux lions.
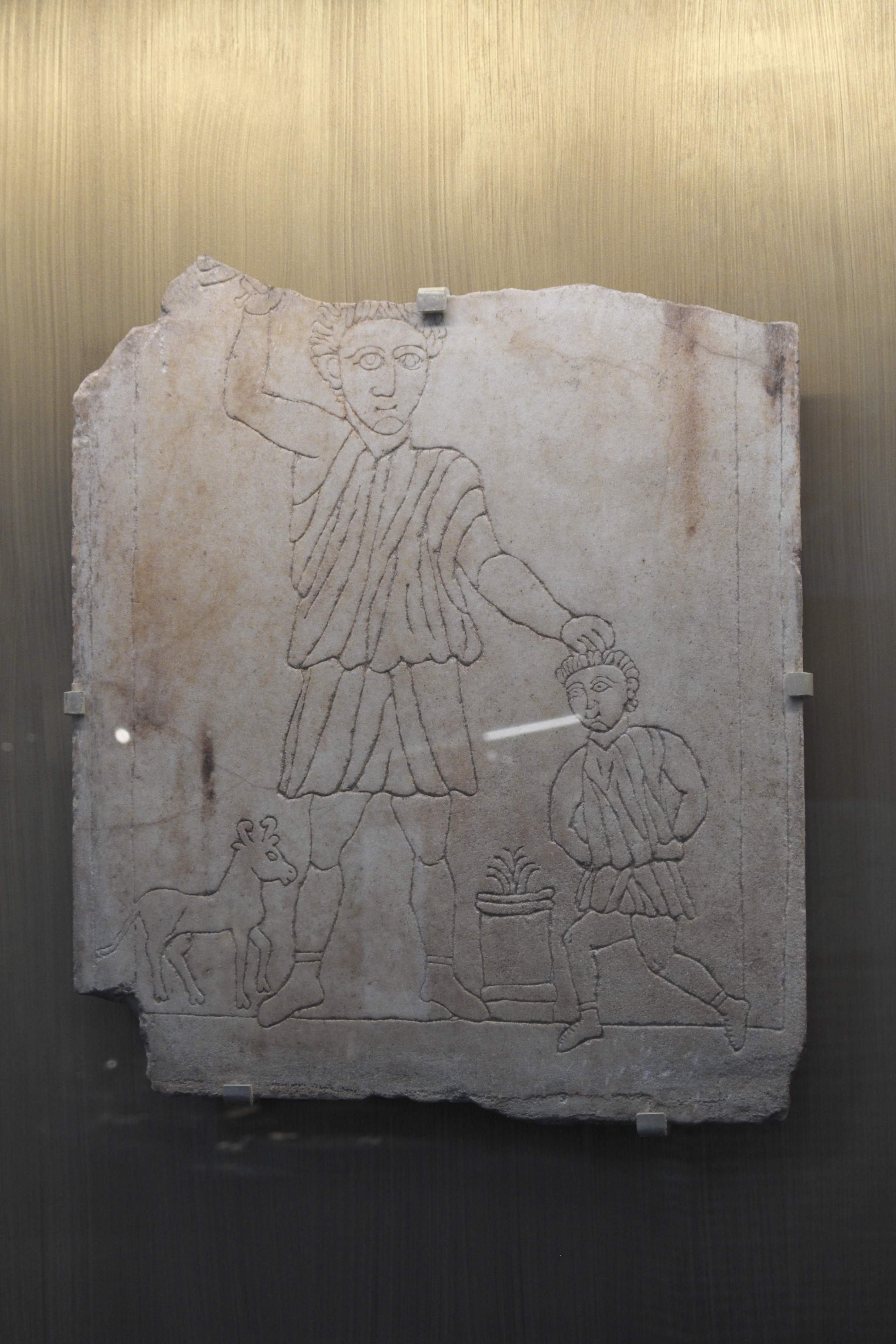
Le sacrifice d'Isaac par Abraham.

##### Les reliques
Marie-Madeleine

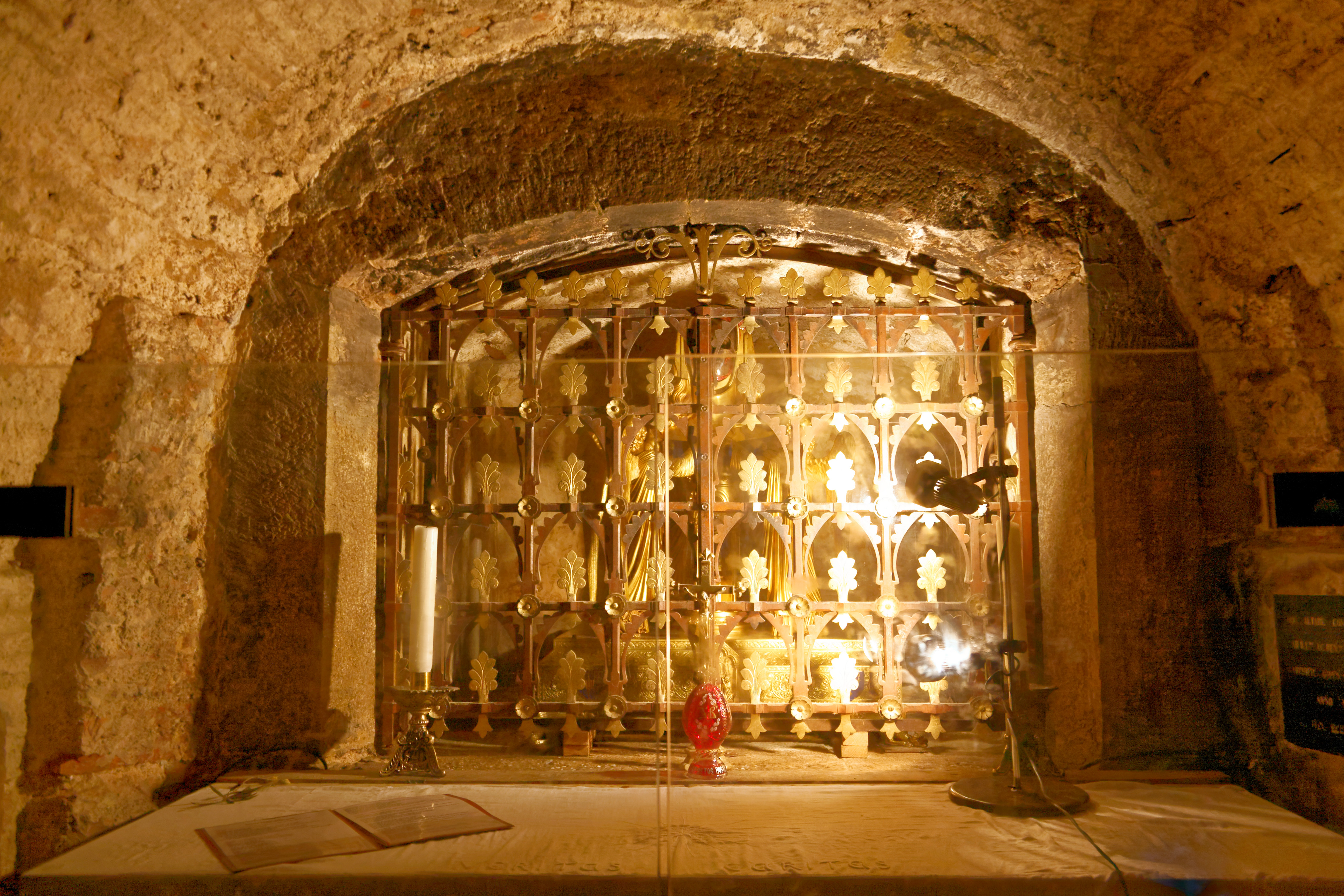
Reliquaire de Marie-Madeleine, installé dans une niche de la crypte.

Le grand reliquaire contient un crâne qui selon la tradition serait celui de Marie-Madeleine. Un tube de cristal scellé aux deux bouts par un fermoir de vermeil, se trouve attaché à ses deux extrémités au reliquaire du chef de sainte Madeleine ; il contient le « Noli me tangere » (Ne me touche pas) lambeau de chair ou de tissu osseux adhérant à l'os frontal de la sainte où Jésus aurait posé ses doigts le jour de la résurrection. Ces ossements font partie de ceux découverts au cours des fouilles réalisées par Charles II. Ils étaient contenus dans un reliquaire d'or et d'argent avec une couronne d'or et de pierreries. Le lambeau de chair s'est détaché lors d'une reconnaissance des reliques, en février 1789. Ce reliquaire et tous les autres de la basilique ont disparu à la Révolution. Le sacristain Bastide aurait ramassé le crâne et des familles saint-maximoises divers ossements pour les mettre à l'abri jusqu'à la fin de la tourmente révolutionnaire. Le chef-reliquaire actuel en bronze doré et émaux a été sculpté en 1860 par Didron suivant un dessin de l'architecte Henri Révoil. Une mèche de cheveux qui appartiendrait à Marie-Madeleine est conservée dans un autre reliquaire,.
D'autres reliques de Marie-Madeleine sont présentes dans la grotte de la Sainte-Baume, à l'abbaye de Vézelay (depuis 1876), et à Rome, dans l’église San Giovanni Battista dei Fiorentini qui conserve un pied de Marie-Madeleine. A noter que les moines du Mont Athos, dans le monastère de Simonopetra, conserveraient « la main gauche de la sainte », mais qui viendrait d'Éphèse, selon une tradition orthodoxe. Cette tradition se trouve en contradiction avec la tradition provençale.

Vues du reliquaire lors de processions
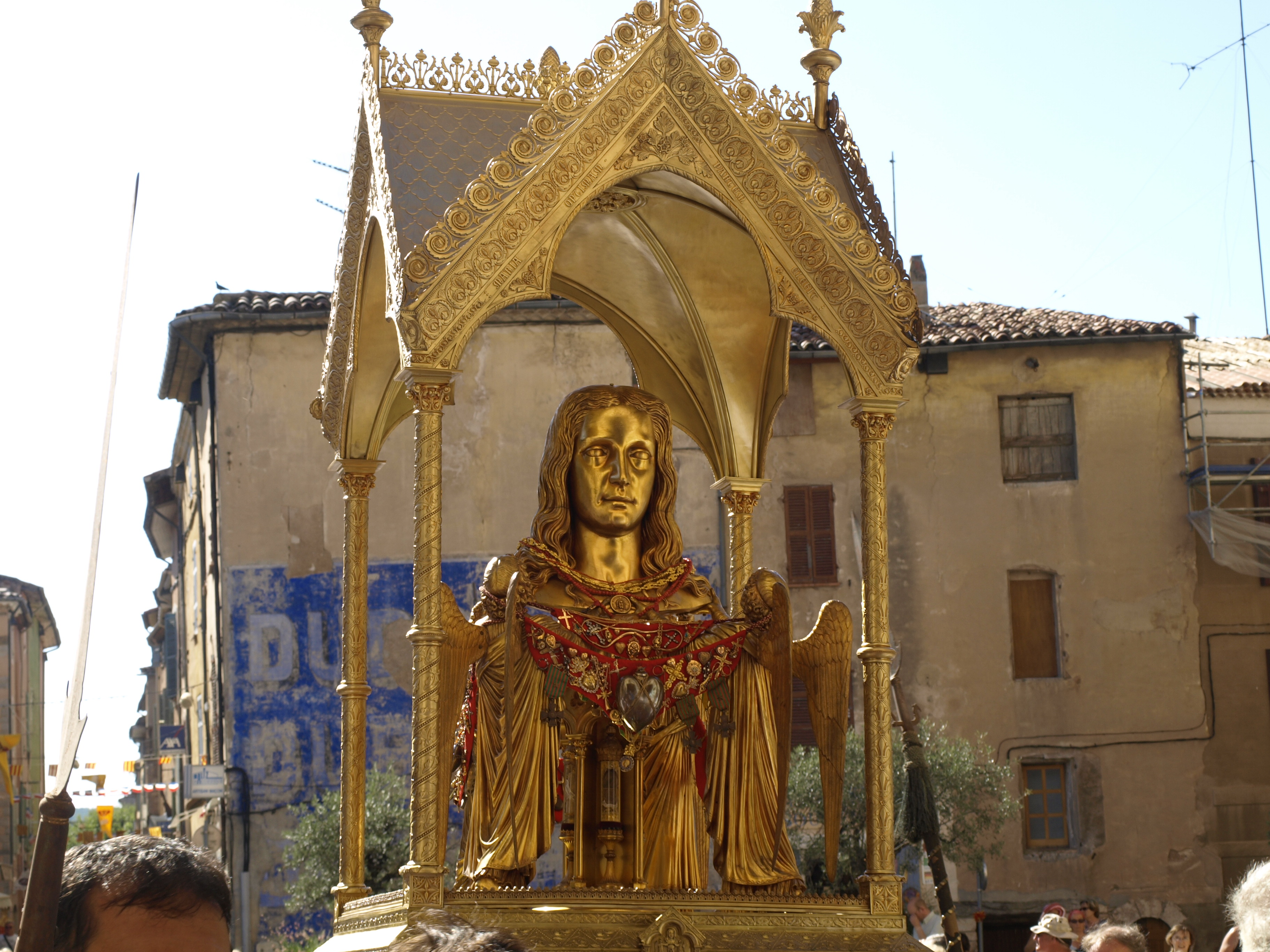
Reliquaire utilisé lors d'une procession
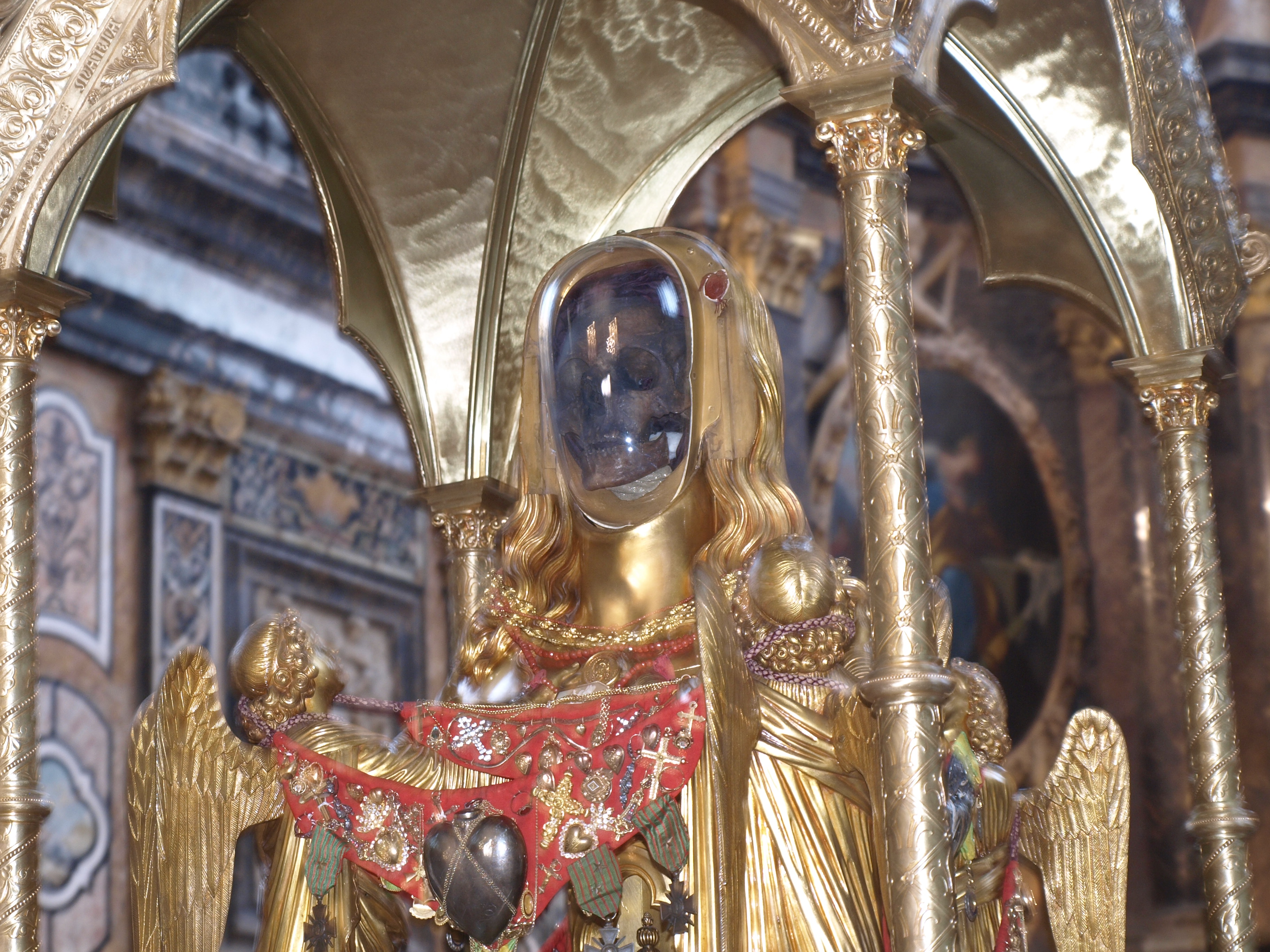
Détail du reliquaire
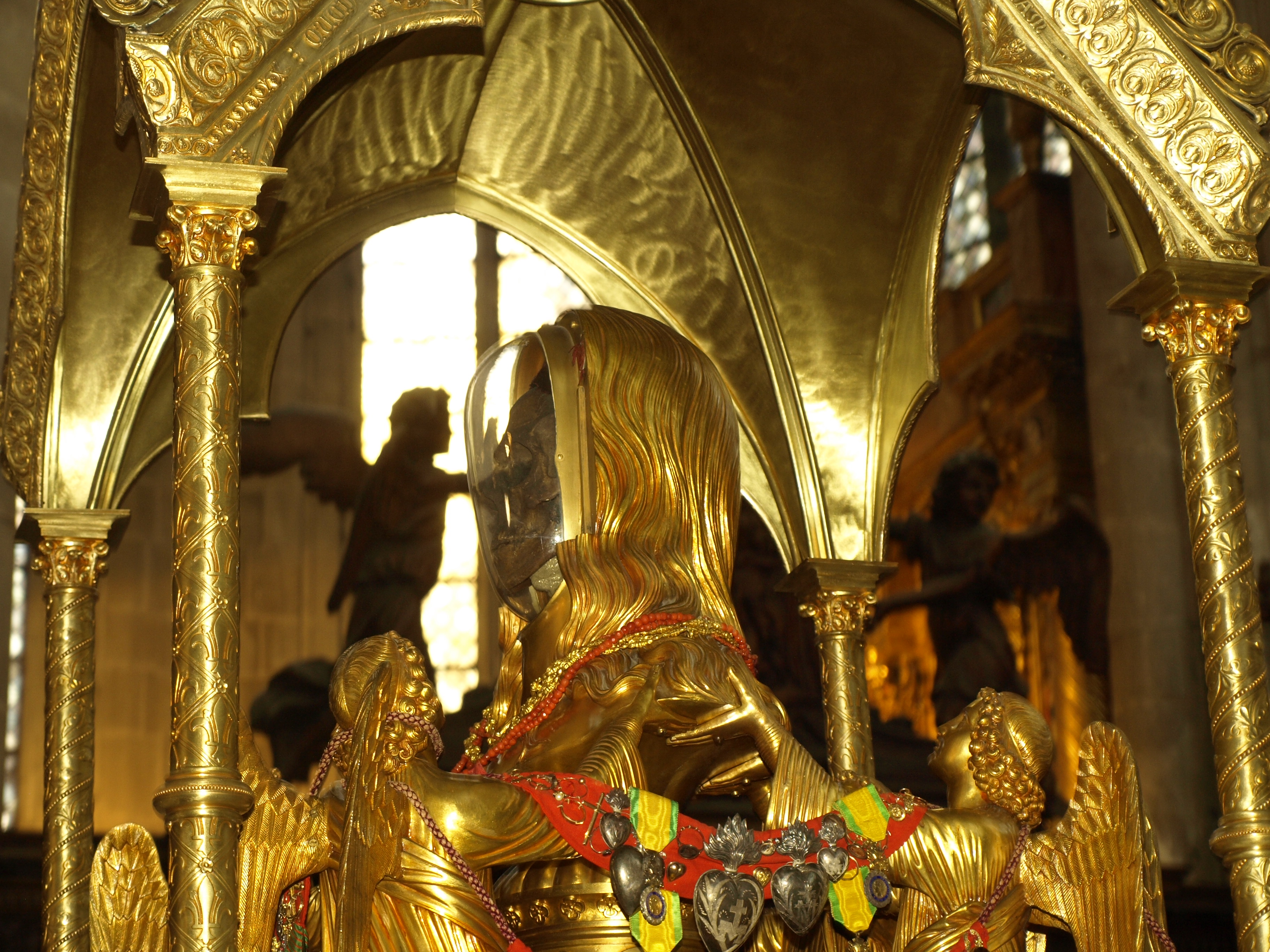
Le reliquaire vu de côté

Autres reliques
Depuis 2014, des reliques attribuées à saint Sidoine ont été redécouvertes dans la basilique. Il s'agit du crâne qui se trouve aujourd’hui dans un reliquaire au fond de la nef Nord sur l’autel du Ronzen. Mgr Rey a célébré publiquement l’« élévation des reliques » de Saint Sidoine au cours de la grand-messe du 20 juillet 2014 dans la basilique,.
Cette même année (2014), des reliques de saint Laurent, diacre et martyr a été retrouvé dans la sacristie, avec un médaillon contenant une relique de saint Dominique, ainsi qu'une relique de saint Maximin. Toutes ces reliques et reliquaires avaient été rangés (et cachés) en 1905, par les religieux responsables de l'église.
La sainte ampoule
La « Sainte Ampoule » est une relique aujourd'hui disparue, à la suite de son vol dans la nuit du 6 au 7 octobre 1904. Cette ampoule était une flasque de verre contenant, selon la tradition, des cailloux et de la terre du Golgotha, empreints du sang du Christ et qui fut ramenée de Palestine par les saintes femmes débarquées aux Saintes-Maries-de-la-Mer. Ces pierres de couleur noire, devenait rouge et le sang qu’elles contenaient se liquéfiait à une date précise : le Vendredi saint, et restaient ainsi jusqu'au matin de Pâques. De très nombreux rois de France sont venus assister à ce « miracle » (François Ier, Louis XI, Louis XIII et Charles VII, jusqu'à Louis XIV). Cet événement qui drainait des pèlerins du monde entier imposait une organisation particulière dans la basilique : la circulation était régie par un sens unique, les pèlerins rentraient par une porte, suivaient un itinéraire fléché et ils étaient poussés vers la sortie (pour faire de la place aux suivants),,.
Lors du vol de la relique en 1904, il semblerait que le voleur l’ait faite tomber car on a retrouvé des éclats de verre par terre. Mais certains estiment que les précieuses reliques ne seraient pas détruites, mais cachées quelque part en ville.

##### Les sarcophages
La crypte renferme également quatre sarcophages : un au fond (paroi sud) celui de Marie-Madeleine, deux à gauche (paroi est) ceux de sainte Marcelle et des saints innocents et un à droite (paroi ouest) celui de saint Sidoine. La disposition des sarcophages dans la crypte a connu différentes modifications au cours des siècles. Tout contribue à situer ces œuvres vers la fin du IVe siècle ; il est même probable que plusieurs de ces cuves ont été réalisées dans la ville d'Arles même si elles ont été taillées dans des marbres importés.

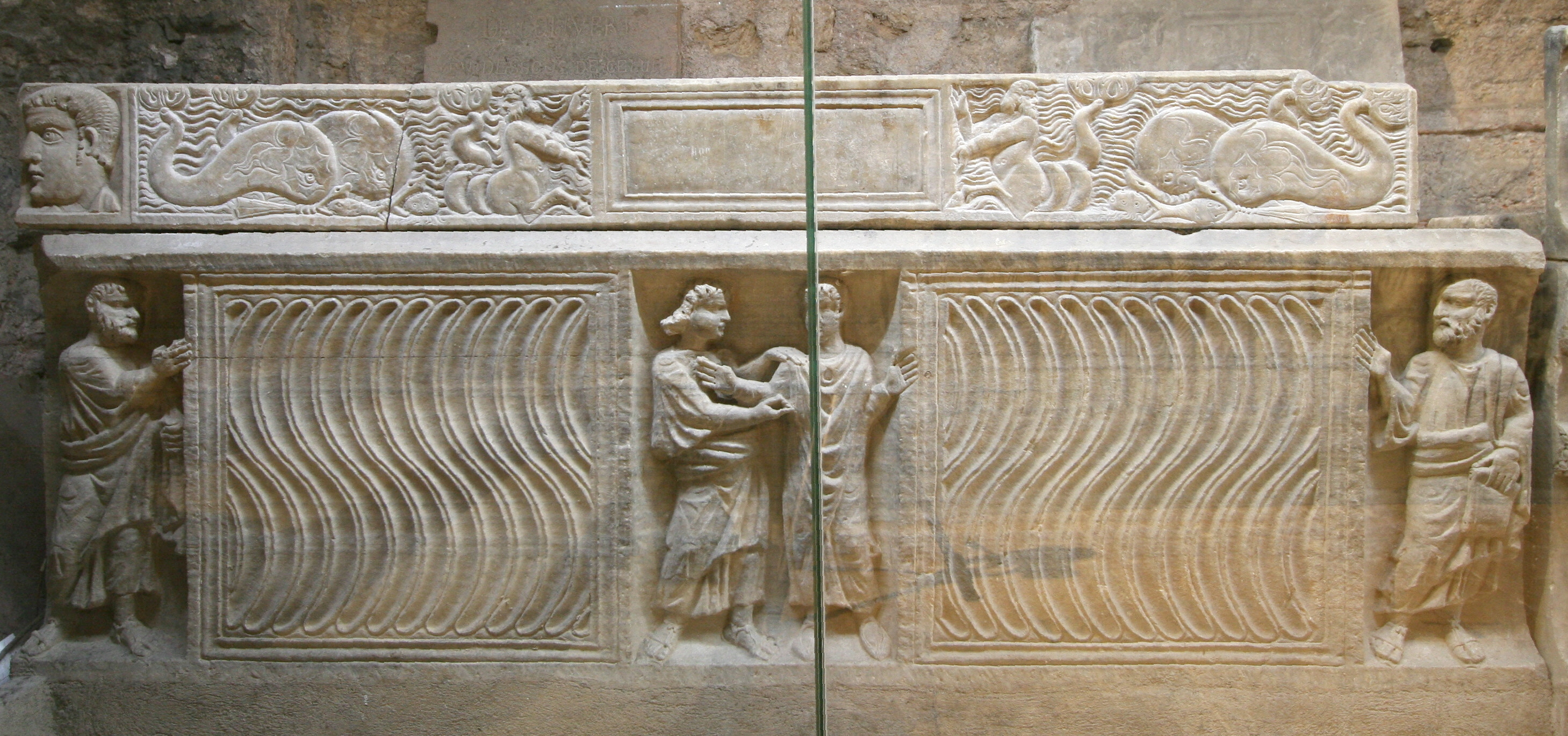
Le sarcophage de sainte Marcelle.

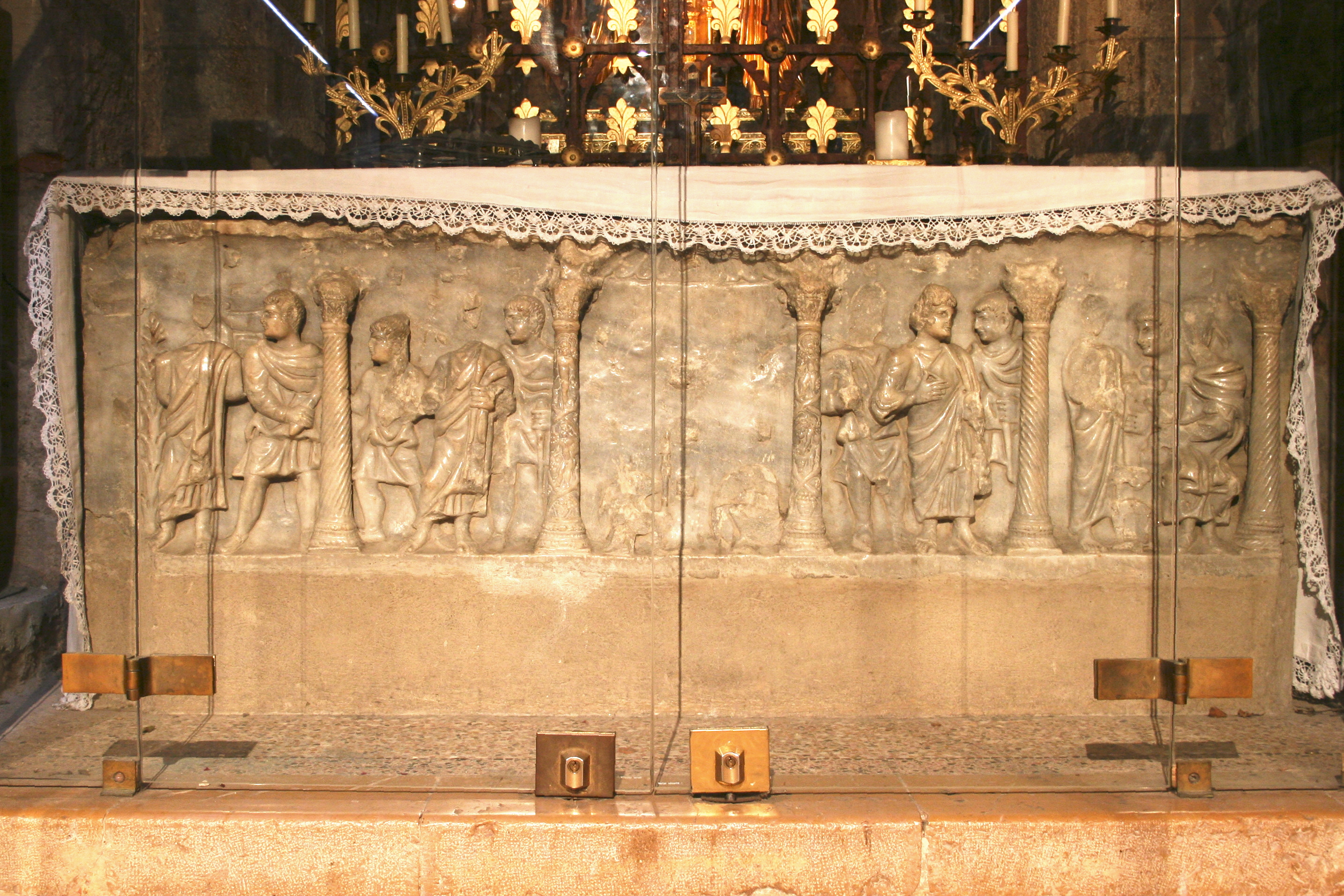
Le sarcophage de Marie-Madeleine.

- Le sarcophage de sainte Marcelle[103],[N 20], classé monument historique[104], représente au centre deux personnages encadrés de strigiles avec à chaque extrémité un personnage regardant la scène centrale et faisant de leur main droite un geste de témoignage ou d'acclamation. Au centre on reconnaît Jésus jeune et imberbe, cheveux longs et bouclés, posant avec un geste familier sa main gauche sur l'épaule de son compagnon qui pourrait être le défunt[105]. Certains auteurs ont vu dans ce personnage l'évêque saint Maximin[106]. Les personnages placés à chaque extrémité sont à gauche Pierre représenté avec une barbe mais sans clefs ni coq et à droite Paul, chauve, avec le rouleau des évangiles. La frise du couvercle représente deux tritons encadrant un cartel lisse puis aux extrémités des dauphins mangeant des petits poissons.

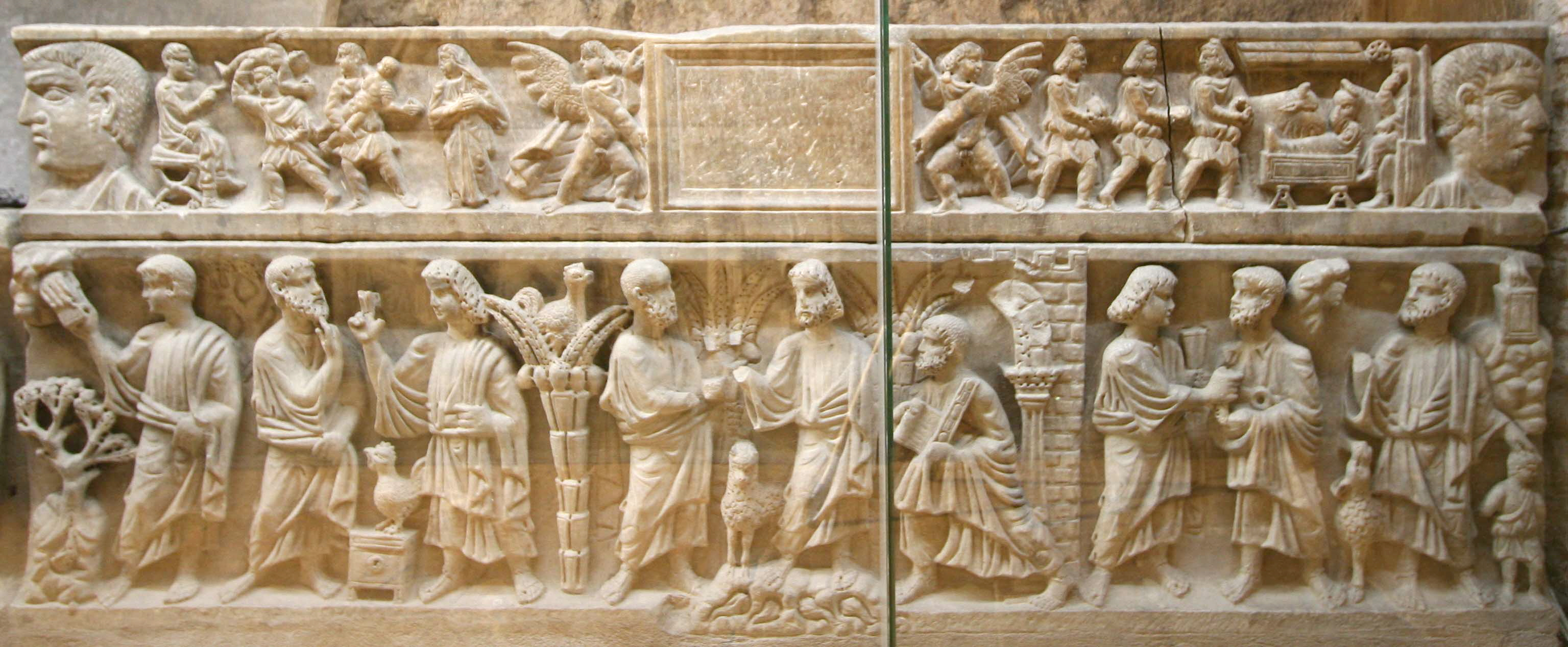
Le sarcophage des saints innocents.

- Le sarcophage du massacre des saints innocents, qui a été appelé à tort sarcophage de saint Maximin[106],[107], est classé monument historique[108]. Il représente au centre, entre deux palmiers, le Christ reconnaissable par la présence de l'agneau à sa droite. Il est représenté barbu, différent du Christ jeune et imberbe de la vie publique et des miracles. Il est juché sur une éminence dont le tracé déborde sur la bordure basse du sarcophage et d'où s'écoulent les quatre fleuves du paradis : Pishon, Gihon, Tigre et Euphrate. Le Christ donne de sa main gauche un livre à un personnage chevelu et barbu identifiable à saint Pierre. Ce dernier fléchit le corps en signe de respect et porte sur son épaule gauche une croix gemmée dont il ne subsiste que la hampe. À la droite du Christ se trouve saint Paul reconnaissable à sa calvitie : le Christ lui tend la main droite mais la dégradation de la sculpture empêche de reconstituer le geste originel. Ces trois personnages centraux, Jésus, Pierre et Paul, sont placés dans une scène complexe alliant architecture et motifs végétaux : à droite un bâtiment en pierres à bossage avec un pilastre cannelé et à gauche un palmier avec un oiseau dans le feuillage. Chacune des deux scènes adjacentes au panneau central concerne l'apôtre Pierre. À droite le Christ lui tend de sa main droite les deux clefs tandis qu'il tient dans sa main gauche un livre. À gauche est représentée la scène du reniement de Pierre : le Christ montre trois doigts de sa main droite pour prédire le reniement de l'apôtre qui retient de sa main gauche un pan de son manteau tandis qu'il porte sa main droite au menton. Entre les deux personnages un coq est juché sur une caisse. Les scènes latérales concernent l'Ancien Testament. À l'extrême gauche est représenté Moïse tendant sa main droite vers l'angle supérieur de la cuve où apparaît à travers les nuées la main de Dieu qui lui tend les tables de la Loi. Un buisson planté sur un massif rappelle l'épisode du buisson ardent. À l'extrême droite Abraham s'apprête au sacrifice de son fils Isaac, la main posée sur sa tête ; à ses pieds est représenté un bélier qui sera substitué à l'enfant pour l'accomplissement du sacrifice. Le centre du couvercle est occupé par un cartel lisse encadré à gauche par le massacre des saints innocents avec Hérode sur son trône et à droite par les bergers adorant l'Enfant-Jésus réchauffé par le bœuf et l'âne.

- Le sarcophage de sainte Marie-Madeleine, classé monument historique[109], est très mutilé. Le centre délimité par deux colonnes devait représenter la croix gemmée. À droite de ce motif central est figuré Jésus paraissant devant Ponce Pilate. La scène recouvre deux panneaux : à l'extrême droite Pilate est assis en position haute devant une table basse, la main droite portée au menton en signe de doute intérieur. À côté de lui on peut distinguer la silhouette d'un serviteur qui devait tenir une aiguière. Le Christ est figuré dans le panneau voisin, entre deux gardes dont l'un tient un bâton. Il fait de la main droite le signe du discours. À l'extrême gauche est figuré le martyre de Paul ; la scène est réduite à deux personnages, Paul et le bourreau qui tire l'épée de son fourreau. La scène voisine est difficile à identifier en raison des mutilations : c'est une scène d'arrestation d'un personnage placé entre deux gardes en tunique courte. Ce personnage pourrait être Pierre ou Paul[110]. Les faces latérales sont très mal visibles dans la disposition actuelle d'exposition : la face latérale droite représente la trahison de Judas et celle de gauche Jésus prêchant.

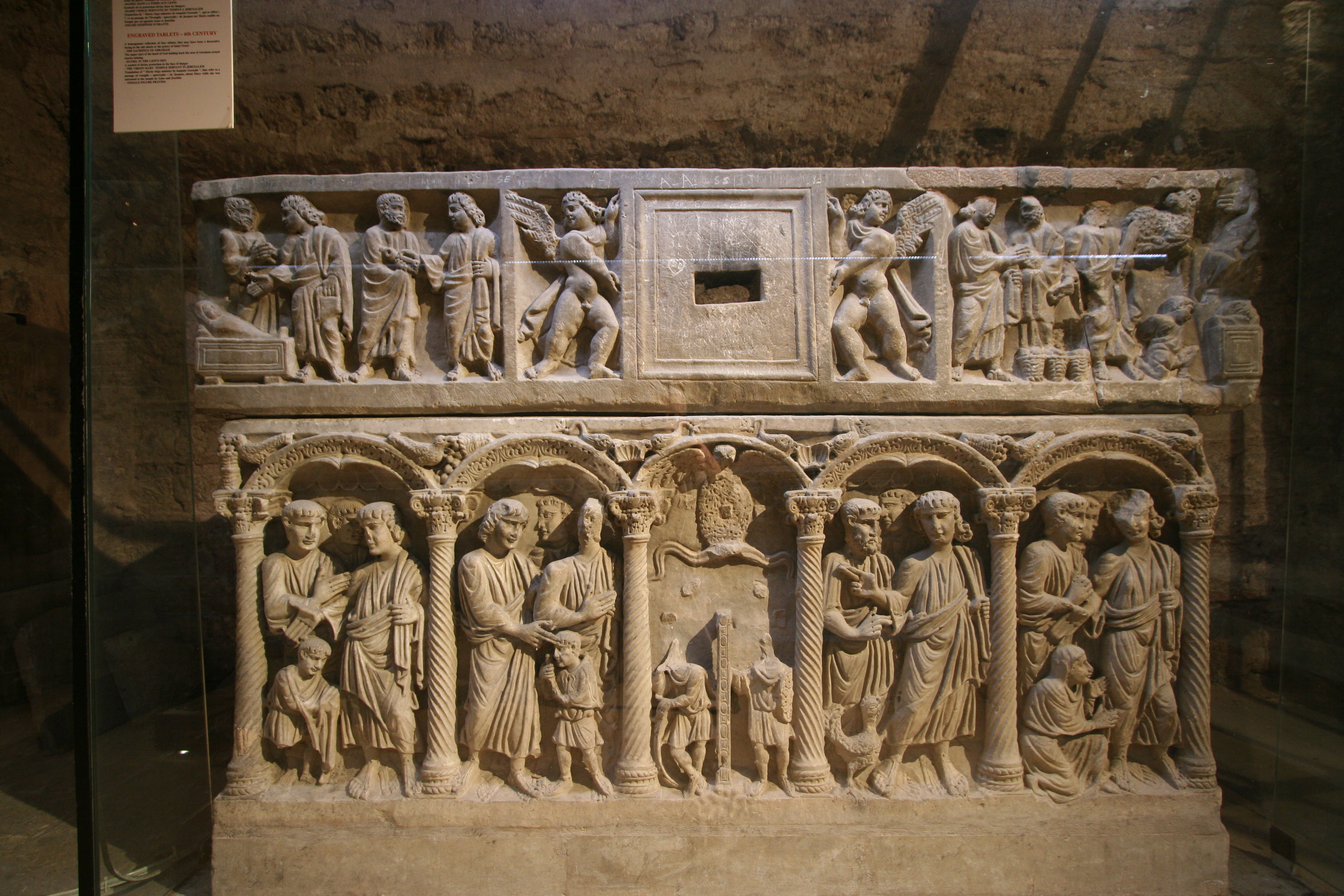
Le sarcophage de saint Sidoine.

- Le sarcophage de saint Sidoine, classé monument historique[111], semble avoir été destiné à deux personnes. Il est orné de cinq niches encadrées par des colonnes à cannelures hélicoïdales dont le sens des cannelures est alterné d'une colonne à l'autre. Ces colonnes sont coiffées d'un chapiteau corinthien et supportent des arcs de voûte décorés de palmettes à l'exception de l'arc central qui n'a aucune décoration. Dans les écoinçons de ces arcatures sont représentés des oiseaux picorant des fruits à l'exception de ceux de l'arc médian qui sont décorés par deux dauphins affrontés. La scène du médaillon central est très abîmée avec au milieu une croix gemmée dont il ne reste qu'une partie de la hampe verticale. Le chrisme, monogramme du Christ formé par les deux lettres grecques Χ (chi) et Ρ (rhô), devait également être représenté. Le sommet de la scène est décoré d'un oiseau aux ailes déployées. De part et d'autre de la base de la croix sont représentés deux soldats : celui de gauche, jambes croisées, s'appuie sur son bouclier tandis que celui de droite tient son bouclier du bras gauche et s'appuie de sa main droite sur la hampe de la croix. Dans les autres arcades sont figurées des scènes qui illustrent la vie du Christ. À droite de la niche centrale on trouve la scène du reniement de Pierre facilement identifiable en raison de la présence du coq ; trois personnages sont représentés, le Christ et Pierre en haut relief, et au centre un troisième personnage en bas-relief. À gauche de la niche centrale est représentée la scène de la guérison d'un aveugle qui pourrait être Sidoine d'où l'appellation du sarcophage. À gauche Jésus dirige sa main droite vers les yeux de l'aveugle représenté s'appuyant sur un bâton avec une taille très inférieure à celle du Christ. À droite un personnage est témoin de la guérison. Les deux scènes latérales placées aux extrémités du sarcophage représentent des miracles non parfaitement identifiés. À gauche un homme représenté de petite taille est guéri par le Christ tandis qu'à droite il s'agit d'une femme. Certains auteurs pensent qu'il s'agirait pour l'homme du centurion sollicitant la santé pour son serviteur malade et pour la femme de la cananéenne implorant la guérison de sa fille tourmentée par le démon[112]. Il pourrait également s'agir de la femme hémorroïsse (Matthieu 9,20-22, Marc 5,25-34, Luc 8,40-48 : « si seulement je touche son manteau, je serai sauvée »[N 21]. Les faces latérales du cercueil sont également décorées mais ne sont pas visibles du fait de l'exposition dans la crypte. Le couvercle n'est pas parfaitement adapté à la cuve ce qui ne veut pas dire qu'il ne lui était pas associé depuis l'origine[113]. Il comporte au centre un cartouche, destiné probablement à recevoir une inscription, encadré par deux génies ailés. À gauche du cartouche le Christ donne à Pierre les deux clefs symbolisant le pouvoir de lier et de délier. À l'extrême gauche est figurée une scène de résurrection, probablement celle de la fille de Jaïre, le corps du défunt étant déjà enveloppé dans des bandelettes. À droite du cartouche central est représenté le miracle de la multiplication des pains : le Christ avance une main vers un pain rond que lui présente un apôtre ; à leurs pieds trois paniers contiennent d'autres pains. À l'extrême droite est représenté Abraham s'apprêtant à sacrifier son fils Isaac devant un autel sur lequel le feu brûle. Au-dessus de l'enfant est figuré un bélier qui doit lui être substitué, tandis que la main de Dieu apparaît au-dessus des rochers qui surplombent l'autel.

#### Le grand orgue

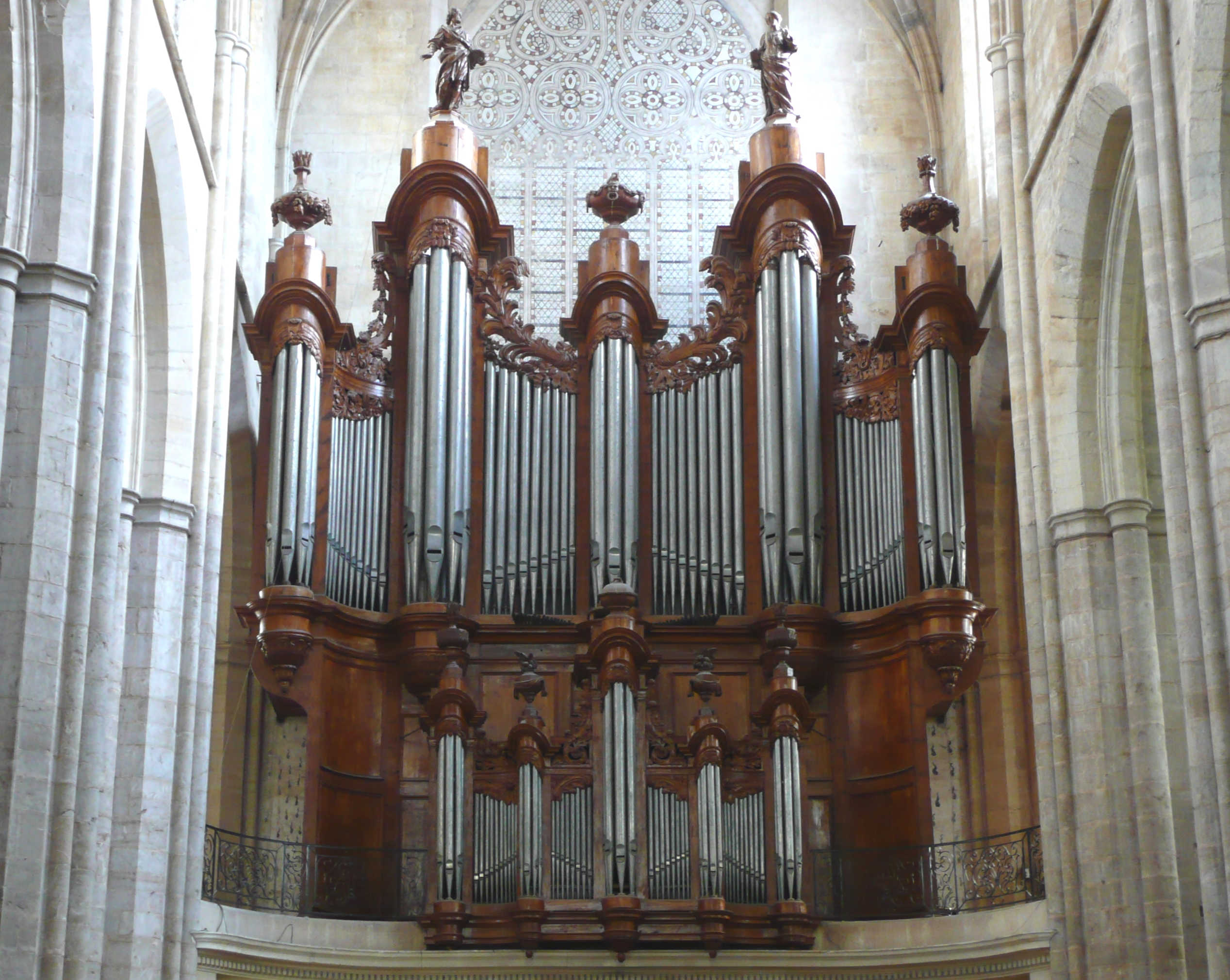
Orgues Isnard de Saint-Maximin-la-Sainte-Baume.

Pierre Henri Yves Bardon, professeur émérite au conservatoire d'Aix-en-Provence, organiste titulaire  de l'orgue Isnard de Saint-Maximin depuis 1961 puis cotitulaire depuis 2008, est également cofondateur, en 1963, de l'Académie de l'Orgue français de Saint-Maximin.

##### Historique
La construction du grand orgue par le  facteur d'orgue Jean-Esprit Isnard aidé de son neveu, Joseph, dura de 1772 à 1774. Avec l’orgue de Poitiers, c'est l’un des deux derniers modèles d’« orgue français ». Il est l'un des très rares grands instruments d'Europe à avoir conservé l'intégralité de ses 2 960 tuyaux d'origine.
En 1793, l'organiste Fourcade sauva l'orgue de la destruction en y jouant la Marseillaise en présence des conventionnels Barras et Fréron,.
La transmission mécanique ainsi que la soufflerie ont été refaites à neuf par François Mader vers 1880. La poursuite de ces travaux, en 1924-1925 et 1926-1927, n’ayant jamais donné satisfaction, elle eut pour seul avantage de surseoir à l’intervention sur la partie vulnérable de l’instrument, la tuyauterie.
Le buffet d'orgue, en tribune, a été classé au titre des objets mobiliers le 17 mars 1908 et la partie instrumentale le 17 mars 1979,.
En 1954, Norbert Dufourcq, alors rapporteur de la Commission des monuments historiques, élabore un important projet de modernisation et de reconstruction de l'orgue. Il prévoit notamment la suppression de plusieurs jeux et de repousser d'un demi-ton tous les claviers afin d'obtenir le diapason actuel. Plusieurs spécialistes et organistes de renom s'opposèrent à un tel massacre et le projet fut finalement abandonné. Pierre Chéron a joué le premier rôle dans ce sauvetage par l’étude minutieuse de l’instrument qui lui permit d’analyser et de faire comprendre la technique employée par le frère Isnard. La même année 1954 les concerts d'André Marchal dans la basilique montrèrent que l'orgue n'avait nul besoin d'être modifié pour attirer les mélomanes,.
Sous l’impulsion de Pierre Cochereau et de Pierre Rochas, médecin et organologue, l’année 1962 vit naître la première Académie de l’orgue classique français qui assura un rayonnement international à l'orgue, qui déboucha sur la restauration minutieuse de l'instrument par Yves Cabourdin de 1986 à 1991. Toutes les phases de la restauration de l'instrument ont été suivies par une « commission de suivi scientifique » composée notamment par le conservateur régional des monuments historiques de Provence-Alpes-Côte d'Azur,, l'organiste Michel Chapuis, les facteurs d'orgue Georges Lhôte et Pierre Chéron.
En 2007, Jiri Zurek, membre de l’Institut pour les études classiques de l’Académie des sciences tchèque, et son équipe ont numérisé le son de chaque tuyau de l’orgue de la basilique. Cet enregistrement a été archivé dans le cadre du projet européen « Sonus Paradisi ».
En 2008, l'Association des amis de la basilique de Saint-Maximin relance une nouvelle Académie d'orgue qui aboutit à la création en 2010 de l'association « Les orgues de Saint-Maximin Jean-Esprit Isnard ».

##### Composition du grand orgue
Il se compose d'un double buffet, de quatre claviers, 43 jeux et 2960 tuyaux, tous d'origine. Il est surtout apprécié pour l'enregistrement des compositeurs de l'école française d’orgue, mais les sonorités complexes de ses trompettes et de ses jeux d'anches lui permettent d'aborder tout type de répertoire.
| Positif 50 notes (ut° à ré5 - 1° ut#) | Grand-Orgue 50 notes (ut° à ré5 - 1° ut#) | Résonance 50 notes (ut° à ré5 - 1° ut#)                                                                                             | Récit 32 notes (sol2 à ré5 - 1° ut#) |
| Montre 8' Bourdon 8' Flûte 4/8' Prestant 4' Nazard 2' 2/3 Doublette 2' Quarte de Nazard 2' Tierce 1' 3/5 Larigot 1' 1/3 Fourniture IV Cymbale III Cornet V Trompette 8' Cromorne 8' Clairon 4' | Montre 16' Bourdon 16' Montre 8' Bourdon 8' Gros Nazard 5' 1/3 Prestant 4' Grosse Tierce 3' 1/5 Fourniture IV Cymbale IV Cornet V Trompette 8' Voix Humaine 8' Chamade (dessus) 8' Clairon 4' | Flûte 16' Flûte 8' Flûte 4' Flûte (dessus) 8' Cornet V Bombarde 16' 1er Trompette 8' 2e Trompette 8' Clairon 4' Chamade (dessus) 8' | Cornet V Trompette 8' Hautbois 8'    |

## Le couvent dominicain
Le couvent dominicain établi à proximité de la cathédrale avait pour fonction de desservir cet édifice, ce qu'il fit jusqu'à la Révolution. Fermé en 1791, le couvent est restauré en 1859. Il est fermé à nouveau en 1966 et vendu à une société d'économie mixte dépendant du département du Var et de la ville de Saint-Maximin-la-Sainte-Baume.

### Fonctionnement
Le couvent dominicain de la Sainte-Baume a longtemps reçu des postulants pour des longs séjours et des étudiants en théologie. C'est ainsi que Georges Lauris, futur écrivain et auteur de Iconostase, rencontre le cistercien Jean Bourgoint qui fait une longue retraite avant de rejoindre Cîteaux.

### Prieurs
- 1304-1328 : Jean Gobi
- vers 1530 ? : Robert de Nidis, prévôt de l'Église de Marseille, prieur de Saint-Maximin, abbé de l'abbaye Notre-Dame de Valsaintes, fait hommage au roi de France François Ier et donne le dénombrement des domaines de son abbaye. Il en était encore abbé en 1533[129].